# Lingons
Les Lingons sont un des plus anciens peuples gaulois protohistorique et antique participant du développement socioculturel de l'Arc alpin.
L'ethnogenèse des Lingons est directement liée aux cultures successives de Hallstatt et de la Tène ; elle s'achève avec le déclin de l'Empire romain d'Occident. Une partie de la population lingonne s'établit au début du IVe siècle av. J.-C. dans le Nord de l'Italie, au sud du delta du Pô dans l'actuelle province de Ferrare, où elle participa à la formation de la Gaule cisalpine.
À l'instar de la plupart des autres peuples gaulois, l'ethnonyme latin des Lingons, en l'occurrence Lingonenses, s'est transmis dans le toponyme actuel de leur civitas en Gaule transalpine, l'ancienne Andemantunnum rebaptisée Langres, qui devint l'un des plus puissants évêchés du royaume de France. Fondée plus tardivement que cette dernière, leur métropole méridionale, Divio, est devenue la capitale historique de la Bourgogne : l'actuelle Dijon.
Situé entre les bassins parisien, rhodanien et meuso-rhénan, le territoire originel reconnu des Lingons couvrait à sa plus grande extension un espace d'environ 18 000 km2 se partageant sur une partie de ceux des actuelles régions Grand Est et Bourgogne-Franche-Comté. De par son positionnement topographique, ce territoire était une zone de transit des échanges commerciaux et culturels de l'Europe occidentale protohistorique puis antique, entre les civilisations du Bassin méditerranéen et les groupes de populations tant d'Europe centrale que de l'Arc Atlantique. Outre de bonnes ressources agro-alimentaires et un sous-sol recélant plusieurs gisements de minerai de fer, cette position territoriale stratégique permit aux Lingons de bénéficier d'une prospérité économique et d'un développement culturel soutenus. Lors des premières manifestations significatives de l'expansion germanique à l'est de la Gaule chevelue, la maîtrise territoriale de l'espace géographique correspondant au territoire des Lingons transalpins ainsi qu'à ceux de leurs voisins Éduens et Séquanes fut un enjeu géostratégique entre Jules César et le chef suève Arioviste, dont l'issue déboucha sur la guerre des Gaules…
Un site archéologique de premier ordre a été notamment légué par les Lingons à la connaissance de l'Europe centrale protohistorique : le complexe aristocratique de Vix / Mont-Lassois.

## Territoire originel et ethnonymie des Lingons

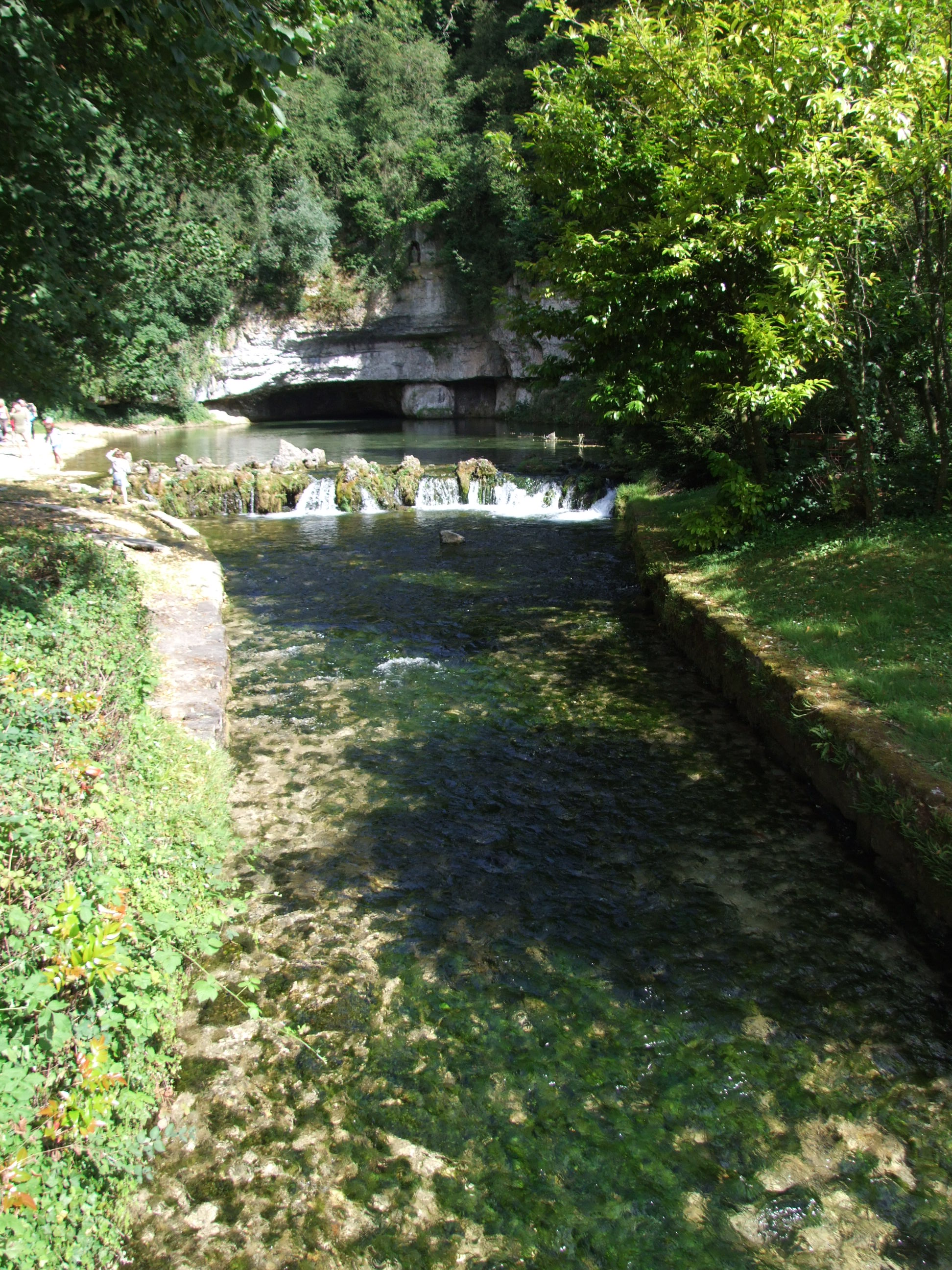
La Douix, exsurgence considérée par les Lingons comme sanctuaire du culte de Divona.

### Territoire originel des Lingons

#### Implantation du territoire originel des Lingons
Situé au centre du seuil morvano-vosgien, le territoire originel identifié des Lingons s'étend entre les sections de cours d'eau et entités géographiques naturelles suivantes,:
- au nord, frontière avec les Médiomatriques (jusqu'au moins la réorganisation de la Germanie romaine par Domitien vers 90) : Barrois lorrain (Forêt de Ligny-en-Barrois et Saulx en aval de Stainville)
- au nord-est, frontière avec les Leuques (jusqu'au moins la réorganisation de la Germanie romaine par Domitien vers 90[2]) : Xaintois (Vair) et Côtes de Meuse centrales (Forêt du Vau et Ornain en amont de Naix-aux-Forges)
- à l'est, frontière avec les Séquanes (jusqu'à la réorganisation de la Germanie romaine par Domitien vers 90) : Vôge (entre Passavant-la-Rochère et Dombrot-le-Sec), Côney (en aval de La Basse-Vaivre) et Petite-Saône (entre la confluence avec le Côney à Corre et celle avec la Vouge à Saint-Jean-de-Losne)
- au sud, frontière avec les Éduens, d'est en ouest : rivière Vouge de son confluent à Bessey-lès-Cîteaux, lisière nord de la Forêt de Cîteaux (marais de la Vouge), Quincey et rivière Meuzin jusqu'à Meuilley, puis vallée du Raccordon et Combe Pertuis.
- au sud-ouest :
  - Territoire des Mandubiens (avant le Principat) : Auxois
  - frontière avec les Éduens : Avallonnais et Terre-Plaine (Serein entre le château de Bourbilly et Tormancy)
- à l'ouest, frontière avec les Aulerques Brannovices : Auxerrois (crête d'interfluve entre Nitry et Beine)
- au nord-ouest :
  - frontière avec les Sénons (avant le Principat) : Sénonais (Forêt de Saint-Germain et Forêt de Pontigny) et Pays d'Othe (Armance en aval d'Ervy-le-Châtel et partie nord-est de la forêt d'Othe)
  - frontière avec les Catalaunes (avant le Principat) : Champagne crayeuse

L'espace ainsi défini correspond essentiellement aux régions naturelles suivantes : Plateaux de Langres et du Châtillonnais, Tonnerrois, Barrois champenois, Pays d'Armance, Champagne humide, Apance-Amance, partie occidentale du Seuil de Lorraine, plateaux haut-saônois (à l'ouest de la Petite-Saône), côtes de Meuse méridionales, arrière-Côte de Dijon et côte dijonnaise, Pays d'Oscheret, Bassigny, Vallage, Briennois, Ornois, Perthois et Pays du Der. Le territoire correspondant à cet ensemble géographique est entaillé par un important réseau hydrographique constitué notamment des cours supérieurs de la Seine, de la Marne, de l'Aube et de la Meuse. La plupart des cours d'eau de ce réseau sont issus de systèmes karstiques, sous forme de résurgences auxquelles les Lingons associèrent des divinités tutélaires. Le positionnement du territoire à l'intersection des lignes de partage des eaux entre Mer du Nord, Manche et Méditerranée a largement favorisé son développement économique et culturel en tant que zone d'échanges entre le nord de l'Arc Atlantique, la Rhénanie, l'Europe centrale et le bassin méditerranéen,; la « Lingonie transalpine » étant en outre située à peu près à égale distance de l'embouchure de la Seine et de celle du Rhône.
Lors de sa plus grande extension connue (à la fin de la République romaine), le territoire reconnu des Lingons couvre un espace d'environ 18 000 km2, s'étendant sur environ 190 km de Sermaize-les-Bains au nord à Saint-Jean-de-Losne au sud et 170 de Pontigny à l'ouest à La Basse-Vaivre à l'est. Ce territoire se superpose à peu près aux divisions administratives territoriales actuelles suivantes,,:
- Haute-Marne
- extrême sud-est du département de la Marne (correspondant approximativement à la moitié sud de l'arrondissement de Vitry-le-François)
- extrême sud-ouest du département de la Meuse (correspondant approximativement aux cantons de Gondrecourt-le-Château et Montiers-sur-Saulx, au quart occidental de celui de Void-Vacon ainsi qu'aux tiers méridionaux de ceux d'Ancerville et de Ligny-en-Barrois)
- extrême ouest du département des Vosges (correspondant approximativement aux cantons de Lamarche, Bulgnéville et Neufchâteau)
- moitié est du département de l'Aube (correspondant approximativement aux anciens arrondissements de Bar-sur-Seine et Bar-sur-Aube ainsi qu'à la moitié est de celui d'Arcis-sur-Aube et au canton de Creney-près-Troyes)
- centre-est du département de l'Yonne (correspondant approximativement à l'ancien arrondissement de Tonnerre)
- deux-tiers nord de la Côte-d'Or (correspondant approximativement à l'arrondissement de Dijon et à une grande moitié nord de celui de Montbard)
- extrême ouest de la Haute-Saône (correspondant approximativement à la partie occidentale de l'arrondissement de Vesoul située à l'ouest de la Saône)

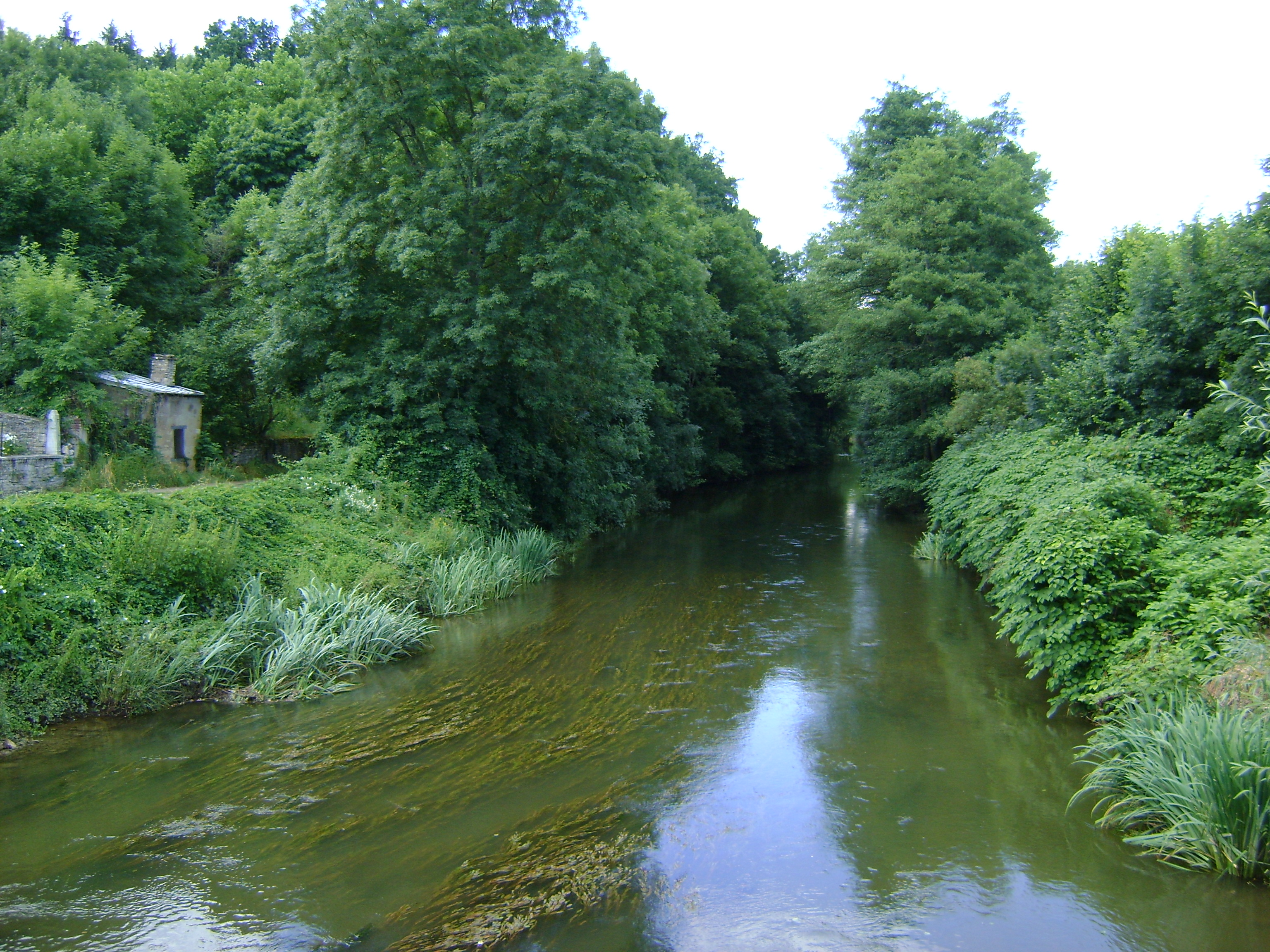
Le Serein à L'Isle-sur-Serein, aux confins des territoires des Lingons, Aulerques Brannovices et Éduens.

#### Peuples voisins des Lingons du territoire originel
Les territoires limitrophes de celui des Lingons sont ceux des peuples gaulois suivants,,,:
- Médiomatriques au nord
- Leuques au nord-est
- Sénons et Catalaunes au nord-ouest (puis Tricasses à partir du début du Principat)
- Aulerques Brannovices à l'ouest
- Mandubiens (avant le Principat[10]) au sud-ouest
- Séquanes à l'est
- Éduens au sud et sud-ouest[11].

#### Centres urbains et pagi de «Lingonie transalpine»
(d'après la Notitia galliarum et la Table de Peutinger),:

##### Centres urbains de «Lingonie transalpine»

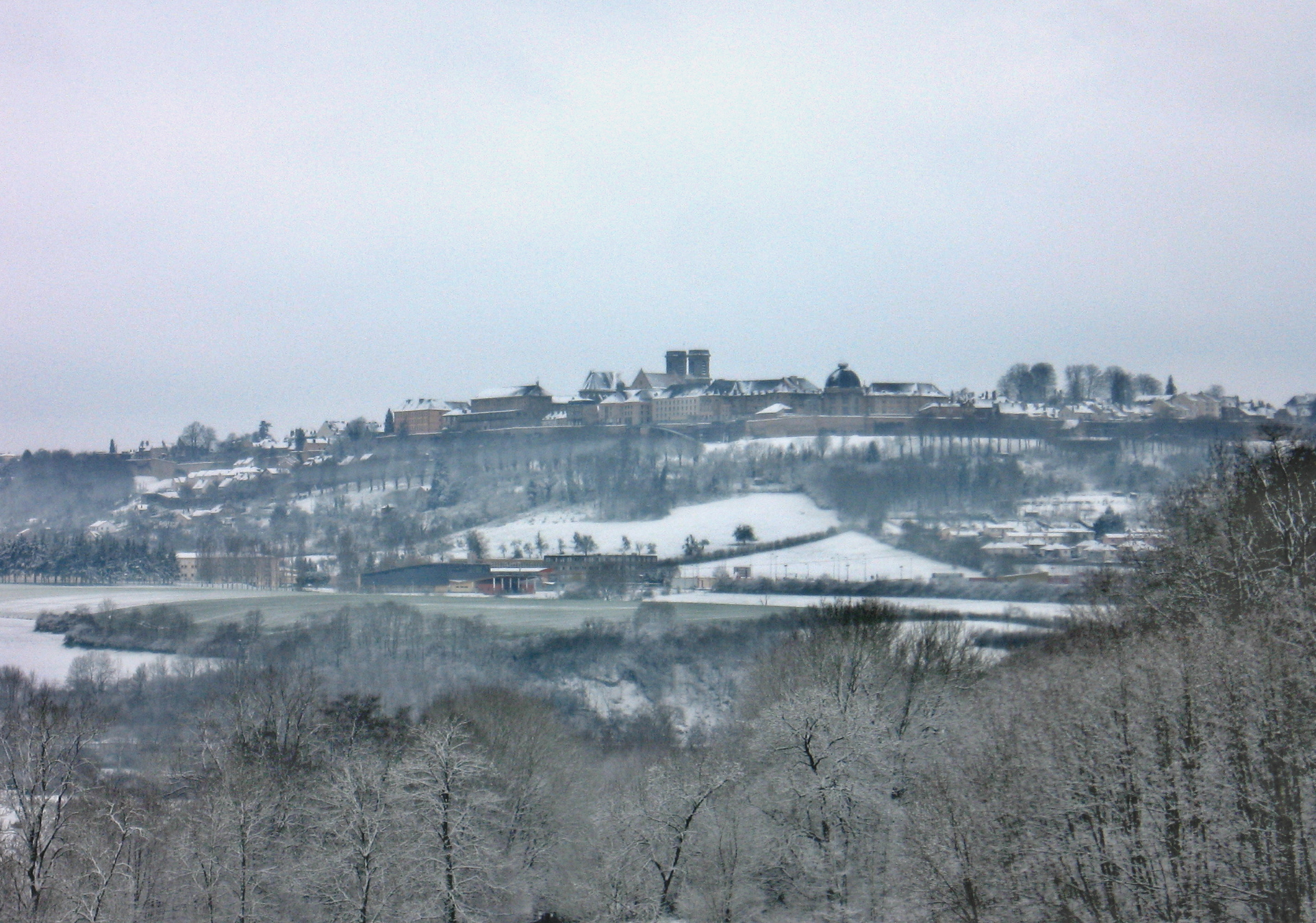
Langres, ancienne capitale des Lingons.

Municipe et principales agglomérations secondaires de la Civitas Lingonum (entre la réorganisation de la Germanie romaine par Domitien vers 90 et la fin de la dynastie des Sévères en 235) :
- Andemantunnum (graphie selon Pline l'Ancien), capitale des Lingons : Langres
- Divio : Dijon
- Portus-Abucinus : Port-sur-Saône (rattachée à la Civitas des Séquanes vers 90)
- Segessera : Bar-sur-Aube
- Aquæ borvonis : Bourbonne-les-Bains (peut-être rattachée à la Civitas des Séquanes vers 90)
- Tornodurum : Tonnerre
- Vertillum : Vertault
- Mirebellum : Mirebeau-sur-Bèze
- Mediolanum : Mâlain
- Gursonum : Gourzon
- Tilena : Til-Châtel
- Briavenna : Brienne-la-Vieille
- Olonna : Saint-Dizier
- Latiscum : Mont Lassois
- Faberniacum : Fauverney
- Andarta : Bologne
- Lisium : Is-sur-Tille
- Pontiliacus : Pontailler-sur-Saône
- Mosavicus : Meuvy
- Radelenis pons : Rolampont
- Gibriacus : Gevrey-Chambertin
- Noviomagus : Nijon ?
- Varcia : Vars ? (rattachée à la Civitas des Séquanes vers 90)
- Dongna Petra : Dampierre
- Getliacus : Genlis
- Fluvia : Fleurey-sur-Ouche
- Gissiacum Castrum : Gissey-sur-Ouche
- ? : Beneuvre
- ? : Bricon-Blessonville
- ? : Renève
- ? : Corre (rattachée à la Civitas des Séquanes vers 90)
- ? : Chauvirey-le-Vieil (rattaché à la Civitas des Séquanes vers 90)
- ? : Saint-Usage
- ? : Les-Bolards (en limite du territoire des Éduens)

##### Pagi du territoire de l'ancienne «Lingonie transalpine»
(subdivisions territoriales du Ve au IXe siècle correspondant à la pertica des Lingons avant le Principat,,)

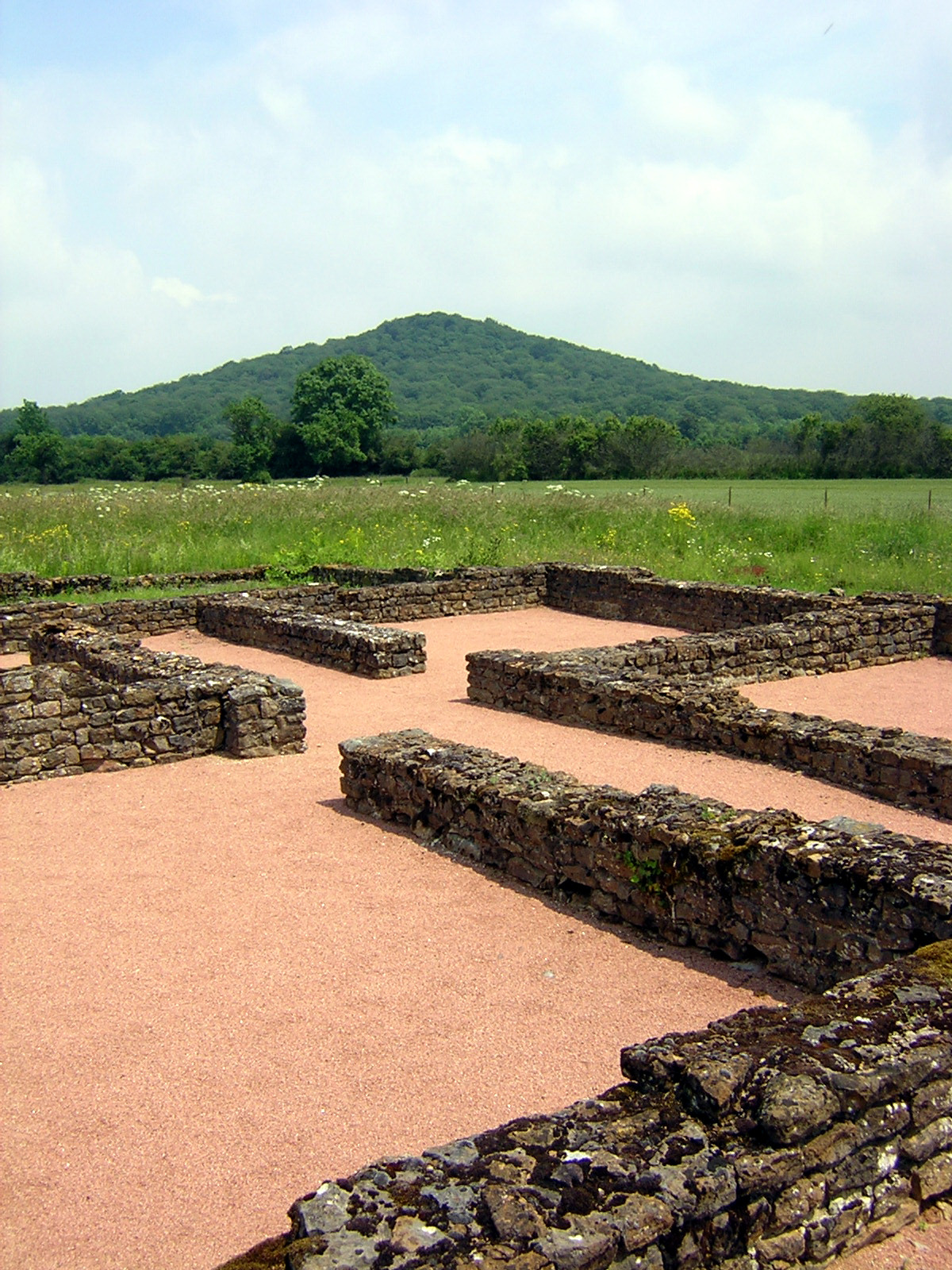
Vestiges du Mansio d'Andilly-en-Bassigny.

- Pagus Arcisensis : Arcesais (uniquement la moitié est)
- Pagus Attoariensis : Attouar puis Atuyer (correspondant approximativement aux cantons de Dampierre-sur-Salon et Saint-Apollinaire)
- Pagus Barrensis : Baraubois (correspondant approximativement aux cantons de Bar-sur-Aube et Châteauvillain)
- Pagus Bassiniacensis : Bassigny
- pagus Blesensis : Blaisois
- Pagus Boloniensis : Bolènois
- Pagus Briavenensis : Brénois
- Pagus Divionensis : Dijonnais (correspondant approximativement aux cantons de Chenove, Dijon, moitié-est de celui de Fontaine-les-Dijon, moitié-est de celui d'Is-sur-Tille, moitié-est du canton de Talant et du canton de Longvic)
- Pagus Duesmonensis : Duesmois (correspondant approximativement au quart-sud du canton de Châtillon-sur-Seine ainsi qu'à la moitié nord et au quart sud-est de celui de Montbard et à la moitié-ouest de celui d'Is-sur-Tille)
- Pagus Latiscencis : Lassois (correspondant approximativement aux trois-quarts nord du canton de Châtillon et à l'ancien arrondissement de Bar-sur-Seine, excepté l'ancien canton de Chaource)
- Pagus Lingonensis : Langrois
- Pagus Mesmontensis : Mémontois : correspondant approximativement au quart nord-ouest du canton de Talant et à la moitié-ouest de celui de Fontaine-lès-Dijon
- Pagus Oscarensis : Oscheret
- Pagus Perthisius : Perthois et Pays du Der
- Pagus Portisiorum (ou Porticianus ou bien Portensis) : Portois (uniquement la partie occidentale située à l'ouest de la Saône et comprenant notamment Portus-Abucinus)
- Pagus Tornodorensis : Tonnerrois (correspondant approximativement à l'ancien arrondissement de Tonnerre et à l'ancien canton de Chaource)
- Pagus Valagensis : Vallage.

### Ethnonymie des Lingons
Selon Jacques Lacroix et Xavier Delamarre, l'ethnonyme « Lingons », issu du latin Lingonenses, serait basé sur la racine gauloise ling signifiant « sauter » ou « bondir » (en vieil irlandais, lingid se traduit par « il saute »). Plusieurs acceptions sont donc possibles : « les sauteurs », « les bondisseurs » (« les danseurs » ?), voire « les jureurs » pour Xavier Delamarre… En effet, d'après le Dictionnaire des symboles de Jean Chevalier et Alain Gheerbrant: « Pour les Celtes, le jeu est un exploit guerrier et le saut est à cet égard un art martial permettant d'échapper à son adversaire ou de le contrer (à l'instar de celui de Lug)… Il peut être aussi l'expression d'une injure ou d'une violente colère (à l'instar de celui de Cúchulainn)… Un peuple de la Gaule, les Lingons, s'appelle ainsi les sauteurs… Cependant, dans d'autres traditions celtiques, le saut est symbole d'ascension céleste… ».

## Ethnogenèse des Lingons
(approximativement de -8200 à -780)
- cadre historique : Protohistoire

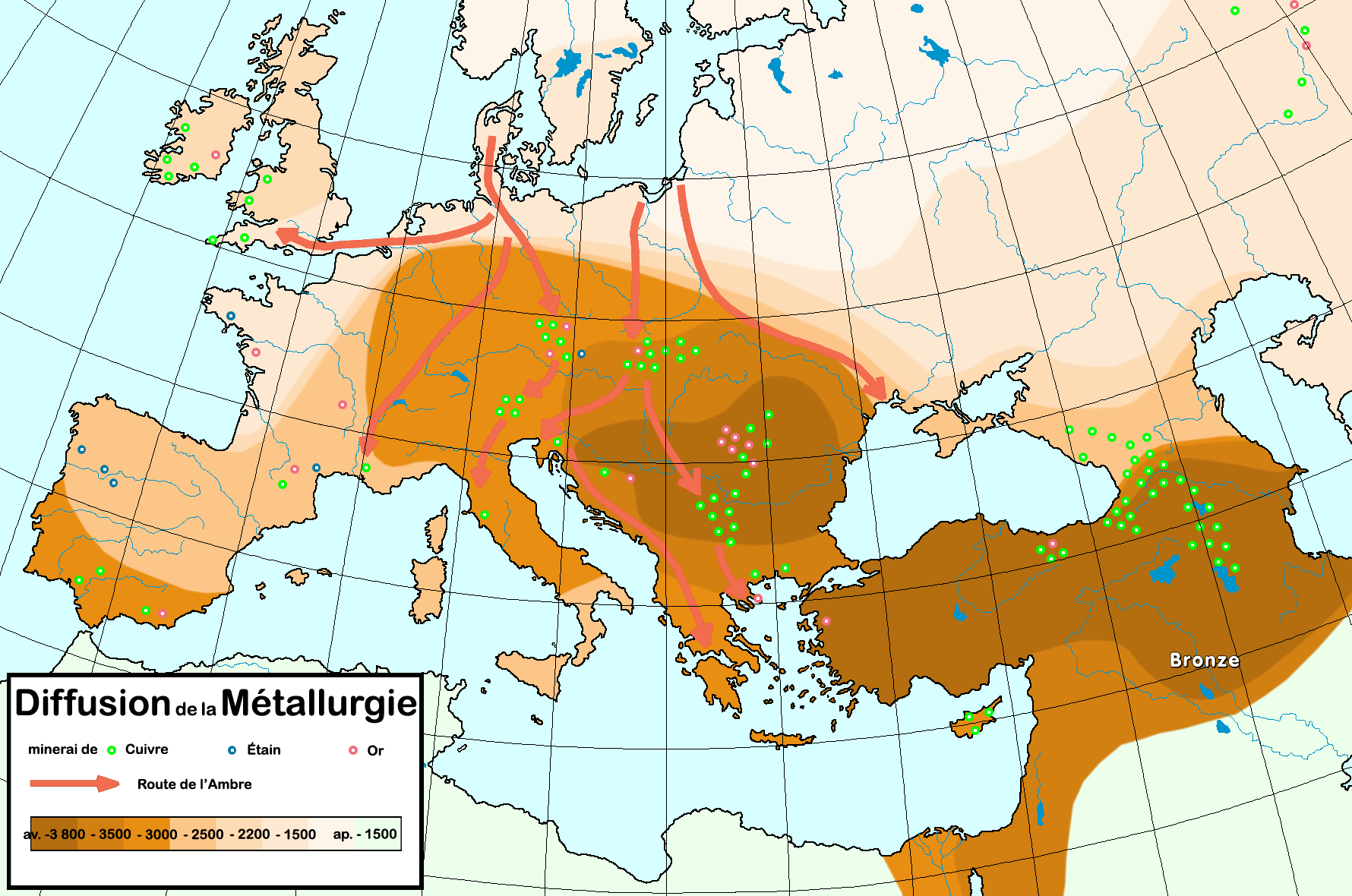
Diffusion de la métallurgie en Europe et au Proche-Orient.

Les Lingons constituent l'un des peuples les plus anciens de la Gaule. Leur ethnogenèse participe des complexes culturels puis du Complexe techno-économique nord-alpins liés au développement de la métallurgie du bronze puis du fer en Europe centrale, le territoire originel identifié des Lingons relevant de l'aire de diffusion initiale de la culture du Hallstatt comme ultérieurement de celle de La Tène.
Depuis le début du Néolithique centreuropéen, les modifications progressives des faciès archéologiques locaux dessinent un processus d'évolution culturelle sans réel hiatus,,,. En outre, la forte densité démographique (eu égard aux périodes considérées) du territoire originel des Lingons lors des âges du bronze et du fer s'explique par un développement techno-économique complet des populations locales au plus tard au Néolithique final centreuropéen. Par ailleurs, les analyses typo-chronologiques et archéométriques résultant des inventaires archéologiques des nombreuses sépultures protohistoriques des arrondissements de Langres et de Montbard révèlent, pour un bon nombre de sites, une occupation continue du Néolithique moyen centreuropéen à la Gaule romaine(voire au-delà).

### «Protohistoire ancienne» du territoire originel des Lingons
(approximativement de -8200 à -2300)

#### «Premiers groupes humains sédentaires» du territoire originel des Lingons
(approximativement de -8200 à -5300)
- cadre historique : Mésolithique

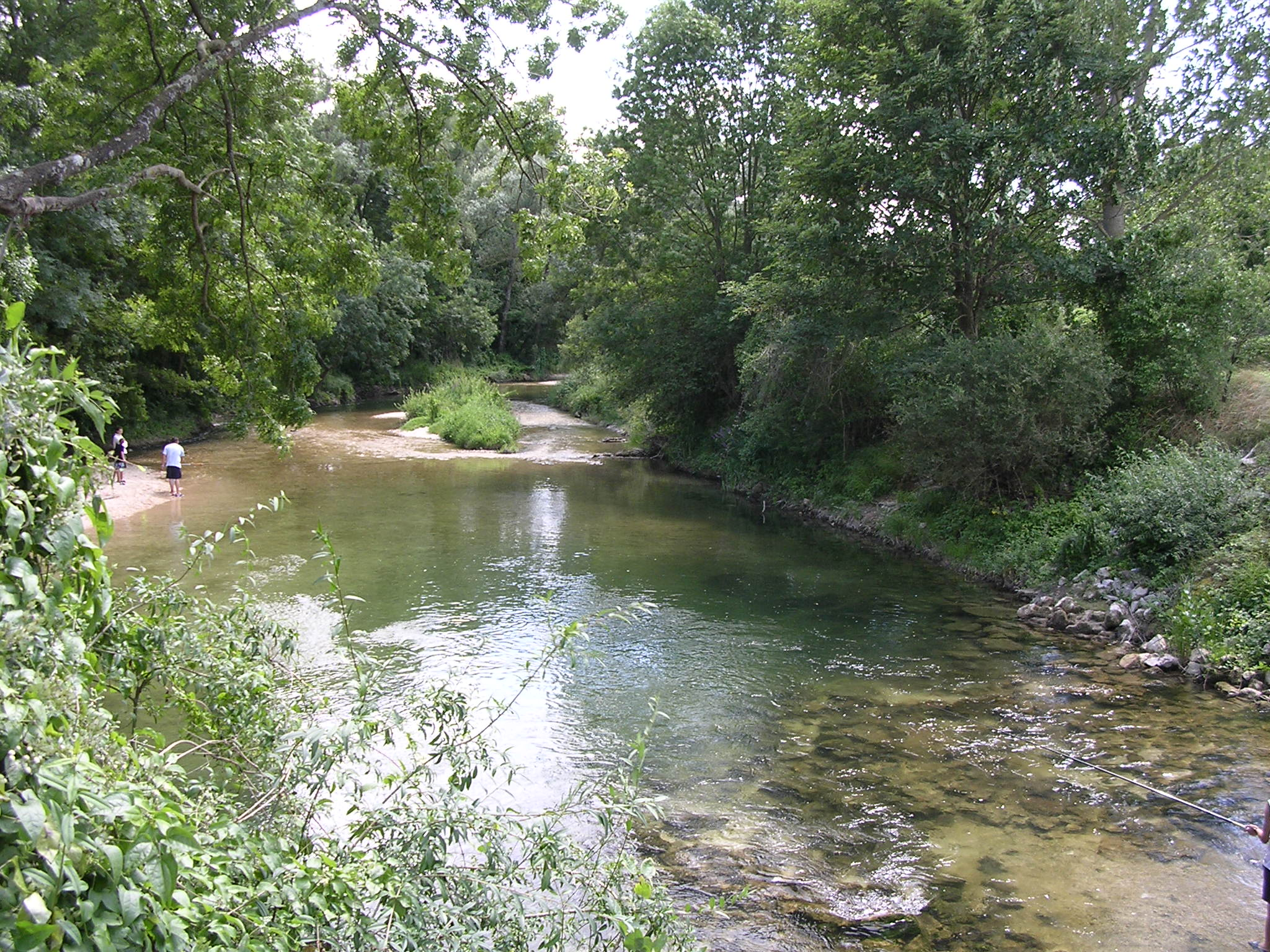
La Tille (à Pluvault), un des nombreux cours d'eau sillonnant le territoire originel des Lingons.

Les prospections de surface (Verseilles-le-Bas, Rolampont, Crenay, Dammartin-sur-Meuse, Parnot…) révèlent qu'un peuplement assez important, dans la parfaite continuité de l'Épipaléolithique, est stabilisé au moins depuis le début de l'optimum climatique Atlantique (vers -7500). Sur un territoire où l'extension de la forêt de type boréal est à son maximumet dont les zones humides sont occupées par de grandes tourbières (desquelles subsistent notamment les marais tourbeux de la vallée de la Laignes à Molesme), l'évolution de ce peuplement préfigure l'apparition des premières sociétés rurales locales.
Sur le substrat épipaléolithique constitué par l'Ahrensbourgien au nord (gisements de surface de Haute-Marne) et l'Azilien au sud (reconnu à l'abri sous roche de Vaubeton),, se superpose l'apport mésolithique du Tardenoisien (reconnu à l'abri sous roche du Moulin, à Fleurey-sur-Ouche),.
Les stratigraphies des sites précités suggèrent que le territoire originel des Lingons ait déjà pu constituer une « plaque tournante » au débouché septentrional du Couloir Saône-Rhône, l'influence des groupes mésolithiques locaux en termes démographique et culturel dans l'accueil ou le développement de l'économie de production restant à mesurer,.

#### «Premières sociétés rurales» du territoire originel des Lingons
(approximativement de -5300 à -4100)
- cadre historique : Europe néolithique

##### «Début de l'agro-pastoralisme» en territoire originel des Lingons
(approximativement de -5300 à -5100),
La Culture rubanée apparaît à l'extrême nord du territoire originel des Lingons via le Rhin moyen (Rubané du Rhin),puis s'y diffuse au sud à partir du Bassin parisien (Rubané du sud-ouest identifié à la sépulture des Lentillères à Dijon et sur le site des Maillys). Aux marges septentrionale et orientale du territoire se manifestent les influences respectives des groupes épimésolithiques du Limbourg et de la Hoguette,.

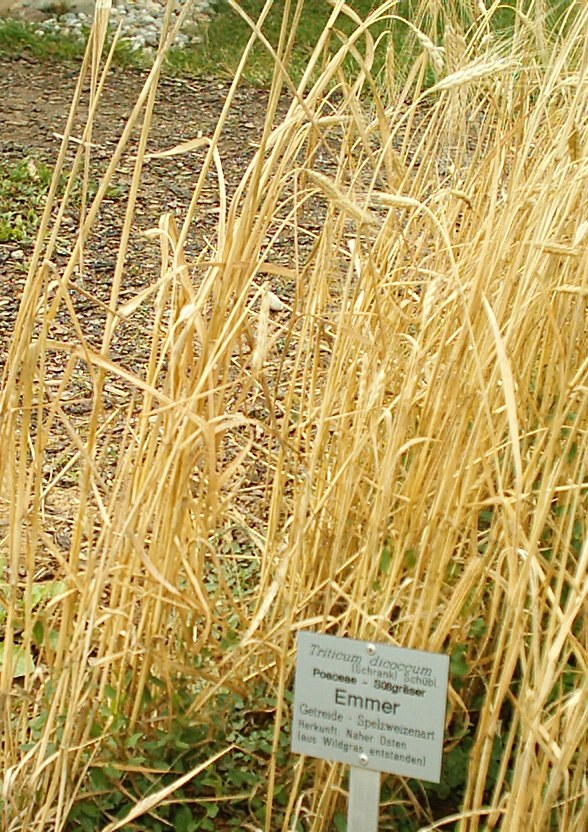
Amidonnier.
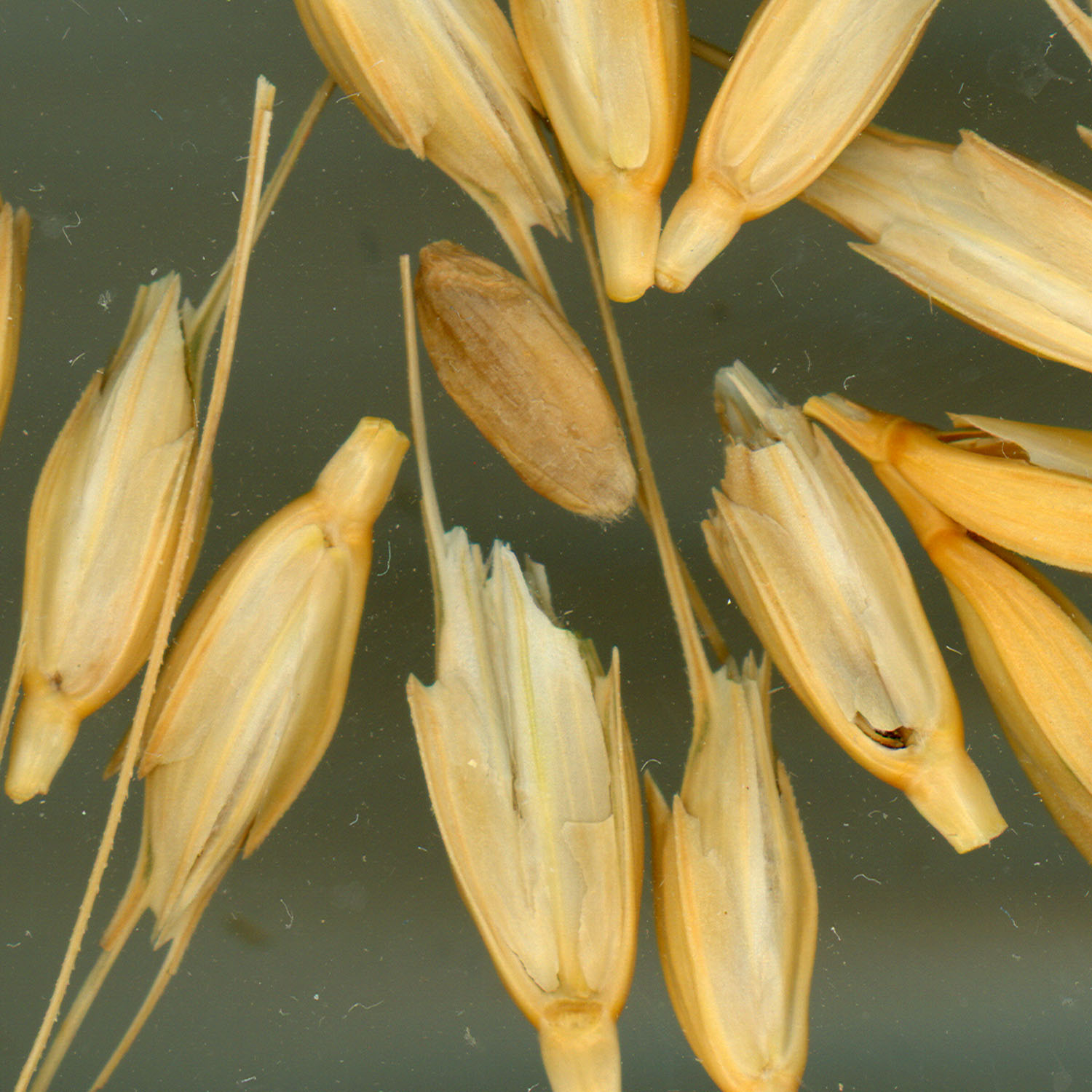
Engrain.
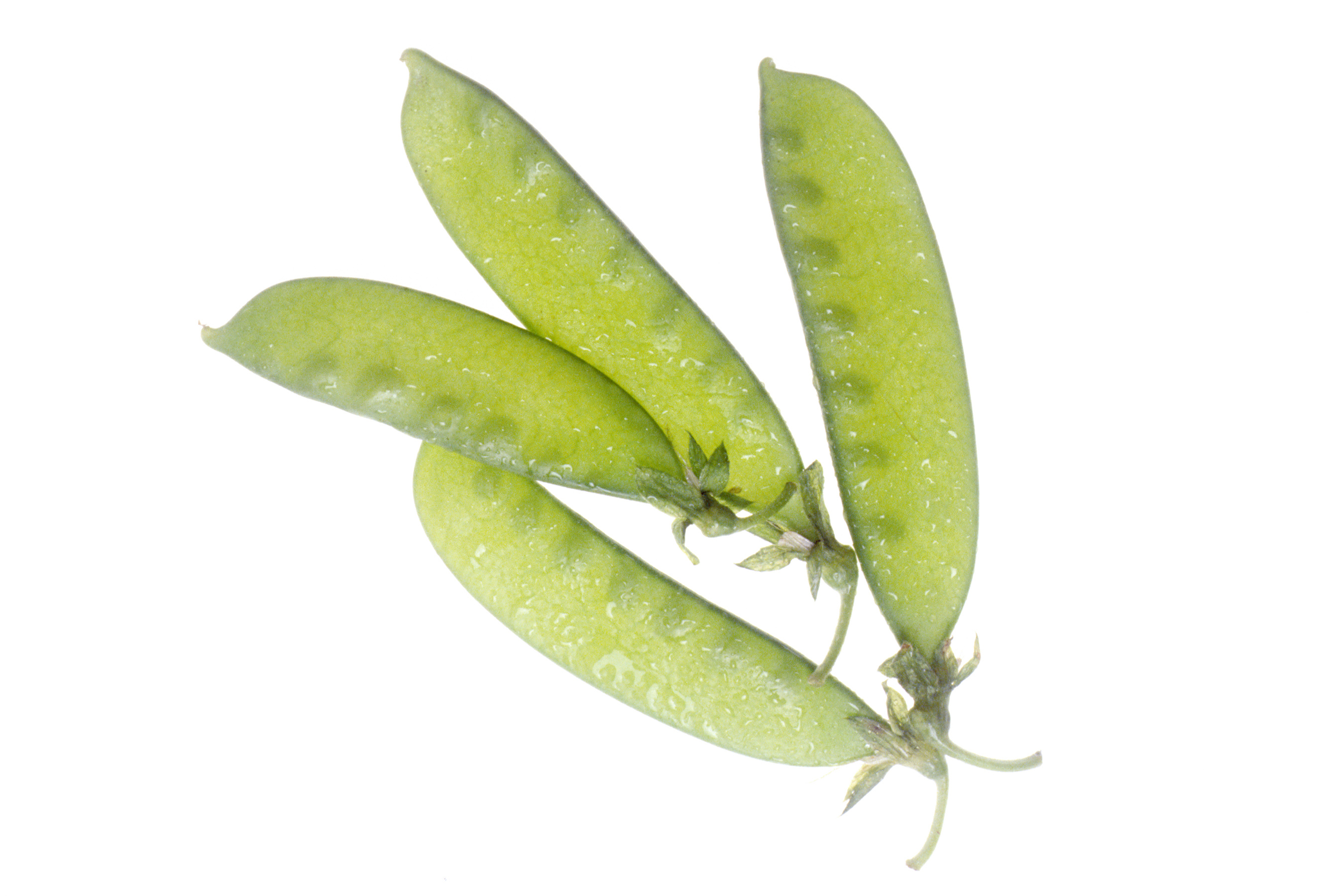
Pois.
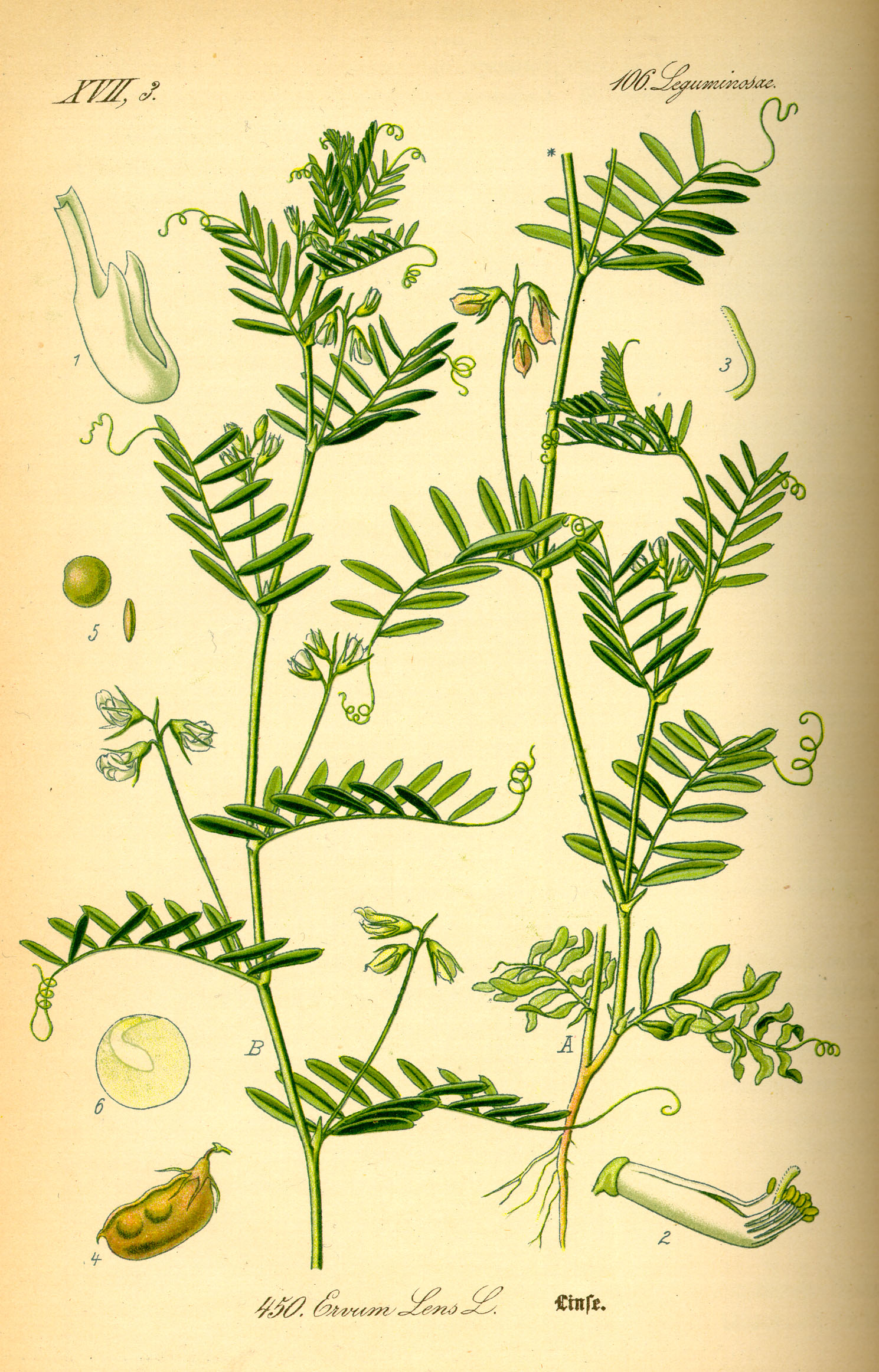
Lentille.

Le Rubané apporte des espèces végétales et animales domestiquées :
- céréales : engrain et amidonnier (ainsi que très probablement l'orge)
- légumineuses : pois et lentille
- bœuf et porc (ce dernier ayant pu déjà faire l'objet d'un élevage à partir d'une souche locale[A 5])[note 15].

L'apport de la pratique du brûlis permet le développement du pastoralisme et de l'agriculture,.

##### «Épicardial» en territoire originel des Lingons
(approximativement de -5100 à -4700)
Au Rubané du sud-ouest se superpose le groupe épicardialde Villeneuve-Saint-Germain,, dont l'un des habitats les plus importants a été mis au jour à Buchères. Cet Épicardial, résultant de la diffusion du Cardial de la France méridionale vers le nord, apporte vraisemblablement la chèvre et le moutonainsi que le blé dur sur le territoire originel des Lingons.
Sous un climat humide et tempéré, la végétation des versants est dominée par la forêt mixte : pin, chêne et noisetier. Les plateaux et les zones basses sont des espaces ouverts de prairies et chaumes à graminées. Trop humides, plaines et vallées sont délaissées au profit des coteaux.

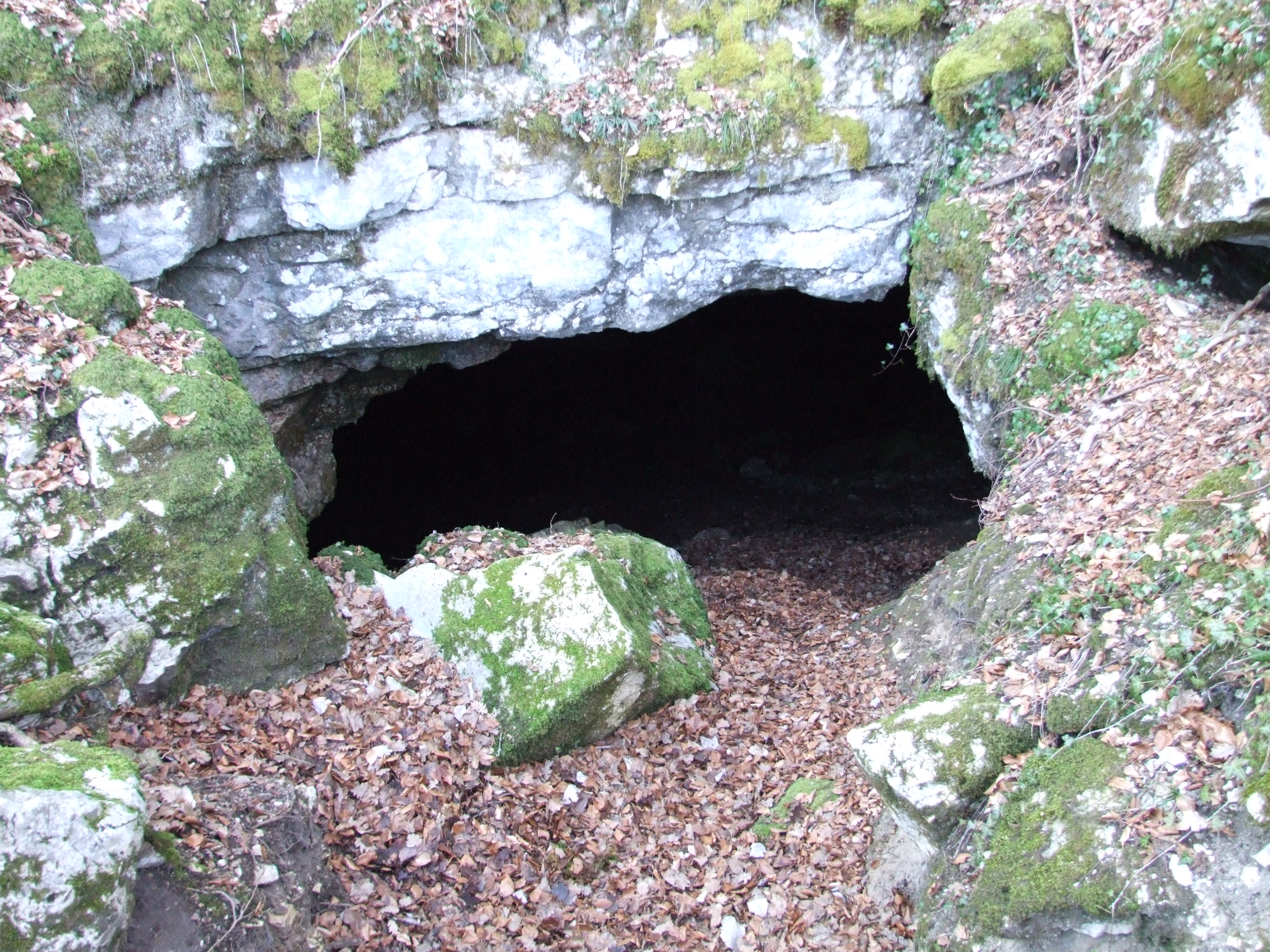
Grotte de Roche-chèvre à Barbirey-sur-Ouche, site archéologique de la Culture de Rössen à la Gaule romaine.

##### «Début du Néolithique centreuropéen moyen» en territoire originel des Lingons
(approximativement de -4700 à -4300)
La Culture de Cerny à l'ouest et celle de Roessen à l'est se partagent l'influence culturelle territoriale (la Culture de Roessen étant notamment reconnue dans la « grotte de Roche-chèvre » à Barbirey-sur-Ouche et en gisement de surface à Serqueux),.

##### «Chasséen et Subchasséen» en territoire originel des Lingons
(approximativement de -4300 à -4100)
Le territoire originel des Lingons est au carrefour des influences du Chasséen méridional (identifié notamment à Barbirey-sur-Ouche), du Cortaillod et du Michelsberg. Ce creuset culturel est à l'origine du « N.M.B. » (Néolithique moyen bourguignon), aboutissement régional du développement néolithique,,,.

#### «Néolithique accompli» en territoire originel des Lingons
(approximativement de -4100 à -2700)
- cadre historique : Europe néolithique

##### «Néolithique moyen bourguignon» en territoire originel des Lingons
(approximativement de -4100 à -3300)
La conjonction régionale du Chasséen, du Cortaillod et du Michelsberg constitue le « Néolithique moyen bourguignon » (abrégé en NMB),,,.
Des habitats permanents sont élevés de préférence sur des sites de hauteurs plus ou moins fortifiés : Mont de Marcilly,, bordure de plateau à Véronnes et Andelot-Blancheville (Fort-Bévaux); éperons barrés de La-Vergentière à Cohons, du Camp-du-Châtelet à Étaules,, du Mont-Cocheron à Mâlain,, du Mont-Avrollot (en limite du territoire sénon), du Châtelet de Gourzon… À l'instar de ces deux derniers, occupés de façon continue jusqu'au Haut Moyen Âge, certains de ces sites seront réinvestis lors des périodes ultérieures.

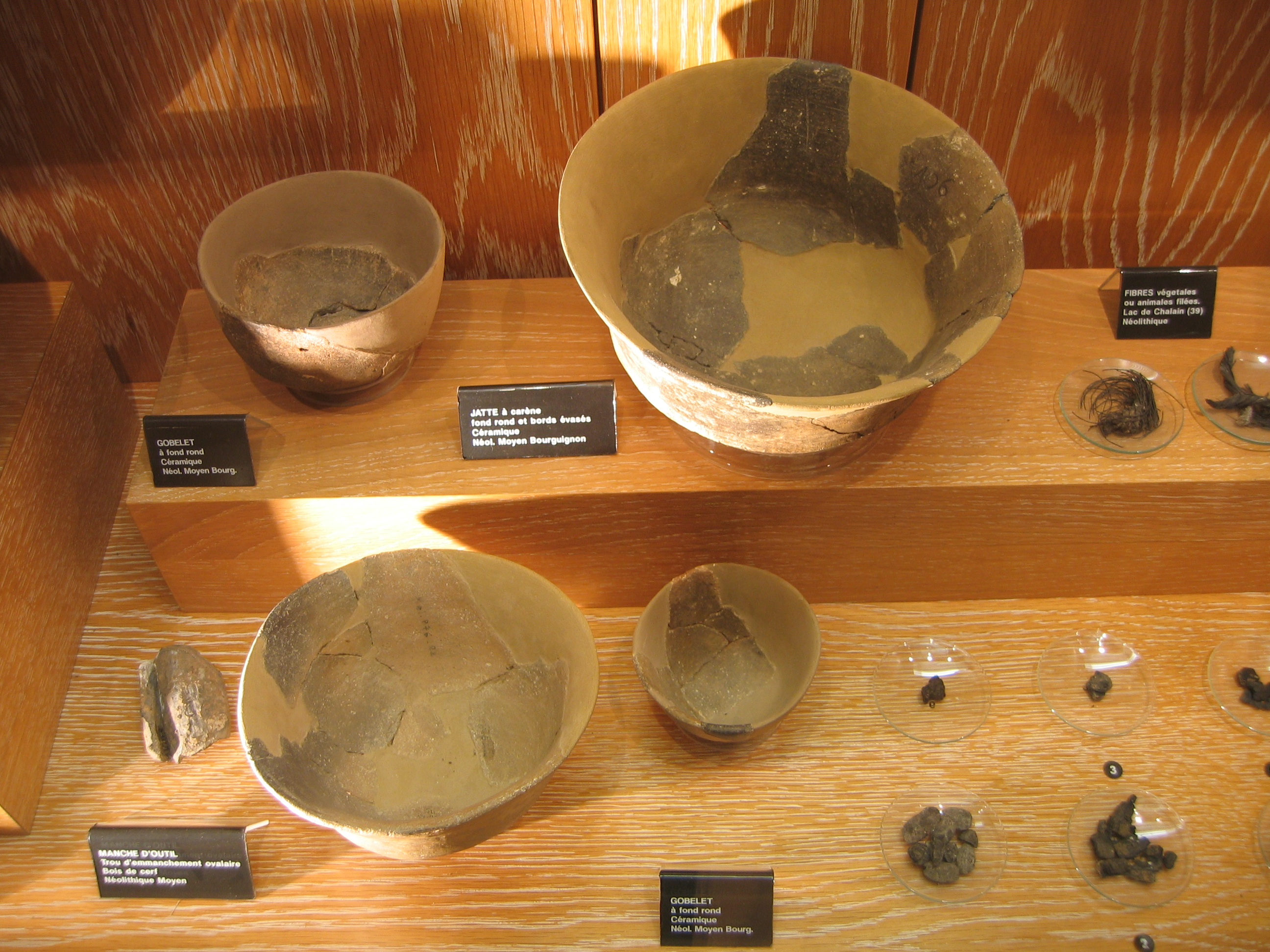
Poterie du Néolithique moyen bourguignon (approx. -4100 à -3300 - Musée archéologique de Dijon).

L'éperon barré de la Vergentière a fourni des données décisives sur l'outillage (silex, bois de cervidés, os, roches tenaces…) et sa circulation régionale, l'élevage (bœuf, mouton, chèvre, porc, chien…), l'appoint non négligeable de la chasse dans le régime alimentaire et le travail de matières premières (peaux, dents, os, bois…). En outre, les analyses de pollens fossiles et autres recherches conduites à partir de prélèvements sur le site ont permis d'établir qu'un certain équilibre s'est maintenu entre zones cultivées à faible distance et couvert forestier, les zones agricoles étant modérément propices à la céréaliculture. L'abondante production céramique recueillie par ailleurs sur le site a permis de compléter le tableau typologique du « N.M.B »,,,.
Les sites précités ainsi que notamment ceux de la « Grande-Charme » à Couternon et des environs de Chaumont ont livré des objets lithiques ou osseux très variés : armatures de flèches triangulaires ou losangiques, grattoirs, racloirs, denticulés, éléments de faucilles, meules, broyeurs, stylets, lissoirs, poinçons… Les objets de bûcheronnage (haches et herminettes) réalisés dans des roches tenaces importées des Alpes ou des Vosges (éclogite, fibrolite et notamment métapélite provenant de ces dernières, identifiée à la Vergentière) témoignent, outre de l'importance des travaux de défrichement, d'un commerce à longue distance »,,. Ces sites ont livré d'autre part une quarantaine de formes de céramique : marmites, vases à provision, bols, jarres, « plats à pain »,…

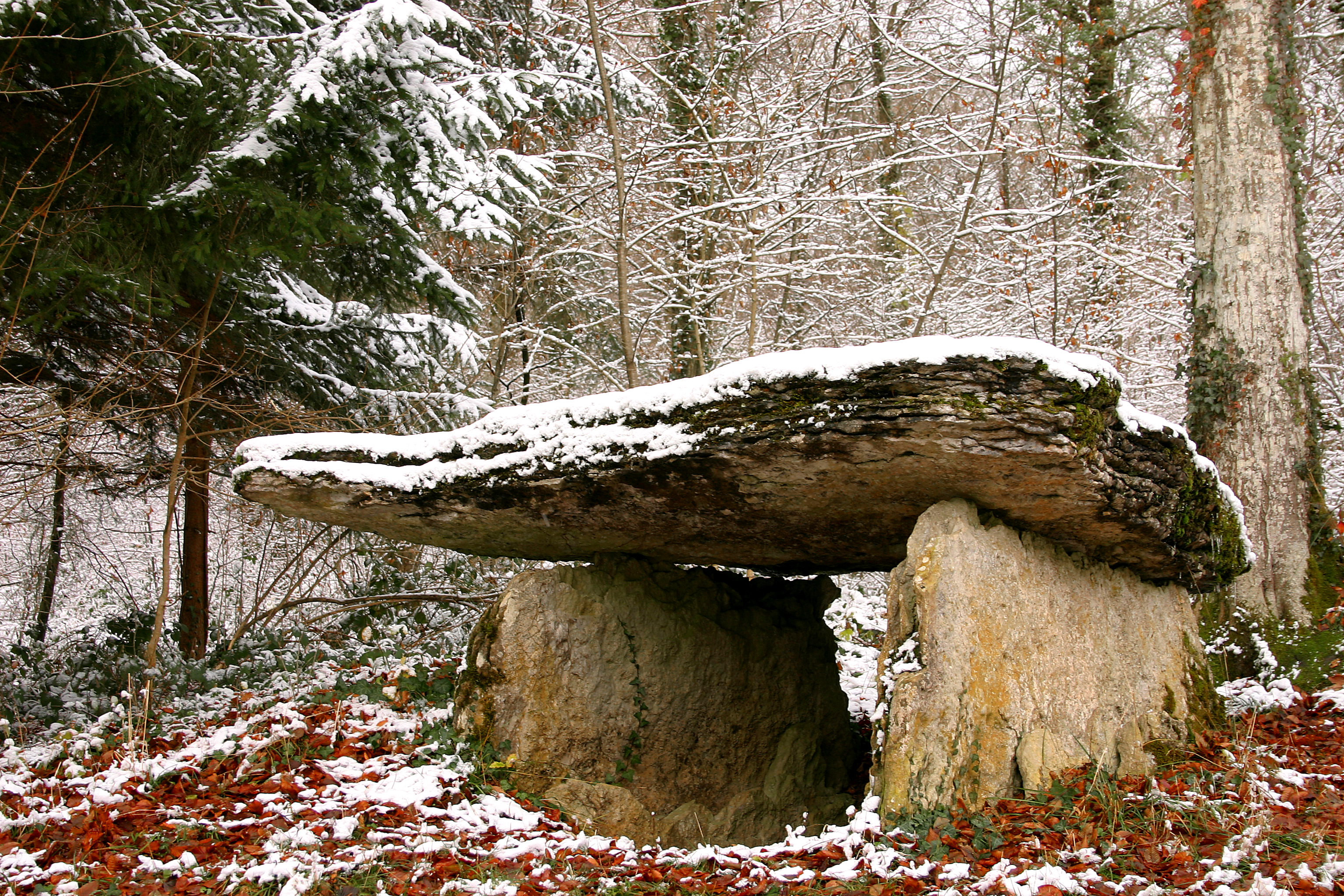
Dolmen de la Pierre-Alot.

Au « NMB » est associé un mégalithisme régional dynamique, amorcé localement par la Culture de Cerny au début du Néolithique moyen : dolmens ou cistes sous tumulus ou cairn (rond ou ovale), dolmens monumentaux, menhirs… Des vestiges mégalithiques correspondants subsistent notamment à Cohons, Arbot, Ériseul (La-Brosse), Coupray, Chambain (menhir du Cheval-gris), Andelot-Blancheville (dolmen de Fort-Bévaux), Nogent (dolmen de la Pierre-tournante), Vitry-lès-Nogent (dolmen de la Pierre-Alot), Francheville, Saint-Martin-du-Mont (bois de Baribœuf), Turcey, La Villeneuve-les-Convers, Coulmier-le-Sec (menhir de la Grande-borne) ainsi qu'au sud de Langres et dans la forêt de Châtillon-sur-Seine,.

##### «Néolithique centreuropéen récent» en territoire originel des Lingons
(approximativement de -3300 à -2700)
Dans la continuité du Néolithique moyen bourguignon, le territoire est en limites d'influences des cultures de Horgen (en) au nord-est, Seine-Oise-Marne (S.O.M.) au nord-ouest et Ferrières-septentrionale au sud. La culture S.O.M. à notamment laissé l'allée couverte de Vitry-lès-Nogent. Celle de Ferrières-septentrionale est identifiée par quelques armatures de flèche en ramassages de surface, témoignant des mêmes influences méridionales qu'en Franche-Comté (Clairvaux-Chalain et Arbois).
Sous un climat s'adoucissant sensiblement (température moyenne supérieure de 3 à 4 °C à celle du XXe siècle), la chênaie mixte (chêne, tilleul, orme et noisetier) se développe. Les habitats de « surface » reconnus confirment une occupation non sélective des sols et donc l'achèvement du processus de colonisation de l'ensemble du territoire engagé dès le début du Néolithique moyen. En outre, l'importance du mégalithisme indique un peuplement dense et stable.

#### «Énéolithique» en territoire originel des Lingons
(approximativement de -2700 à -2300)
- cadre historique : Chalcolithique

Aire de diffusion approximative de la Culture de la céramique cordée.

Les fouilles entreprises dans les sépultures mégalithiques mettent en évidence un important « chalcolithique » local manifestant de nettes influences de la Culture de la céramique cordée et du Campaniforme.
Les sépultures mégalithiques collectives se regroupent fréquemment en nécropoles comme à Andelot-Blancheville (nécropole tumulaire de Fort-Bévaux), Francheville, Saint-Martin-du-Mont (bois de Cestre) et Fleurey-sur-Ouche (Zone tumulaire des Roches),.
L'industrie lithique voit se généraliser les armatures de flèche triangulaires à pédoncules et ailerons ainsi que les racloirs à encoches latérales et les poignards, ces derniers étant fréquemment taillés dans le silex importé du Grand-Pressigny (identifié notamment à Nicey, Balot et Vannaire). Les poteries en forme de gobelet sont décorées de lignes ou de bandes tracées à la cordelette ou au peigne à dents carrées sur la pâte fraîche. Ces gobelets sont généralement accompagnés in-situ d'objets de cuivre ou de bronze comme la petite plaque de Ternant ou l'alène de Fleurey-sur-Ouche. Outre l'apparition de ces petits objets funéraires métalliques, la diffusion du métal sur le territoire originel des Lingons se manifeste par quelques objets plus significatifs tels que la grande hache plate en cuivre d'Auxonne ou celle plus petite de Duesme.

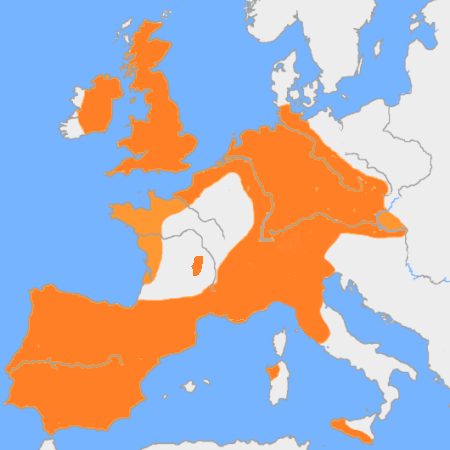
Aire de diffusion approximative du Campaniforme.

### «Bronze nord-alpin» en territoire originel des Lingons
(approximativement de -2300 à -950)
- cadre historique : Âge du bronze en Europe

#### «Bronze nord-alpin ancien» en territoire originel des Lingons
(approximativement de -2300 à -1650)
- cadre historique : Bronze ancien

##### Épicampaniforme en territoire originel des Lingons
(approximativement de -2300 à -2000)

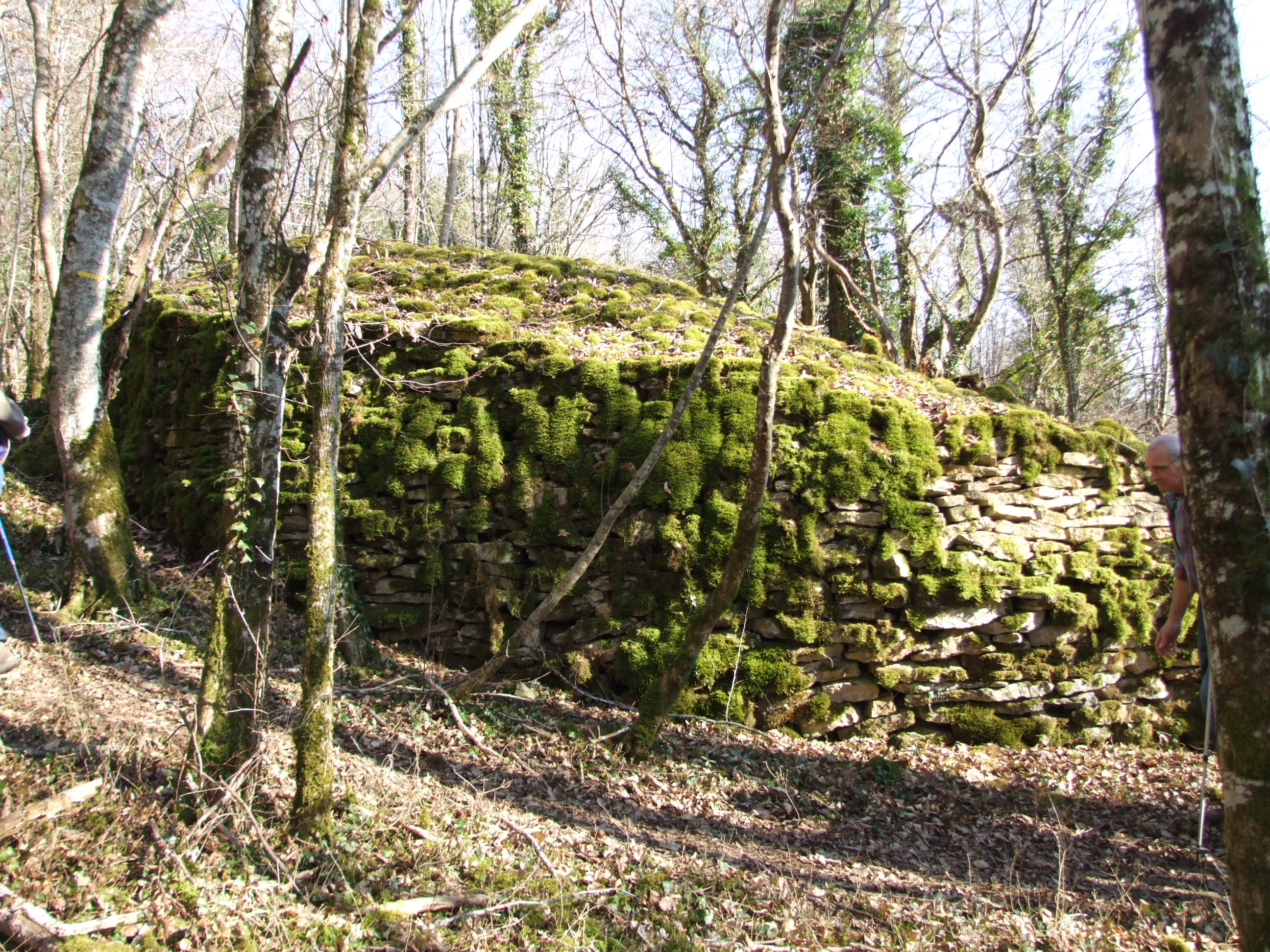
Tumulus à Barbirey-sur-Ouche.

L'ouverture du milieu naturel se trouve facilitée par la réalisation de haches métalliques plus performantes. Le cycle des jachères s'accélère ; les champs, friches et pâtures priment sur la forêt de feuillus (chêne, orme, tilleul, hêtre et noisetier) ; aulnes, joncs et roseaux envahissent les fonds de vallées. Des fermes isolées exploitent des petits terroirs de quelques dizaines d'hectares,.

##### «Groupe Saône-Rhône» en territoire originel des Lingons
(approximativement de -2000 à -1650)
De nouveaux objets en bronze tels que la hallebarde d'Euffigneix apparaissent.

#### Territoire originel des Lingons dans le «Complexe des tumuli d'Europe centre-occidentale»
(approximativement de -1650 à -1350)
- cadre historique : Bronze moyen
Au début du Bronze moyen centreuropéen, la culture centreuropéenne des « Tumuli orientaux » s'étend au centre-est de la France. Cette culture, caractérisée par l'inhumation sous tumulus déjà pratiquée régionalement au Néolithique moyen, prend place sur un substrat culturel du Bronze moyen héritant de l'extension occidentale de la Culture d'Unétice, aux confins des aires de diffusion de l'Épicampaniforme rhôdano-rhénan et du Groupe des urnes à décor plastique. Le territoire lingon voit de nombreux tumuli s'y ériger, particulièrement dans les secteurs correspondant à l'arrondissement de Langres et au Châtillonnais,,. Les inventaires archéologiques de ces sépultures révèlent une modification régionale de la circulation du métal. Vers -1450, une évolution artistique se dessine dans la production d'objets d'apparat tels que ceux de la tombe-A de la Combe-Bernard à Magny-Lambert : paire de jambières à double spirale, épingle à fût côtelé, bracelets torsadés, torque filiforme, bague spiralée, applique discoïde…

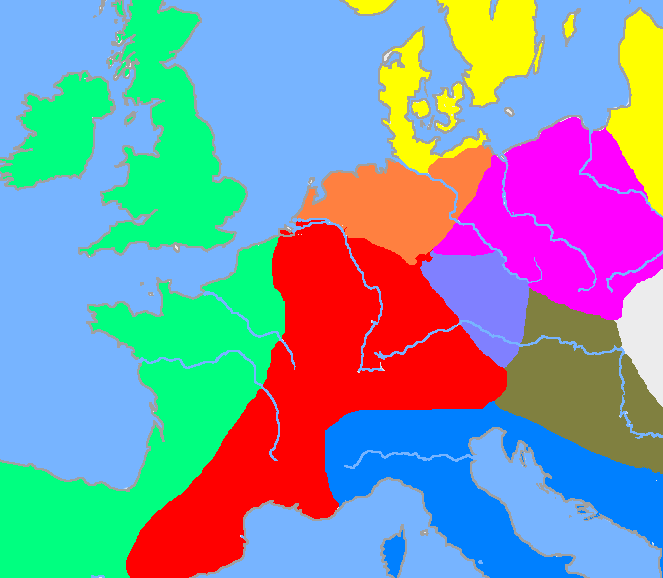
Aire de diffusion approximative de la Culture des champs d'urnes (zone de couleur rouge).

#### Territoire originel des Lingons dans le «Complexe deschamps d'urnes»
(approximativement de -1350 à -950)

##### «Groupe de la céramique à cannelures légères» en territoire originel des Lingons
(approximativement de -1350 à -1150)
- cadre historique : Bronze récent
L'évolution artistique de la période précédente s'affirme, à l'instar de la remarquable paire de jambières de bronze à double spirale et jambard décoré de motifs géométriques livrée par la fouille de la « sépulture féminine 1 » de Veuxhaulles-sur-Aube ainsi que de la magnifique céramique de la « grotte de Roche-chèvre » à Barbirey-sur-Ouche.

##### «Culture-R.S.F.O.» en territoire originel des Lingons
(approximativement de -1150 à -950)
- cadre historique : Bronze final
Les fouilles du tumulus de Chaume-lès-Baigneux, daté de la fin de la « Culture Rhin-Suisse-France orientale » (RSFO), ont livré outre un monument funéraire, une riche céramique cinéraire (dont une coupe en terre cuite incrustée d'étain) et un rasoir ainsi que des perles en or et pâte de verre.

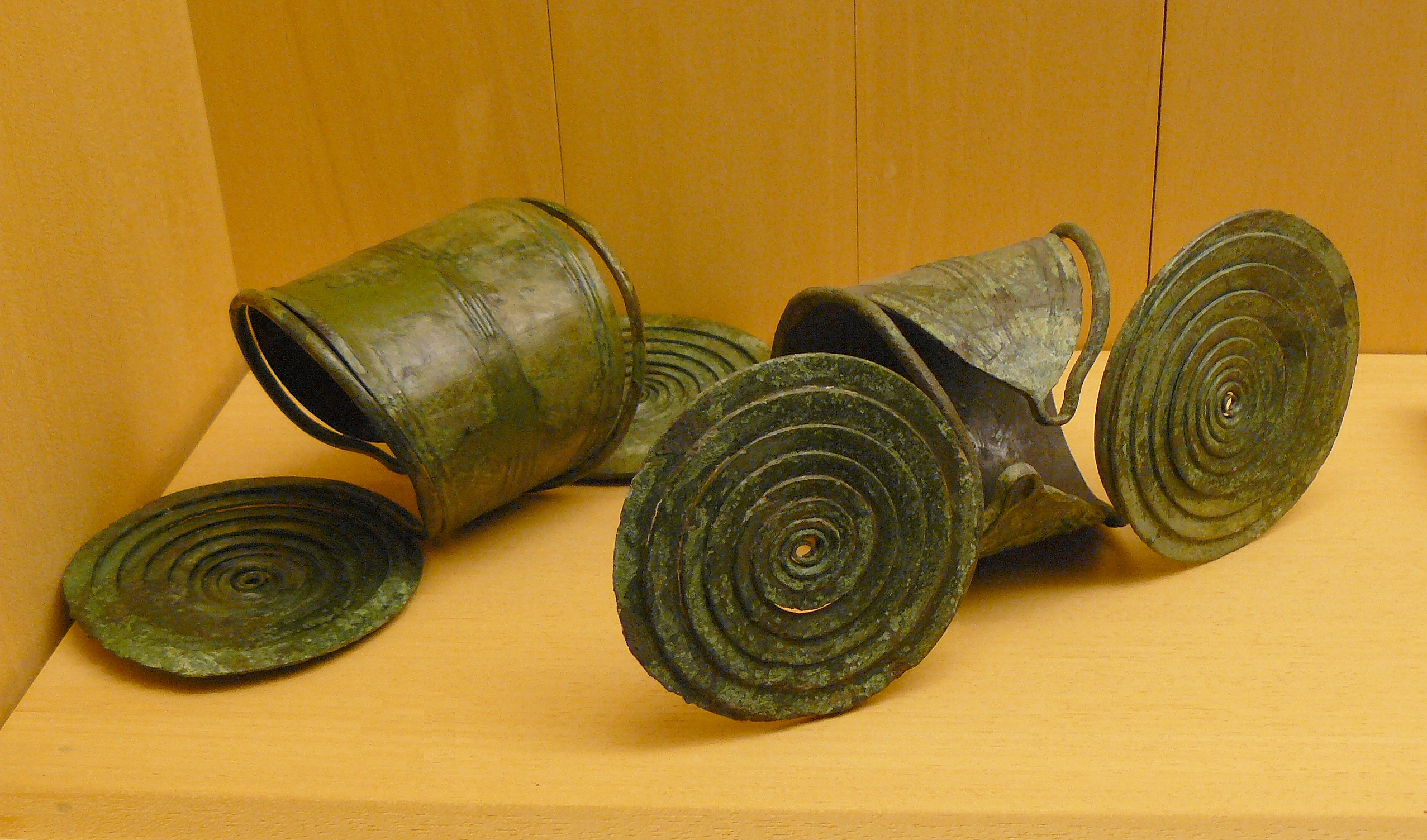
« Jambières à spirales » en bronze du tumulus de la Combe-Bernard à Magny-Lambert (vers -1450 / Musée d'archéologie nationale français).
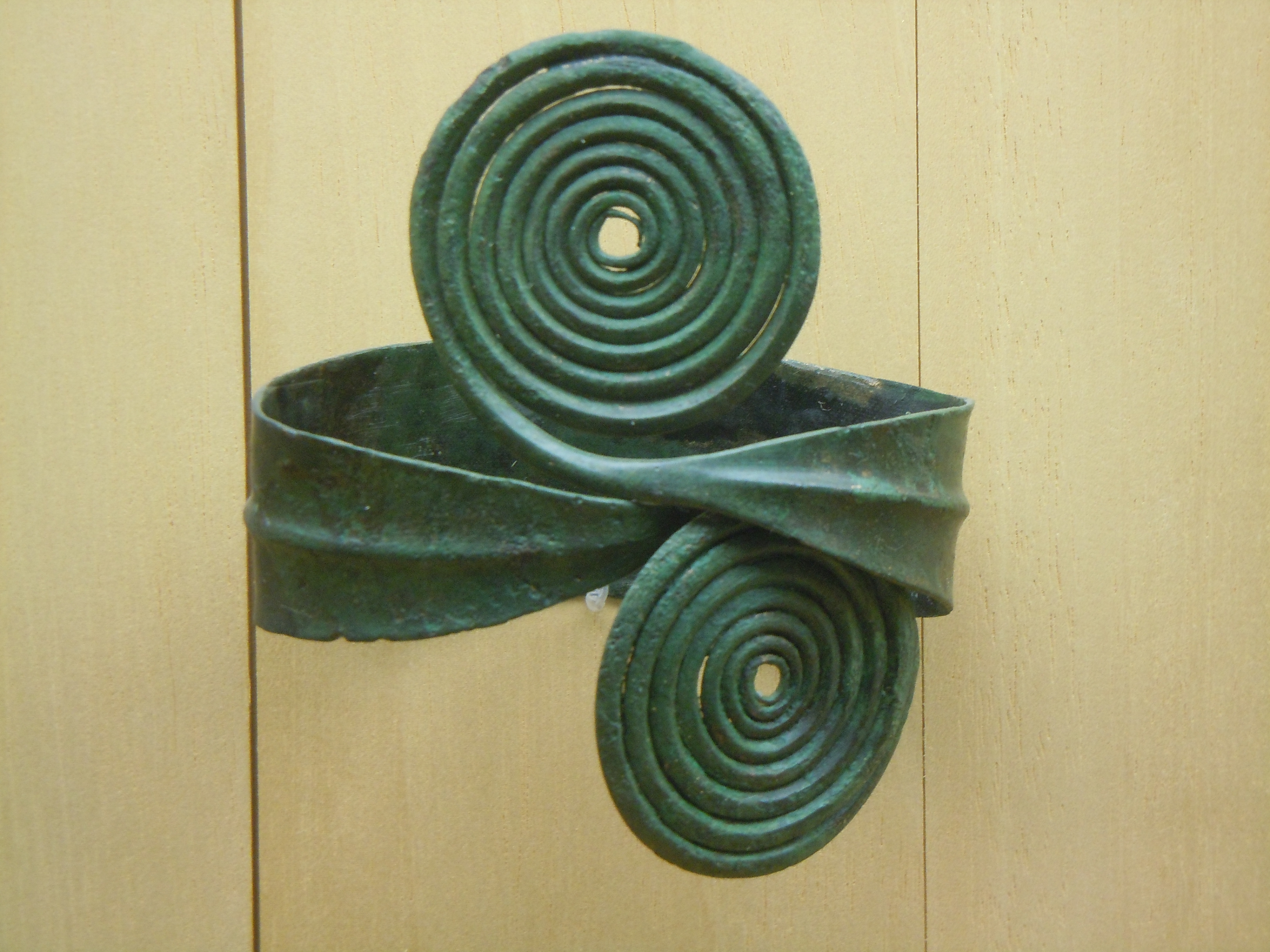
« Jambières à spirales » en bronze de la sépulture féminine-1 de Veuxhaulles-sur-Aube (vers -1350 / Musée d'archéologie nationale français).
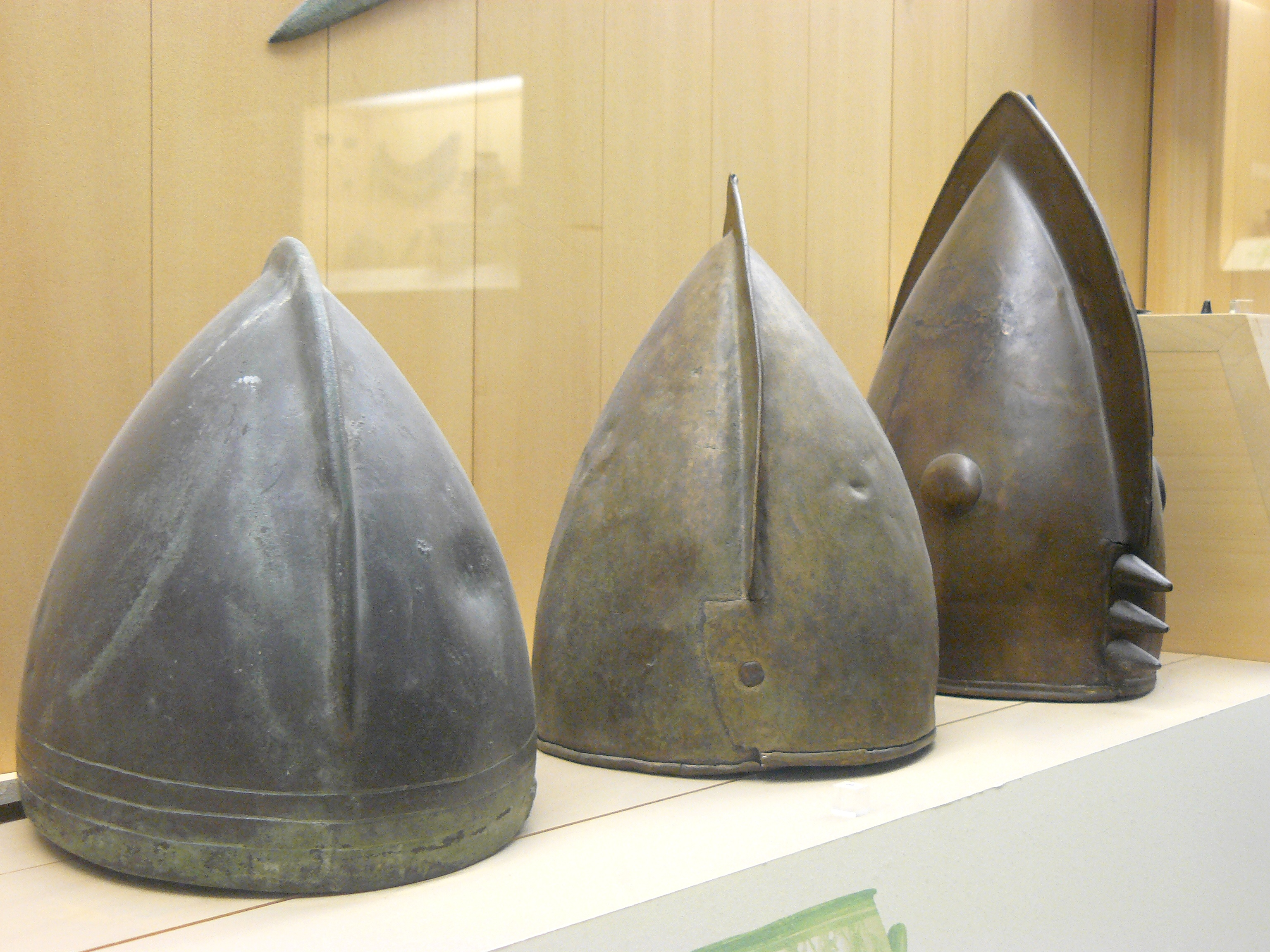
« Casque à crête » d'Auxonne (centre de la photographie / contemporain de la Culture-R.S.F.O.: approx. -1150 à -950 / conservé au Musée d'archéologie nationale).

### Territoire originel des Lingons dans le «Complexe techno-économique nord-alpin»
(approximativement de -950 à -780)

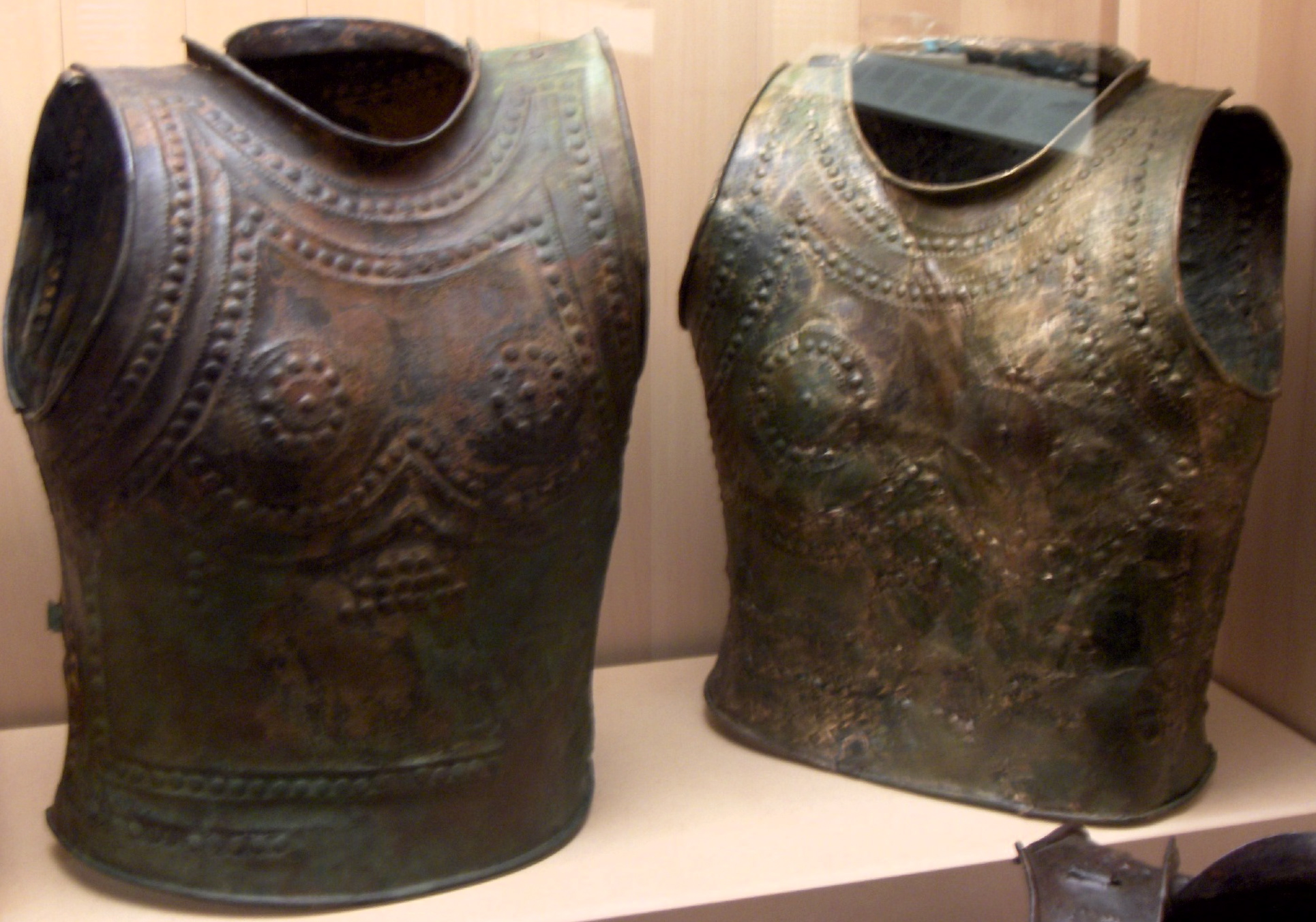
Cuirasses en bronze de Marmesse (transition Bronze-Fer : approx. -950 à -780 / Musée d'archéologie nationale français.)

Les profits résultant de la diffusion des objets manufacturés développés lors de la précédente période et la spécialisation du travail correspondante induisent une nouvelle structure sociale, augurant de la forte hiérarchisation de la société du Hallstatt,.
Des ensembles d’armement se multiplient dans les sépultures et dépôts,
tels que celui de Marmesse ayant livré en particulier plusieurs cuirasses ou ceux de Chaugey, Cérilly et Buchères ayant livré notamment des haches à douille. La quantité et la diversité de provenances d'objets « d'origine étrangère » retirés de ces sépultures et dépôts, ainsi que l'aire de diffusion d'un bon nombre d'objets d'origine lingonne, font apparaître le territoire lingon originel comme une zone d'échanges culturels et économiques en marge occidentale d'un « Complexe techno-économique nord-alpin »,, au carrefour des routes de l'ambre et de l'étain entre Bassin méditerranéen, Europe centrale et Arc Atlantique.
Concomitamment à l'affirmation du territoire lingon en tant que zone d'échange de biens culturels, son organisation agraire se renforce par l'implantation de centres d'exploitation agricole structurés, comme l'atteste notamment le Site des Corvées à Lavau.

## Les Lingons dans l'«âge du fer centreuropéen»

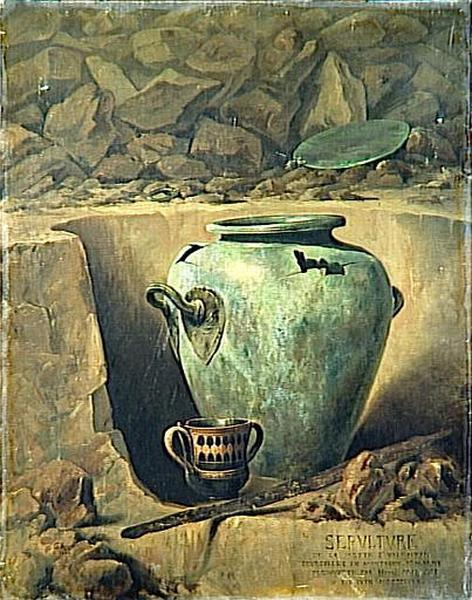
Mobilier funéraire du tumulus de la Motte Saint-Valentin.

(approximativement de -780 à -125)
- cadre historique : Âge du fer en Europe centrale et occidentale

### Les Lingons dans le «Hallstatt»

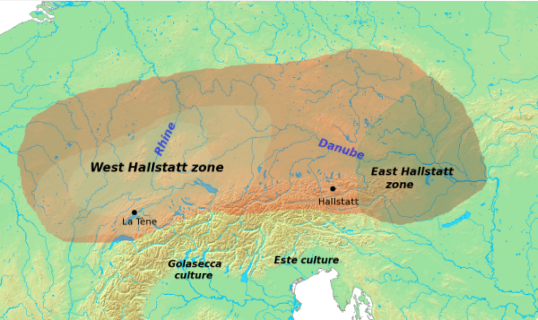
Aire de diffusion initiale de la culture de Hallstatt.

(approximativement de -780 à -480)
- cadre historique : Civilisation de Hallstatt

#### Les Lingons dans le «début du Hallstatt»
(approximativement de -780 à -750)
Au début de la phase initiale du Hallstatt, la structure sociale de l'espace culturel centreuropéen, auquel sont directement associés les Lingons, s'apparente à une « chefferie » : une communauté agro-pastorale sous l'autorité d'une élite de cavaliers-guerriers s'imposant à un groupe social de quelques milliers de personnes au plus.
L'aristocratie guerrière, héritière de la transformation sociale de la fin de l'âge du bronze centreuropéen, dispose d'un nouvel armement, comme en témoignent en territoire lingon les épées de « type Tachlovice » trouvées à Aubepierre-sur-Aube et Humes-Jorquenay ainsi que celle de « type Morenges » trouvée à Rolampont,. Des éléments de harnachement équestre tels que les mors de dressage trouvés à Chalindrey attestent d'autre part une maîtrise de l'équitation.
Outre leur hiérarchisation marquée, les sociétés du Hallstatt se caractérisent par un changement des pratiques funéraires se singularisant par la réapparition de l'inhumation et sa coexistence avec la crémation pratiquée lors de la période précédente ainsi que par la réapparition du phénomène tumulaire en sépulture individuelle, particulièrement en territoire lingon, où l'usage des tumuli est établi de manière plus ou moins continue depuis le Néolithique moyen bourguignon. Certains défunts sont incinérés, comme au « tumulus-2 » des Tillies au pied du Mont Lassois, ou bien inhumés, comme au « tumulus Jean-Jacques » à Villecomte ou à celui de Bressey-sur-Tille.

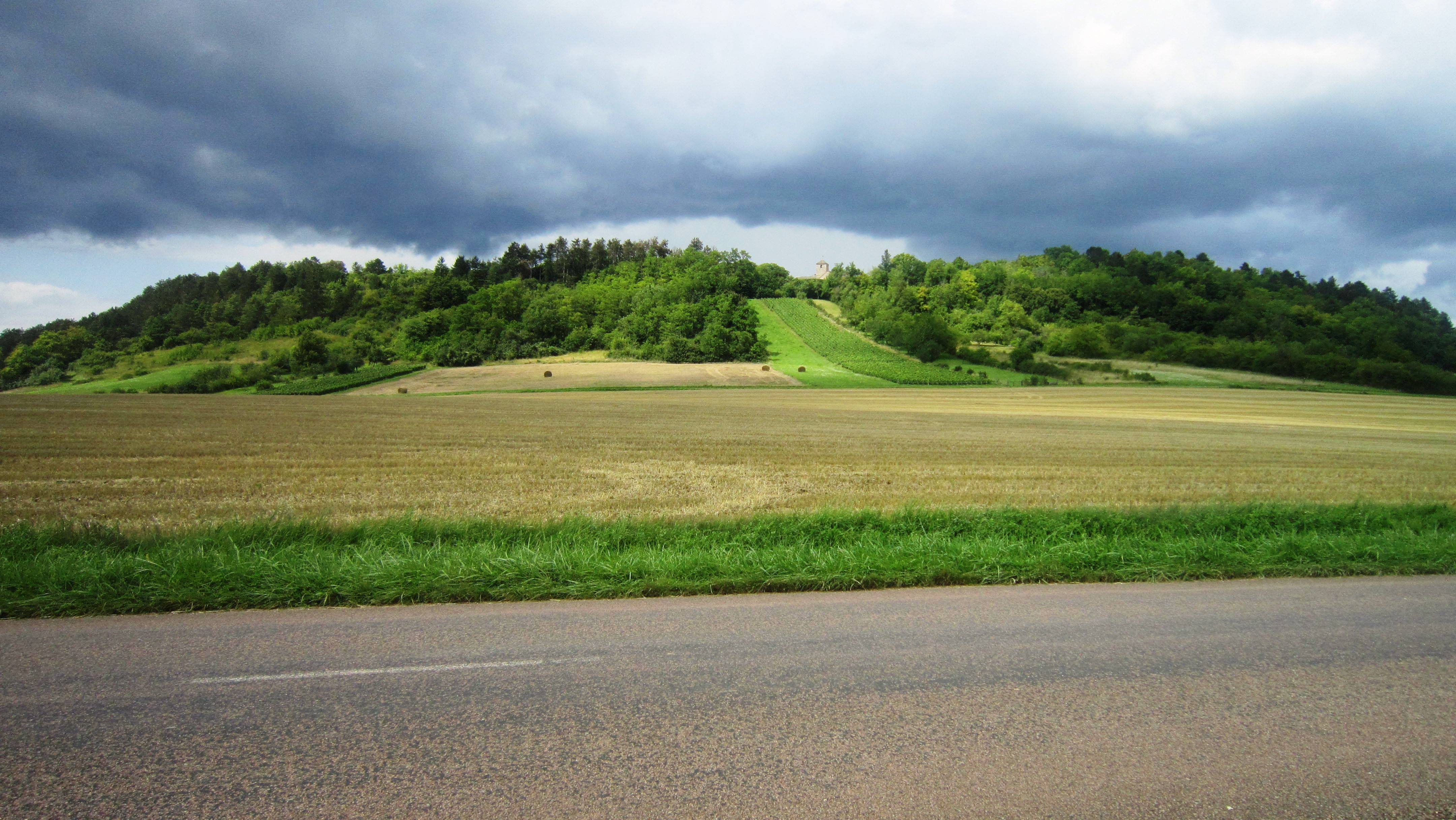
Site archéologique du mont Lassois.

#### Les Lingons dans le «Hallstatt ancien et moyen»
(approximativement de -750 à -630)
Les « tombes à armement » des élites masculines guerrières, se multiplient en territoire lingon (une trentaine pour le seul Pays Châtillonnais). Ces sépultures privilégiées disposent d'un mobilier funéraire associant parfois à l'armement du défunt et ses objets personnels tels que le rasoir en bronze, de la vaisselle à boisson métallique et des vases en céramique comme à Poiseul-la-Ville-et-Laperrière,, Minot et Magny-Lambert,.
La situle du « Tumulus du Monceau-Laurent » à Magny-Lambert ainsi que la situle et les phiales de deux des sépultures de Poiseul-la-Ville-et-Laperrière sont originaires d'Italie, ces dernières révélant en particulier des relations avec la Culture de Villanova. L'origine de ces objets atteste les échanges à très longue distance qui contribueront à asseoir la structure sociale du Hallstatt.
Les dépôts votifs du Hallstatt moyen des sources de la Seine, de la Marne, du Corgebin, de la Coquille et particulièrement de la Douix témoignent de l'ancienneté des cultes voués par les Lingons aux divinités hydronymiques.

#### Les Lingons dans le «Hallstatt final»
(approximativement de -630 à -480)
Le phénomène de complexification sociale, amorcé en Europe centrale au Bronze final (vers -950), atteint son apogée à la fin du premier âge du fer centreuropéen. Une organisation socio-politique pré-urbaine se met en place sur une aire géographique couvrant toute la partie occidentale de la culture hallstattienne (du Bade-Wurtemberg au centre de la France), alors que s'intensifient les contacts avec les Grecs et les Étrusques, via Marseille ou la Culture de Golasecca. Ce processus, se traduisant par un contrôle accru du territoire, favorise l'émergence de « complexes aristocratiques » tels que ceux de Vix / Mont-Lassois et Lavau,, au carrefour des routes de l'étain et de l'ambre,. Concernant l'économie vivrière, l'optimisation de l'espace agraire résultant du renforcement du contrôle territorial, à l'instar du site de « Peute-combe »(Plombières-lès-Dijon / Talant), permet d'élargir sensiblement la diversité des espèces végétales exploitables : orge commune, blé tendre, blé dur, épeautre, millet commun, millet des oiseaux, amidonnier, engrain, avoine, seigle, lin, caméline, lentille, vesce erviliaire, pois, fenouil, aneth, noisetier commun, yèble, prunellier…
L'usage des tombes à char réservées aux personnalités de marque, parmi lesquelles apparaissent des femmes, s'étend au territoire lingon : Vix, Lavau, Nijon, Veuxhaulles-sur-Aube, Creney-près-Troyes, Savoyeux… Ces tombes, recouvertes d'un tumulus monumental, sont dotées d'un char d'apparat à quatre roues et d'un très riche mobilier,, notamment à Lavau et au mont Lassois: sépultures féminines de Vix, ainsi que de la Garenne et la Butte à Sainte-Colombe-sur-Seine.

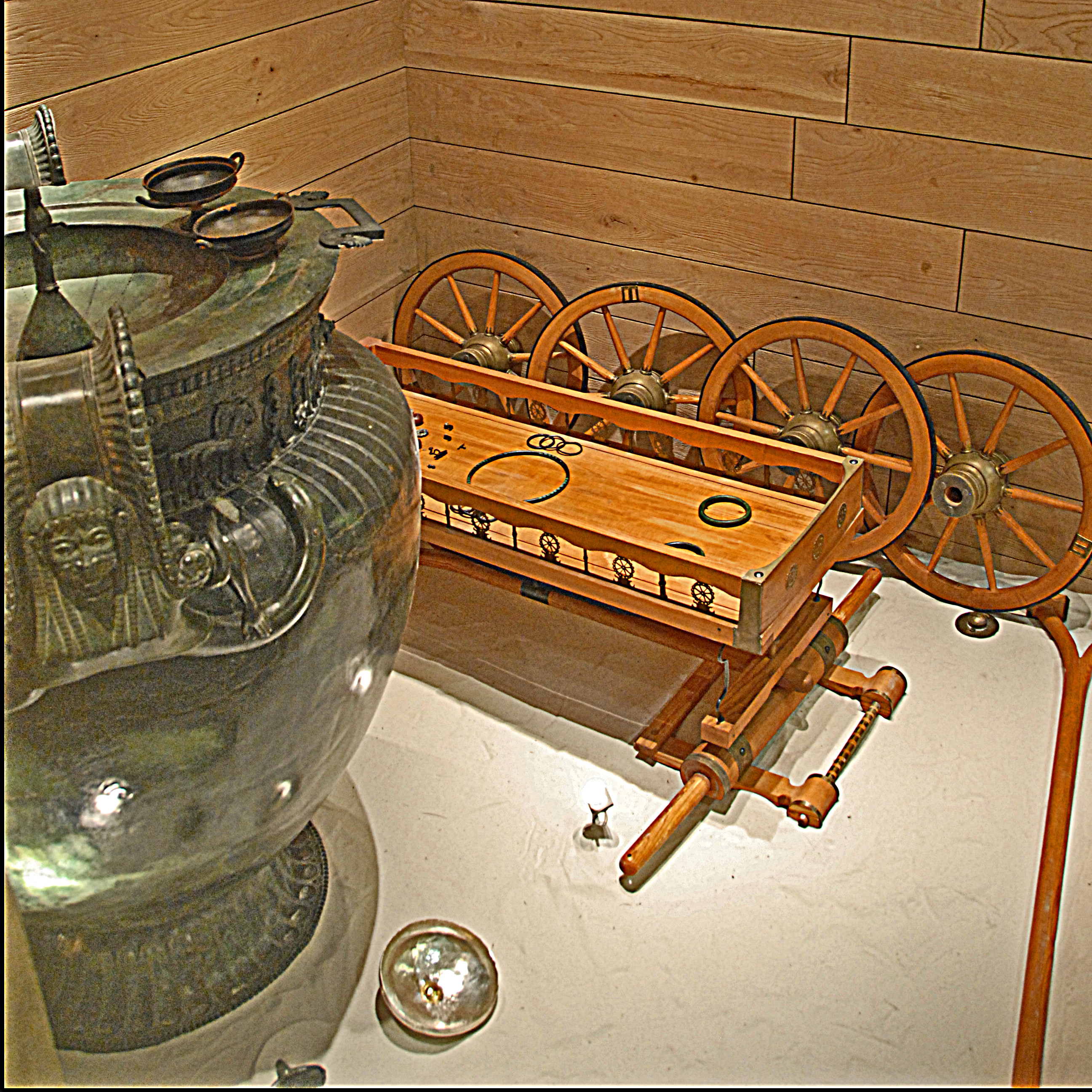
Mobilier funéraire de la Tombe de Vix (Hallstatt final / Musée du Pays Châtillonnais).
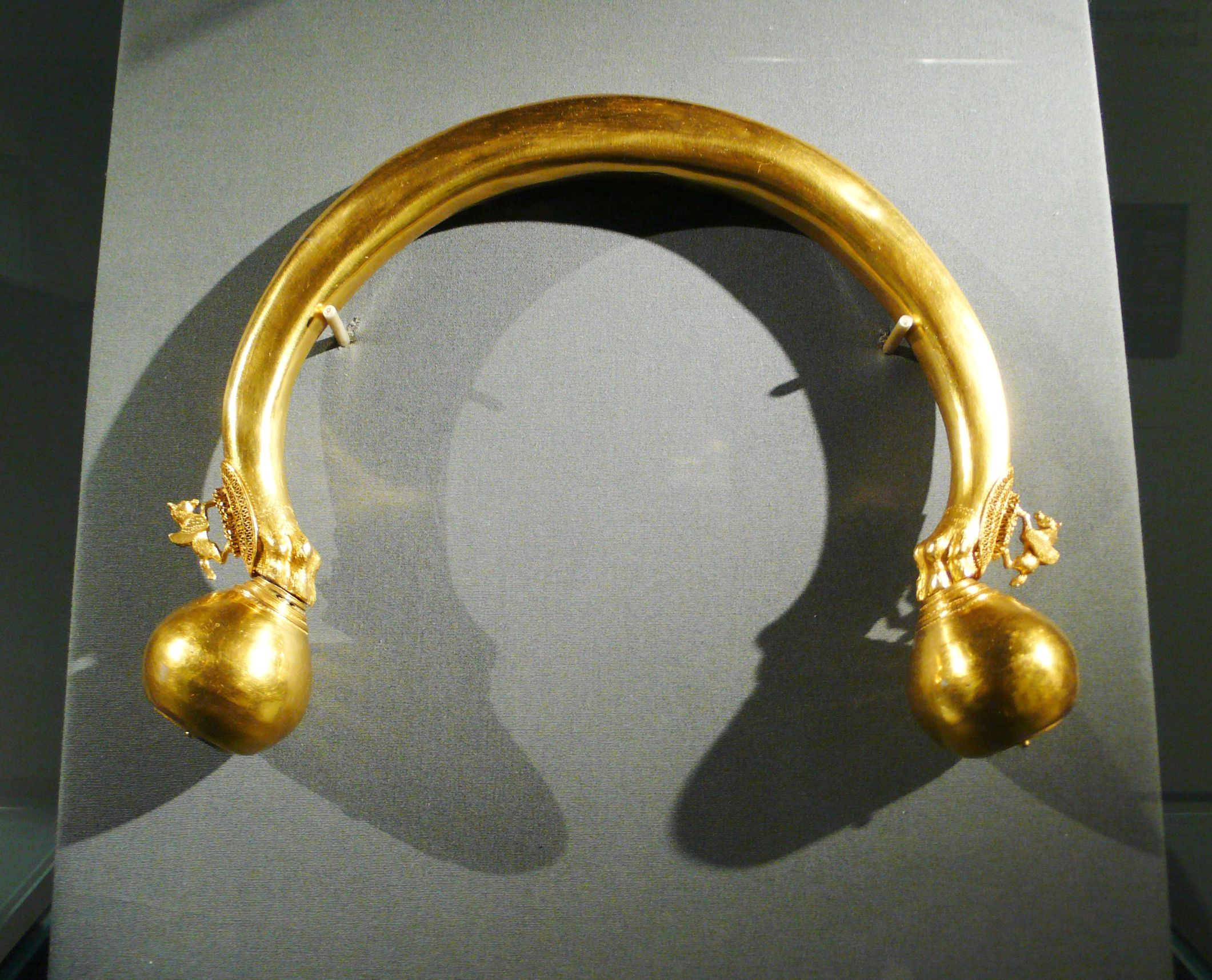
Torque en or de la Tombe de Vix (Hallstatt final / Musée du Pays Châtillonnais).
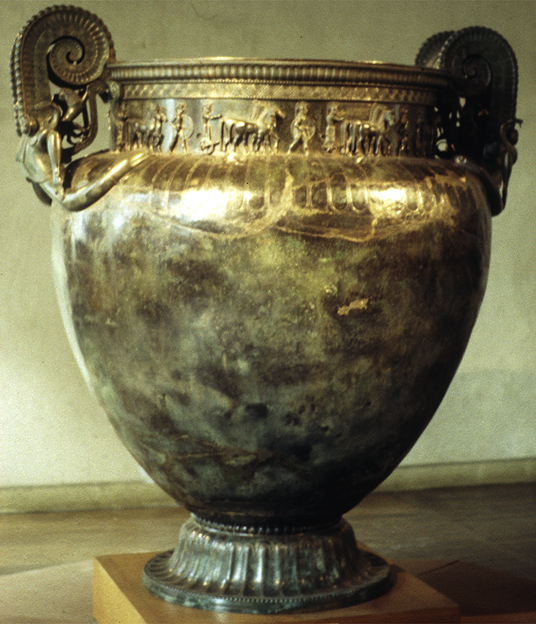
Cratère de Vix (musée du Pays Châtillonnais).
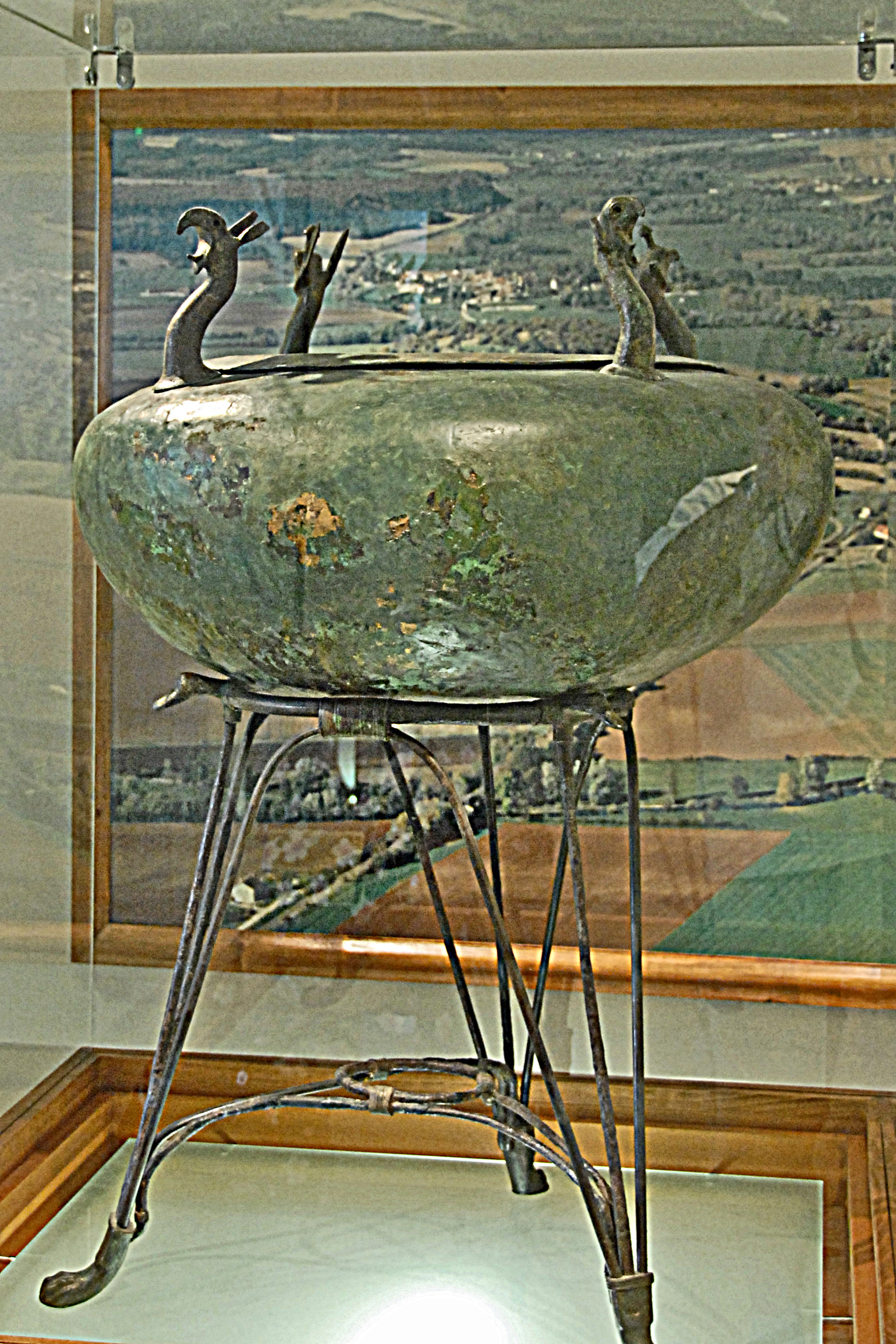
Lébès de la tombe à char de la Garenne à Sainte-Colombe-sur-Seine (Hallstatt final / Musée du Pays Châtillonnais).
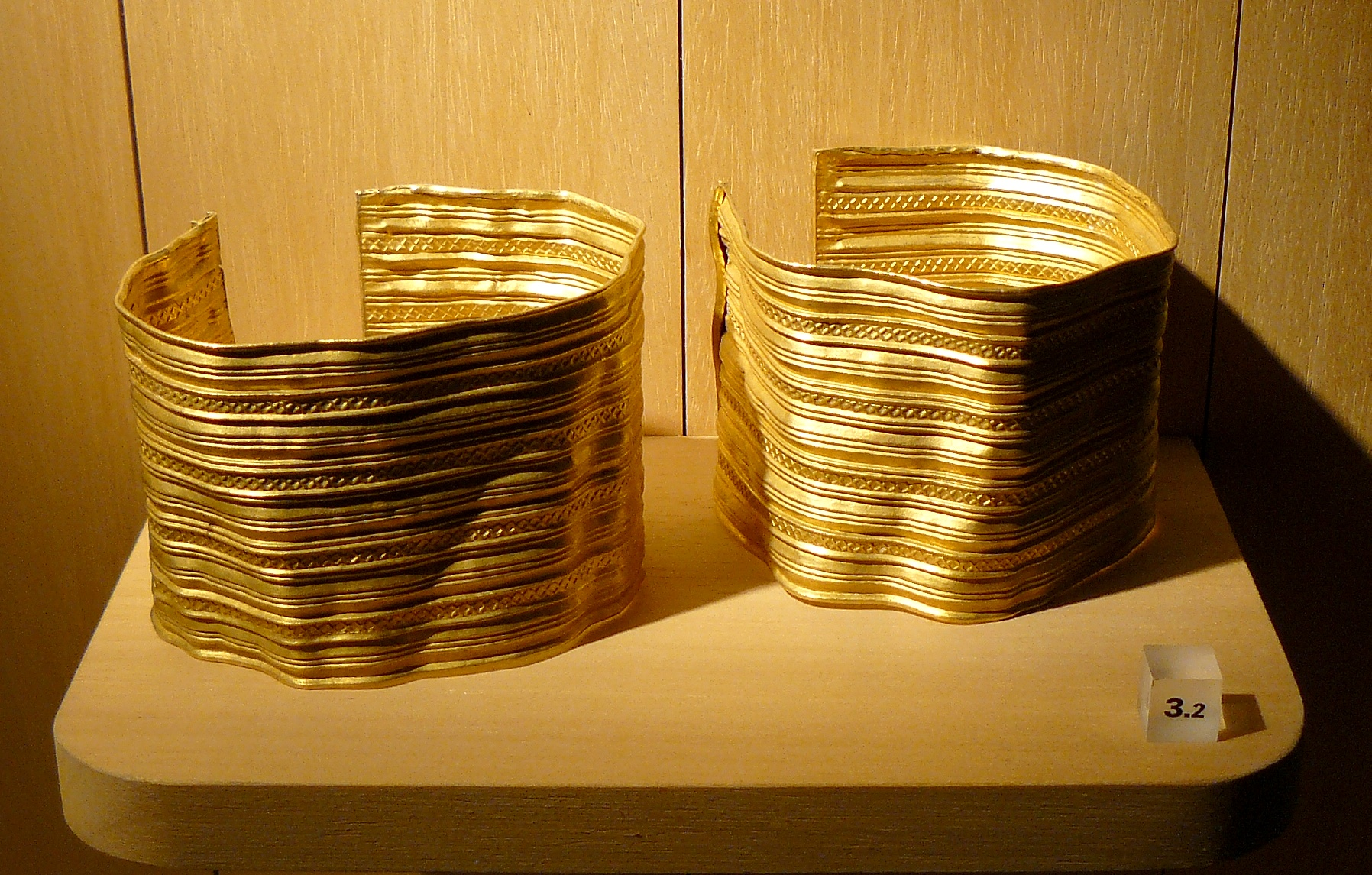
Bracelets en or de la tombe à char de la Butte à Sainte-Colombe-sur-Seine (Hallstatt final / Musée d'archéologie nationale français).
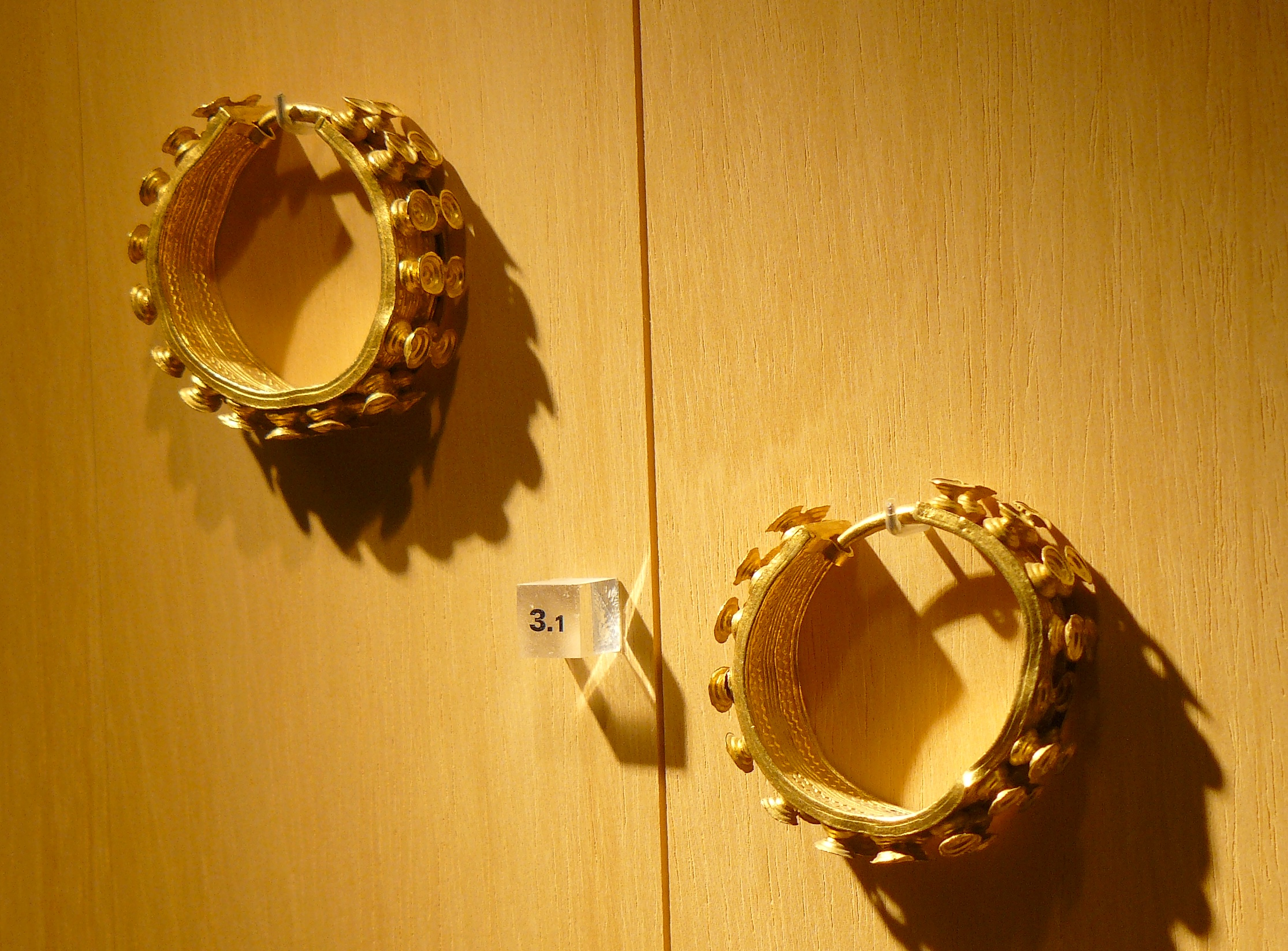
Boucles d'oreilles en or de la tombe à char de la Butte à Sainte-Colombe-sur-Seine (fouille de 1863 / Hallstatt final / diamètre env. 3 cm / musée d'archéologie nationale français - Inv no 18 267.1-2).

Les services à vin des tombes à char de Vix,, du Moutot à Lavau(cratères originaires de Grande-Grèce et d'Étrurie, œnochoés, coupes attiques…) et de la Garenne à Sainte-Colombe-sur-Seine (notamment le lébès de facture étrusque), ainsi que les amphores en céramique de la tombelle de Mantoche, illustrent les relations avec les comptoirs grecs et l'Étrurie. Les produits méditerranéens, tels que le vin et le corail rouge, sont échangés contre l'étain d'Armorique et des îles Britanniques nécessaire à la fabrication du bronze, l'ambre de la Baltique et l'or recueilli dans certaines rivières de la région rhénane ainsi que les armes et autres objets en acier dans la production desquels les métallurgistes du Hallstatt excellent. Cette maîtrise du métal se manifeste particulièrement au travers d'un véritable Art hallstattien se diffusant notamment en territoire lingon; comme en témoignent le bracelet à triscèle de Montsaugeon ainsi que les très belles orfèvreries et joailleries des sépultures de Vix,, du « Tumulus de la Butte » à Sainte-Colombe-sur-Seine,, et de celui de Courtesoult-et-Gatey. L'Art du Hallstatt en territoire lingon s'exprime aussi dans l'abondante production de poteries peintes, telles que celles du Mont-Lassois et de Bouranton / La-Louvière.
Les peuples occupant les points de passage obligés entre les zones septentrionale et méridionale de l'Europe, dont les Lingons sur le Seuil morvano-vosgien, prennent une position commerciale stratégique qu'il convient de défendre. Cette position explique la multiplication des habitats de hauteur puissamment fortifiés comme ceux du mont Lassois,, de la colline Sainte-Germaine, de Crécey-sur-Tille (« Camp de Fontaine-Brunehaut »), du Mont-Avrollot (en limite du territoire sénon), du Châtelet d'Étaules et de celui de Gourzon (ces quatre derniers sites ayant été occupés de façon continue depuis le Néolithique moyen) en territoire lingon,. Certaines de ces « citadelles » comportent un enclos cultuel, à l'instar de celui des « Herbues » au Mont Lassois où l'élite locale est héroïsée.

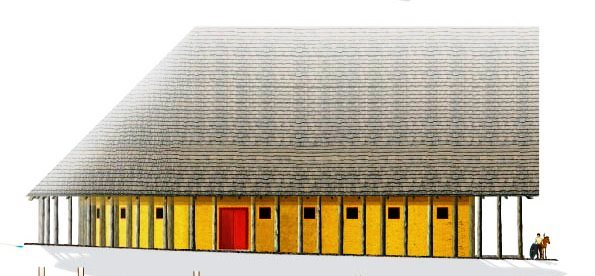
Reconstitution du « Mégaron » du mont Lassois (Hallstatt final / musée du Pays châtillonnais).

À la fin du Hallstatt final et au début de la période suivante, le dépôt cinéraire en ciste métallique (tel que pratiqué à Gomméville, Courcelles-en-Montagne, Bouranton et Montarlot-lès-Champlitte) ou en lécythe funéraire (tel que pratiqué à Mantoche) succède localement à l'inhumation.

### Les Lingons dans la «Tène»
(approximativement de -480 à -125)
- cadre historique : La Tène

#### Les Lingons dans le «début de la Tène»
(approximativement de -480 à -390)
À partir d'environ -480, la culture de la Tène se diffuse en territoire lingon. Cet apport culturel est marqué à son début par une mutation de la société du Hallstatt final, conséquence d'une crise interne, de la réorganisation des circuits commerciaux ou des luttes entre Grecs et Étrusques pour le contrôle des échanges commerciaux. Les « citadelles » du premier âge du fer, poumons des relations commerciales, sont abandonnées au profit d'un mode de vie plus rural dominé par une chefferie guerrière. Certains territoires, dont celui des Lingons, apparaissent comme de nouveaux pôles de développement économique et culturel du « Monde celtique centreuropéen ».

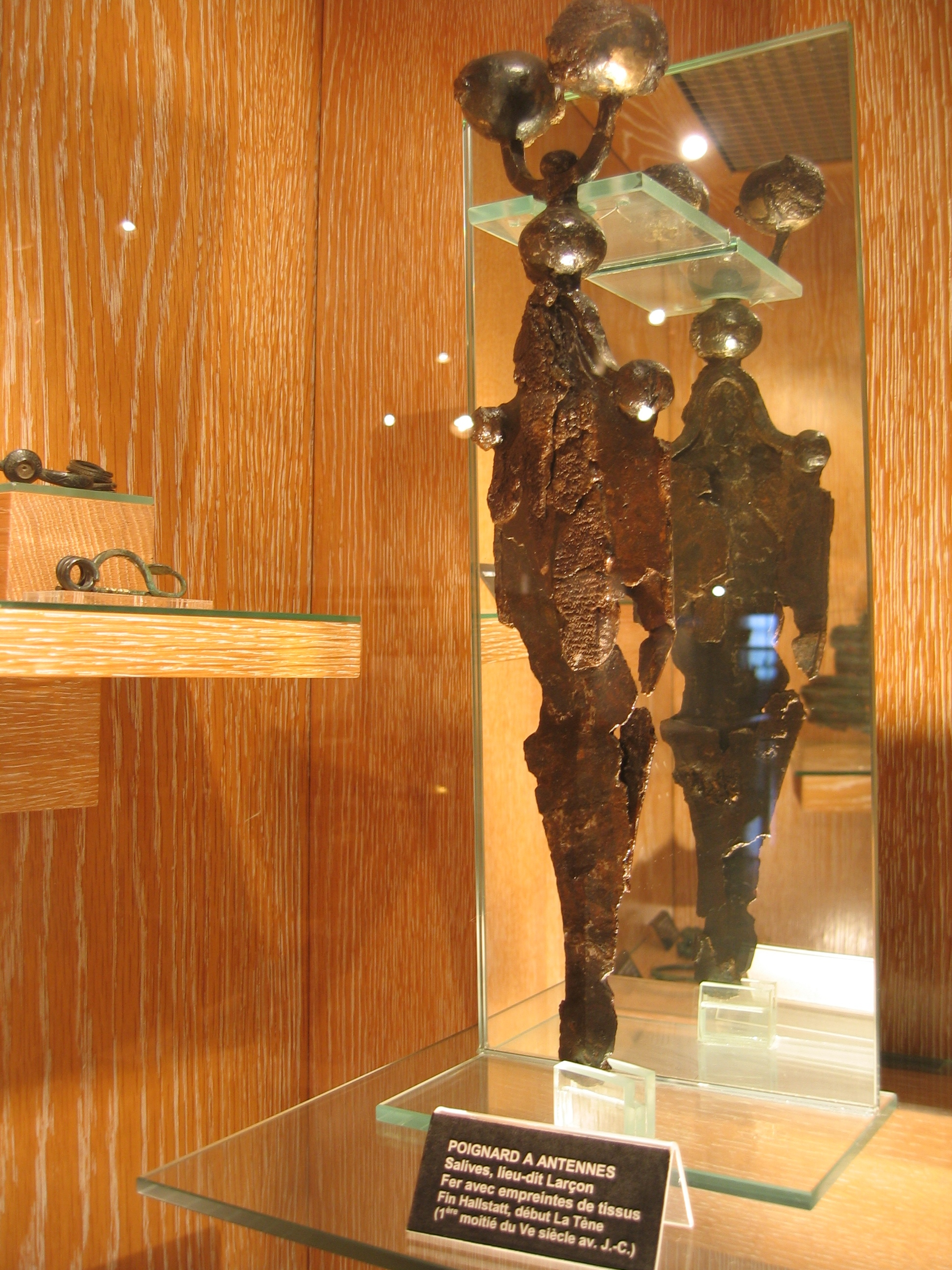
Poignard à antennes de Larçon (fin du Hallstatt-début de la Tène / musée archéologique de Dijon).

Une lente évolution se produit dans les coutumes et les productions, de nouveaux objets d'apparat comme le stamnos cinéraire et le miroir étrusque ainsi que le canthare attique prennent place dans les tombes de prestige telles que celle de la Motte-Saint-Valentin, en territoire lingon. Les mobiliers funéraires laissent entrevoir une moindre disparité sociale entre les puissants et le peuple ainsi que le font apparaître les fouilles des tumuli lingons de Perrogney-les-Fontaines, Maigrefontaine, Vesvres-sous-Chalancey, Cohons, Cusey, Prauthoy, Fleurey-sur-Ouche…
Les importations méditerranéennes décroissent, les bijoux sont moins somptueux, les sépultures des personnalités de haut-rang perdent de leur monumentalité tout en conservant leur mobilier type: le poignard de parade fait place à la panoplie guerrière complète, le char à deux roues, plus léger et plus rapide, y succède à celui à quatre roues (tombe à char de Michaulot à Bouranton). Les longues épées de fer à tranchants parallèles (telle que celle dite de Langenlonsheim mise au jour à la Motte-Saint-Valentin), caractéristiques de l'équipement militaire laténien, supplantent les armes de la période antérieure. De nouveaux types de fibules apparaissent. Les récipients destinés au vin tels que le tonneau et les vases en céramique, bien que ces derniers soient encore inspirés des œnochoés étrusques, sont fabriqués par des artisans locaux. Un art décoratif original s'affirme, dont la contribution des Lingons est attestée par des objets telle que la rouelle de Balesmes-sur-Marne.
Alors que l'usage du tumulus se perpétue dans la partie méridionale du territoire lingon, des nécropoles de tombes plates sans tumulus, destinées aux défunts des catégories populaires, se développent sous l'influence de la « culture Marnienne » dans les hautes vallées de la Marne et de l'Aube. Les femmes portent des agrafes de ceinture, des fibules, des torques. Les fantassins sont inhumés avec leur armement : épée, lance, javelot, cotte de mailles… Cette dernière deviendra la lorica hamata, à la suite de son adoption par l'Armée romaine après les raids gaulois en Italie péninsulaire auxquels participeront les Lingons.

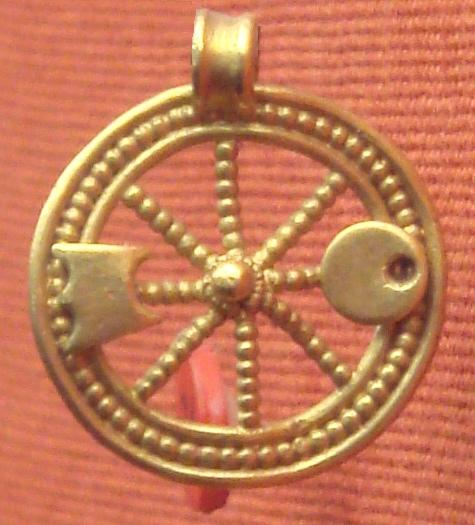
Rouelle en or du Trésor de Balesmes-sur-Marne (Tène ancienne / Musée d'archéologie nationale français).

#### Les Lingons dans «l'expansion celtique de la Tène»
(approximativement de -390 à -190)
Alors que le « Monde celte » apparaît globalement stable au milieu du Ier millénaire av. J.-C., les IVe et IIIe siècles av. J.-C. voient d'importants groupes de populations relevant de cette entité culturelle se mettre en mouvement vers la plaine Padane, la Pannonie, le bassin des Carpates, les Balkans et la Grèce puis l'Asie Mineure,.
Au début du IVe siècle av. J.-C. se produisent des incursions gauloises dans la péninsule italienne, demeurées célèbres en raison de la victoire remportée en -387 sur les Romains lors de la bataille de l'Allia et de l'épisode des oies du Capitole suivi du célèbre « Vae victis » lancé par Brennus aux vaincus. Des groupes migrants de Lingons, Sénons, Boiens et Cénomans s'établissent en force en Italie du Nord. Au côté des Insubres et Taurins y étant déjà établis depuis au moins le VIe siècle av. J.-C., ils constituent la Gaule transpadane. Les Lingons prennent alors possession de la partie sud-est de la Plaine padane située entre le sud du delta du Pô et les Apennins du Nord, notamment de la cité étrusque de Spina dans l'actuelle province de Ferrare,.
La troisième guerre samnite voit la défaite de la coalition constituée par les Sénons, Samnites, Étrusques et Ombriens devant les Romains à la Bataille de Sentinum en -295. Malgré cette défaite des Sénons, les Gaulois cisalpins, dont les Lingons du delta du Pô, parviennent à contenir les Romains au prix des batailles d'Arretium en -284 et du Lac Vadimon en -283.

Les peuples de la Gaule cisalpine au

En dépit de leur pugnacité, les Sénons doivent se retirer d'Étrurie et se replier sur la Plaine padane en -232. En -225 les Insubres sont défaits à la bataille de Faesulae et perdent Mediolanum. Après l'échec de leur contre-offensive à Télamon la même année malgré le renfort des Gésates, les Gaulois cisalpins ne parviennent pas à contenir la poussée de Rome, les Insubres étant défaits à Clastidium en -222. Lors de la deuxième guerre punique, les Gaulois cisalpins s'allient à Carthage (excepté les Taurins s'étant opposés au passage des troupes d'Hannibal sur leur territoire). L'issue du conflit n'ayant pas été favorable à la Cisalpine gauloise, les Romains défont de nouveau les Gaulois cisalpins à Betriacum en -200, bataille à l'issue de laquelle seuls les Boïens et Insubres opposent une résistance. Après la reddition de ces derniers à Mutina en -194, les Boïens résistent face à Rome jusqu'en -191. Dès lors, la Gaule cisalpine tombe sous la dépendance de la République romaine,,.

#### Les Lingons dans la «Civilisation des oppida»
(approximativement de -190 à -125)

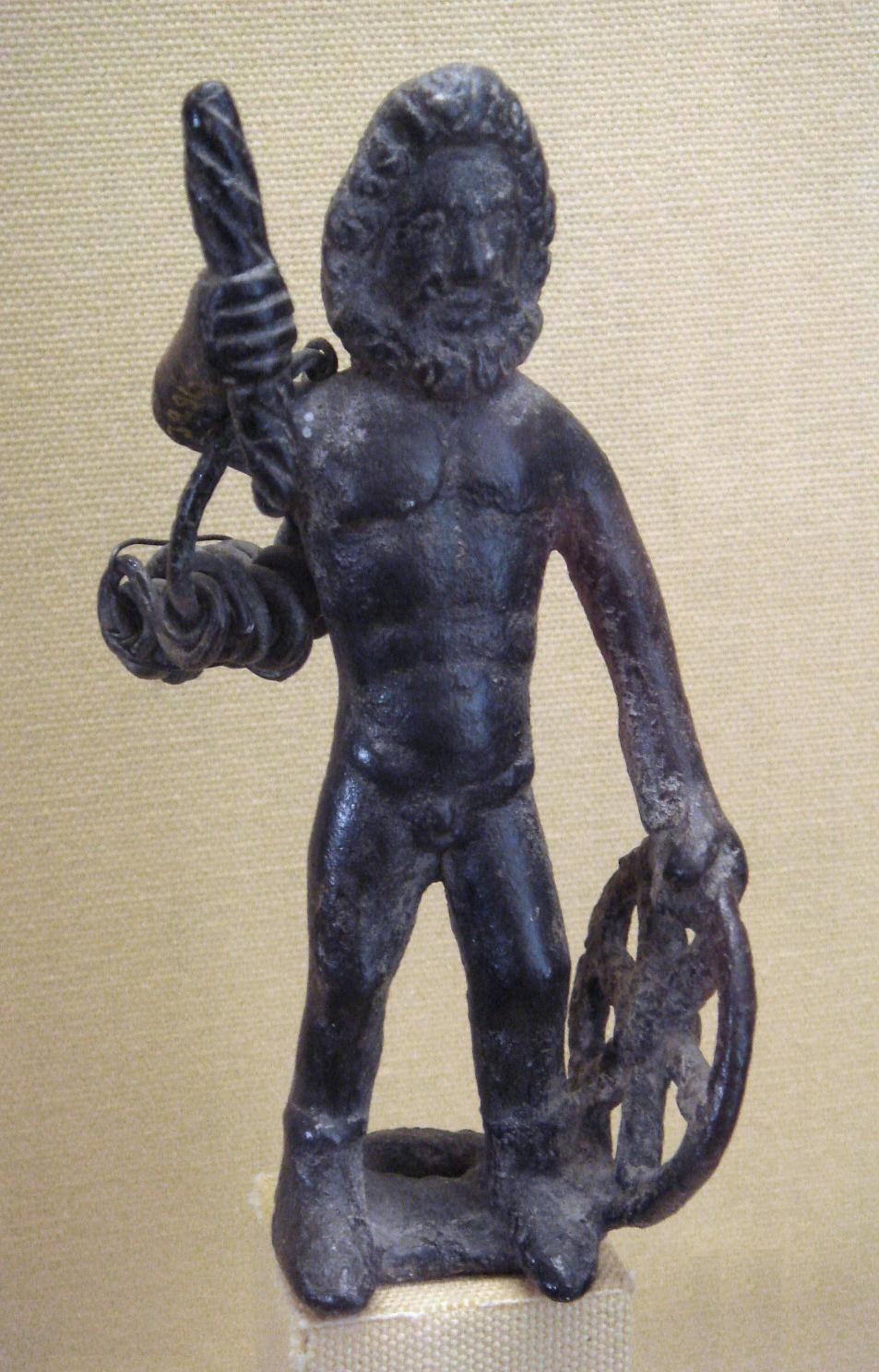
Taranis de l'oppidum du Châtelet de Gourzon (Musée d'archéologie nationale français).

La Civilisation des oppida s'étend à la Gaule transalpine. Elle se caractérise par la réinstallation de places fortes qui, outre leur fonction militaire, sont des centres de commerce sur d'importantes voies de communication,. De puissants pouvoirs locaux, politiques et religieux, s'y affirment; on y frappe la monnaie dont la circulation et le rôle dans les échanges s'accroissent rapidement, particulièrement entre Lingons, Éduens, Séquanes et Leuques. Un monde nouveau apparaît ainsi sur des sites dont certains ont été occupés de manière plus ou moins continue depuis le Néolithique : éperons barrés de Langres, de la colline Sainte-Germaine (Segessera),, du « Camp de Barcena » à Eburobriga (Mont-Avrollot, en limite du territoire sénon),, du Châtelet de Gourzon et de Boviolles ainsi que de Flavignerot au Mont Afrique,; enceintes à murus gallicus du plateau de Vertault (Vertillum),, du dun du Mont-Lassois,, ainsi que des oppida de Châteaubeau à Terrefondrée, du Plain de Suzâne, de Châté à Recey-sur-Ource…
Concernant les rites funéraires, le rituel de l'inhumation perdure en territoire lingon, comme l'attestent les fouilles des cistes de l'enclos funéraire des Tillies au mont Lassois. Cette pratique se différencie de la seule crémation pratiquée alors par les peuples gaulois voisins des Lingons. En outre, les enclos rituels tels que celui de Mirebeau-sur-Bèze (remontant à la Tène moyenne),se multiplient, particulièrement dans le Lassois. À l'instar de celui de Mirebeau-sur-Bèze, sur un bon nombre de ces enclos seront édifiés des sanctuaires gallo-romains (fana, voire « temple romain » comme à Mirebeau), auxquels succéderont parfois des édifices chrétiens.
L'espace agraire s'étend sensiblement au détriment de la forêt, entraînant la mise en place d'un découpage parcellaire, canevas de celui de l'époque romaine; haies et fossés apparaissent, tant sur les terres agricoles qu'en forêt (notamment dans celle de Châtillon-sur-Seine). L'activité agricole affectant rapidement et à grande échelle coteaux et plateaux provoque une érosion des sols dont les limons s'accumulent en fond de vallées, conduisant au comblement des zones humides qui laissent place à la prairie, Sur les espaces ainsi ouverts de nombreux établissements ruraux s'implantent, aux emplacements desquels succèderont pour certains des villas rurales gallo-romaines, comme en témoignent les traces de leurs substructions apparaissant à la photographie aérienne.

## Les Lingons dans la «Gaule chevelue préromaine»
(-125 à -58)
- cadre historique : La Gaule avant Jules César
Les mutations de la Tène finale révèlent une nouvelle organisation de la société gauloise, marquée par l'influence grandissante des druides et l'autorité de l'aristocratie militaire incarnée par les vergobrets. Il apparaît aussi que la royauté, familière aux Gaulois au cours des siècles précédents, a désormais disparu au profit des oligarchies dominantes des diverses cités. Les profondes transformations de la société gauloise et les migrations des Belges ont sérieusement ébranlé un « Monde celtique » dont le centre de gravité se trouve à ce moment-là en Gaule transalpine, laquelle doit compter avec la pression des Germains au nord-est et l'implantation romaine au sud.

### Développement économique des «Lingons transalpins»

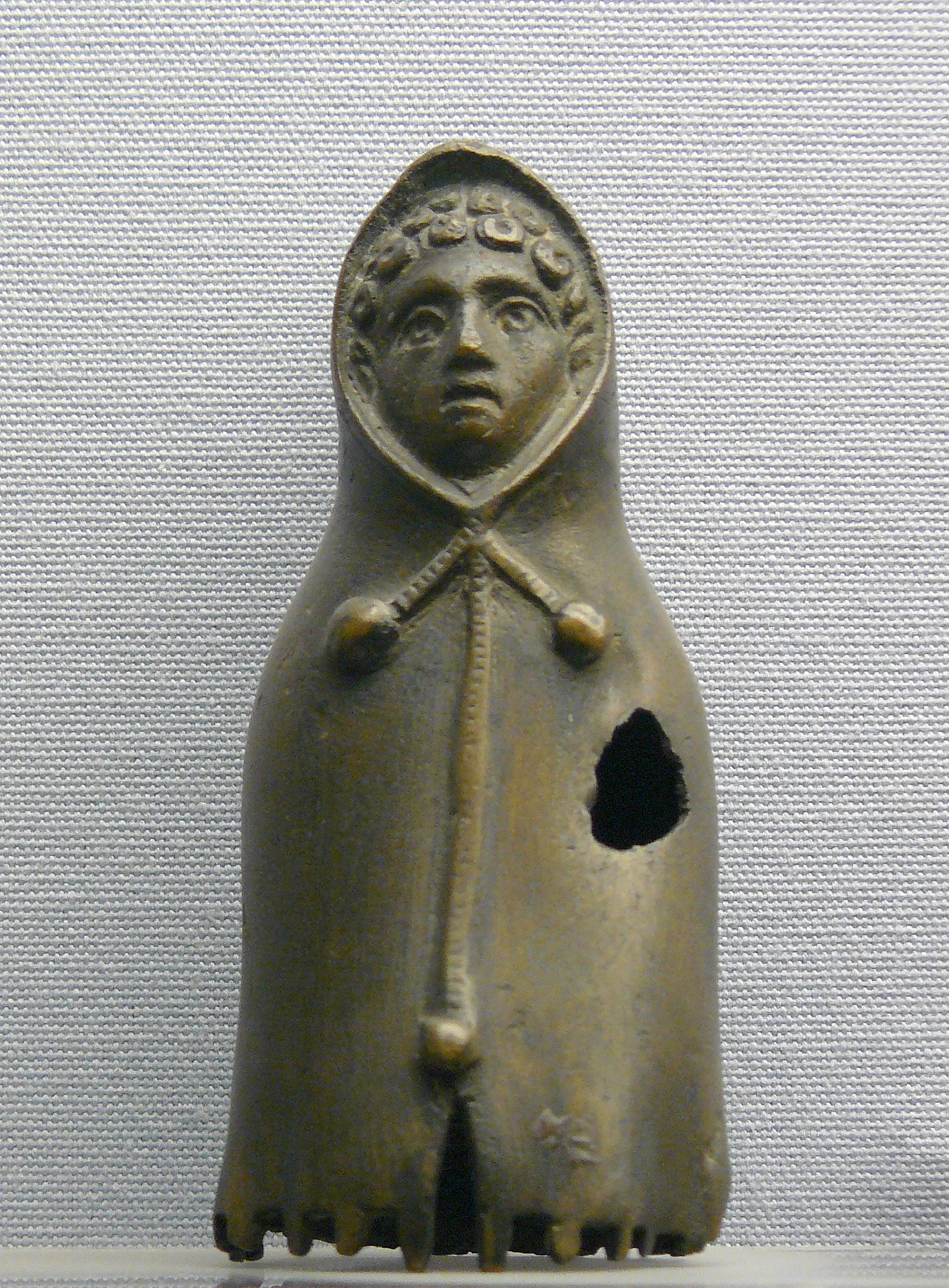
Statuette en bronze à l'effigie d'un personnage portant un bardocuculus tel que ceux produits par les Lingons (Champagne-Ardenne / / Musée d'archéologie nationale français - Inv. no 31 436).

Partenaires économiques de leurs voisins Éduens et Mandubiens dans la « Zone du Denier »,, les Lingons de Gaule transalpine contrôlent les échanges commerciaux au carrefour des axes Rhône-Saône-Meuse et Seine-Marne, entre le Bassin méditerranéen et le nord de l'Arc Atlantique.
Outre leur position commerciale résultant du contrôle de l'aire de ruptures de charges entre les batelleries de la Seine, de la Marne, de la Saône et de la Meuse; les Lingons du territoire originel disposent de gisements de minerai de fer (minières de la Forêt d'Arc-en-Barrois, des Lacets de Mélaire…) dont ils maîtrisent parfaitement l'extraction et le processus sidérurgique ainsi que la métallurgie. Le savoir-faire des métallurgistes lingons, remontant au moins au Bronze ancien, s'est transmis au moins jusqu'à l'Époque moderne : forge de l'abbaye de Fontenay, forges de Buffon, fonderies et forges de Dommartin-le-Franc et de la vallée de la Blaise, fonderies du Val d'Osne (fontes d'art de Mathurin Moreau, Isidore Bonheur, Hector Guimard…), forges de Marnaval, industrie métallurgique du Châtillonnais (notamment la Compagnie des forges de Châtillon-Commentry et Neuves-Maisons), coutelleries de Nogent et Langres… Ce savoir-faire se traduit aussi dans les productions d'objets en bronze et de bijoux, comme en témoignent notamment les moules de bronziers trouvés à Langres ainsi que les bronzes d'art (notamment le « Bacchus »), la chaudronnerie-dinanderie,, et la bijouterie de Vertillum.
La Lingonie originelle est par ailleurs réputée pour sa richesse en céréales et bois (à l'instar de l'exploitation forestière actuelle du Châtillonnais) ainsi que pour son élevage ovin,,. En plus de leur production métallurgique, les Lingons de Transalpine produisent d'autres produits manufacturés dont la qualité est reconnue: maroquinerie de Dijon, étoffes et Bardocucullus de Langres(sorte de coule ou de saie à capuche très portée en Gaule et exportée depuis Marseille, Arles et Narbonne dont ils se partagent le marché avec les Santons).
La viniculture sera maîtrisée en Lingonie transalpine au plus tard vers 50, comme l'attestent les datations des bourbes du pressoir de la villa gallo-romaine vinicole des Tuillières à Selongey. Le développement vinicole de la Civitas des Lingons est en outre confirmé par les fouilles de celles de Rouvres-en-Plaine et de La-Rente-de-Mars à Brognon ainsi que par la fouille du vignoble gallo-romain de Gevrey-Chambertin,,. À Andemantunnum, l'activité viti-vinicole sera évoquée au moins sur deux bas-reliefs : l'un représentant un enfant tenant une grappe de raisin, l'autre un chariot transportant un tonneau,. Quant au commerce du vin, il sera attesté notamment par le « Monument du Marchand de vin » du Clos-Lieutet à Til-Châtel,.

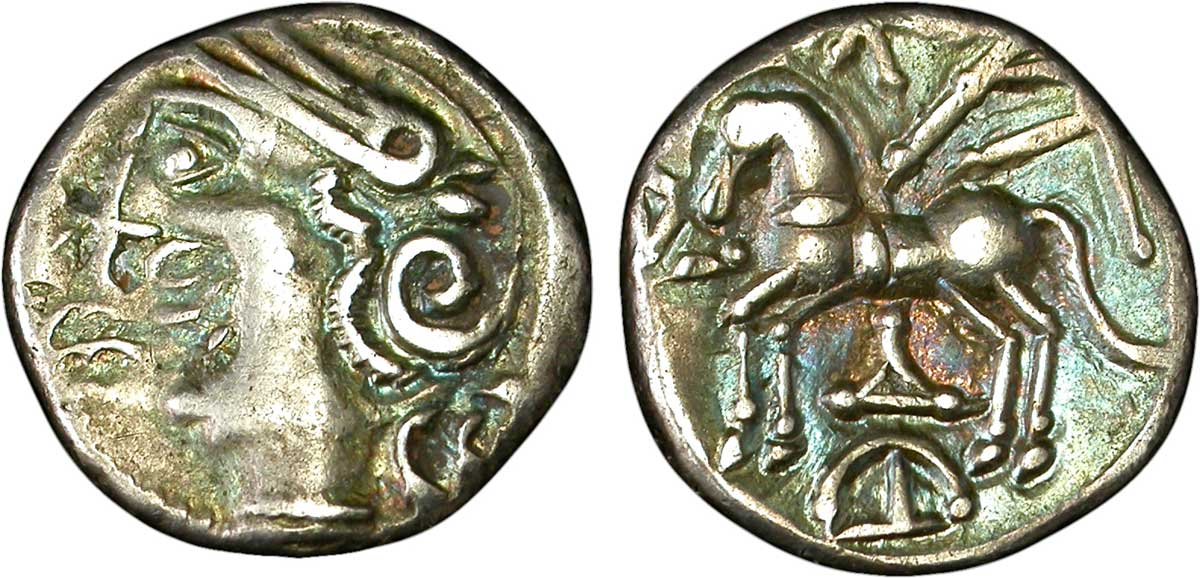
Denier frappé par les Lingons (entre 50 et 80).

Les nombreuses monnaies frappées par les Lingons transalpins identifiées dans le nord et l'est de la France ainsi qu'en Suisse témoignent de leur dynamisme économique,,,,,,.

### Évolution géostratégique affectant les «Lingons transalpins»

#### Alliances et enjeux dans la «Zone du Denier»
La soumission de la Gaule cisalpine au pouvoir de Rome en -191, suivie de l'implantation romaine en Gaule-transalpine à partir de -125, marque le début du recul géostratégique du « Monde celtique » qui va subir la pression conjuguée des Germains, Romains et Daces…
À partir de -121 la limite nord de la Gaule narbonnaise, dépendant de Rome, correspond à la rive gauche du Rhône comprise entre le Lac Léman et le confluent avec la Saône. Avec cette proximité géographique les Lingons transalpins et les Éduens, intermédiaires traditionnels des Romains dans les échanges commerciaux avec l'Europe septentrionale et l'Arc atlantique, voient leur position commerciale renforcée, le Couloir Saône-Rhône constituant alors une « zone de libre-échange » dite du Denier à l'est de la Gaule chevelue,,.

#### Conséquences géostratégiques et politiques de la «Guerre des Cimbres»

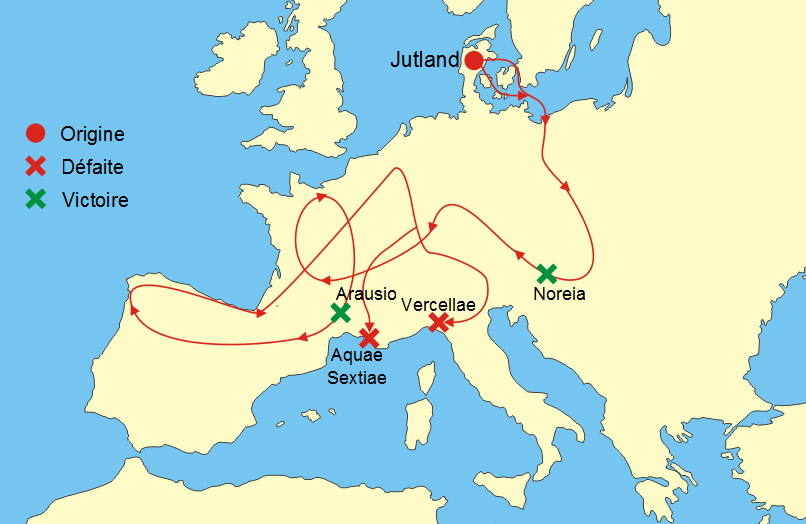
Guerre des Cimbres
Défaites cimbres et teutonnes.
Victoires cimbres et teutonnes.

La « Zone du Denier », de laquelle relèvent les Lingons, prend une importance géostratégique avec la guerre des Cimbres voyant ces derniers et leurs alliés la traverser vers -110 avant de s'imposer en Gaule chevelue et Narbonnaise. Cette importante violation de la souveraineté territoriale de Rome prend place dans une crise politique affectant la République romaine. Pour repousser les « barbares », Caius Marius modifie les règles du recrutement militaire, ses victoires contre Jugurtha et la qualité de son commandement lui conférant un grand prestige et un important pouvoir politique. Cela subordonne à la réussite militaire l'ascension politique à Rome. Dès lors, une compétition pour l'accès aux postes clés de l'armée romaine s'engage entre les plus grands aristocrates tel que Jules César, lequel sera confronté à la pression des Germains sur le nord-est de la Gaule transalpine et ses conséquences.

#### Conséquences géostratégiques de l'«Expansion germanique» du premier siècle av. J.-C.

##### Conséquences de la «migration des Suèves» sur la «Zone du Denier»
Durant leur périple à travers la future Germanie et en Norique, les Cimbres et leurs alliés ont bousculé les populations des territoires traversés, dont celles d'une bonne partie des « peuples celtiques » d'Europe centrale et de l'important « groupe germanique » des Suèves, ce dernier occupant alors un vaste territoire au nord-est de l'actuelle Allemagne. Au début du Ier siècle av. J.-C. une grande partie des Suèves se met en mouvement vers le sud-ouest et se heurte aux « peuples celtiques » des marges méridionales et occidentales de l'Espace germanique dont certains, en dépit de leur résistance, doivent migrer vers des territoires moins exposés:
- Helvètes du Wurtemberg[note 76] en Rhétie-Vindélicie, au côté des Vendéliques et Rhètes[182]
- une partie des Boïens de Bohème en Pannonie supérieure, au côté d'une partie des Taurisques ayant fui la Norique lors de l'incursion des Cimbres
- Rauraques de la Ruhr au nord du territoire des Séquanes[182], entre ceux des Médiomatriques, Latobices et Tulinges[183].

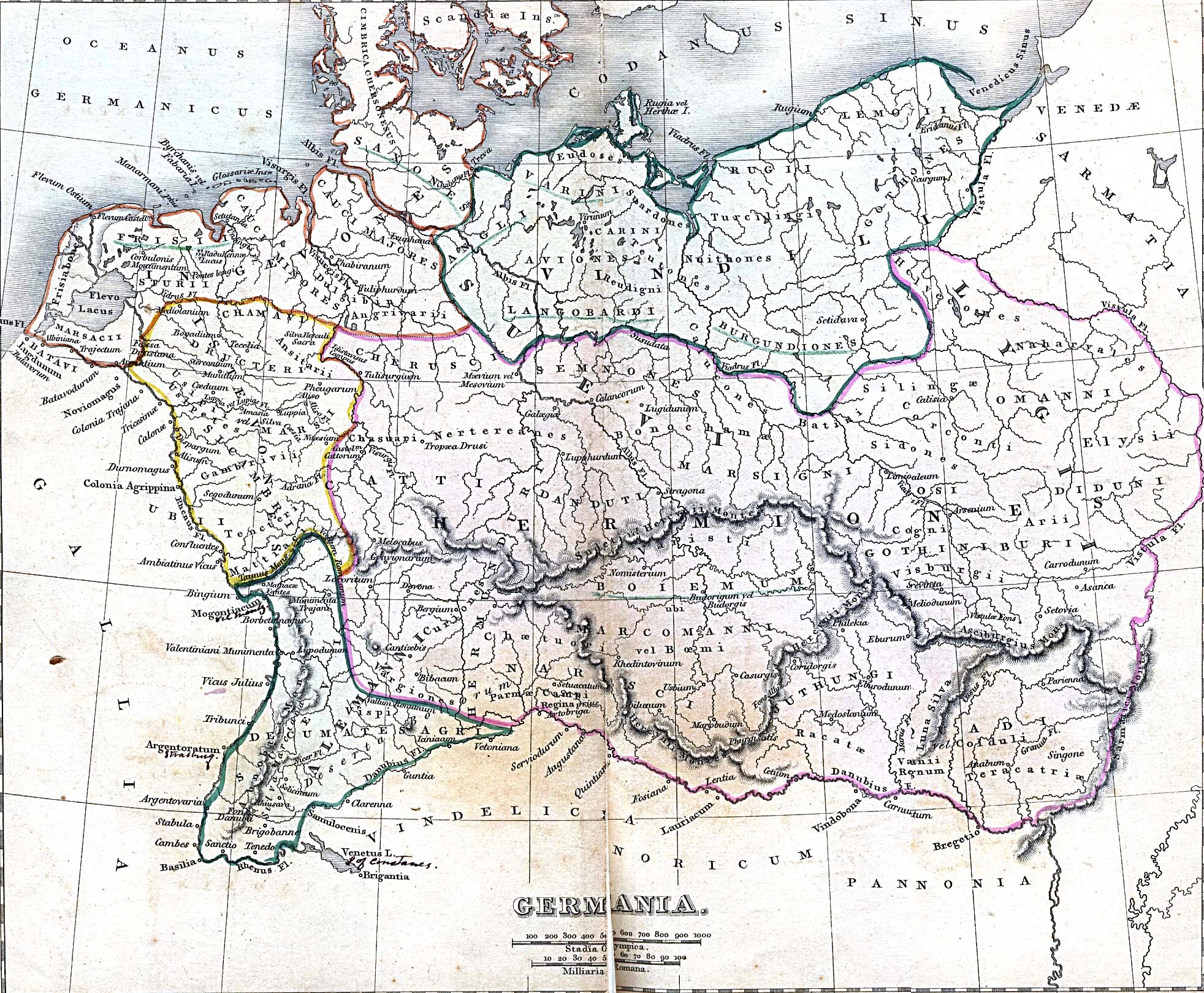
Germanie au milieu du

Poursuivant leur avancée dans les Champs Décumates, les Suèves s'adjoignent les Vangions avec lesquels ils atteignent le Rhin vers -65. Au nord, ils sont confrontés pour un temps à la résistance des Ubiens qui parviendront à se maintenir sur la rive-droite du Rhin jusqu'en -39 ainsi qu'à celle des Usipètes et Tenctères qui devront trouver refuge sur le territoire des Ménapiens en -55.
Solidement établis sur la moyenne vallée du Rhin, Suèves et Vangions sont au contact des Séquanes alors que ces derniers et leurs alliés Arvernes sont en guerre contre les Éduens auxquels ils disputent ainsi qu'à leurs alliés Lingons le contrôle des péages de la Saône,. Les Séquanes pactisent avec le chef suève Arioviste, duquel ils obtiennent une assistance militaire contre les Éduens, pendant que Rome doit mater la révolte des Allobroges en Narbonnaise. Comme tribut de ce soutien, les Germains colonisent une grande partie du territoire des Séquanes, lesquels renversent leur alliance en se coalisant avec les Éduens pour les repousser… Après l'échec de la coalition gauloise (Bataille de Magetobriga ?) entérinant la colonisation germanique du territoire séquane, Éduens et Séquanes sollicitent l'intervention de Rome. En tant que proconsul de la Narbonnaise, Jules César est mandaté par le Sénat romain pour contrer la menace germanique, Suèves et Vangions ayant été rejoints par les Harudes (en), Triboques, Marcomans, Némètes et Sédusiens. Refusant la proposition de partition de la Gaule entre Romains et Germains faite par Arioviste, César défait les troupes germaniques fin -58 lors de la bataille de l'Ochsenfeld. Excepté les Triboques ayant pris les deux tiers nord de la plaine d'Alsace au Médiomatriques, les Germains rescapés dont Arioviste se replient outre-Rhin,,.

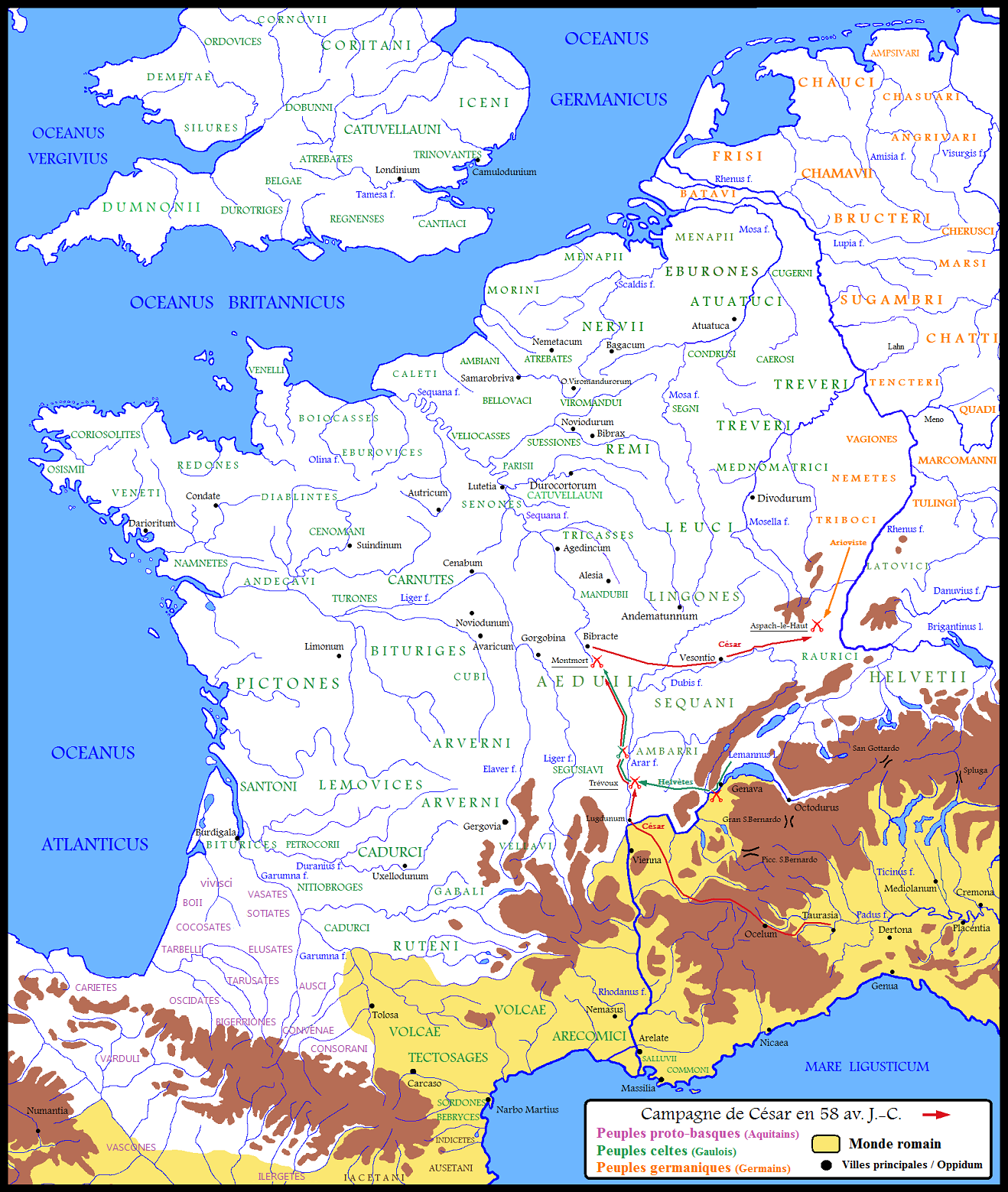
La Gaule en -58 (avec l'itinéraire de la campagne de Jules César contre les Helvètes et les Suèves).

##### Conséquences de la «migration des Helvètes»
Dans le même temps la Rhétie-Vindélicie où sont établis les Rhètes, les Vendéliques et depuis peu les Helvètes voit s'y réfugier les Latobices, les Rauraques et les Tulinges déplacés du sud-ouest des Champs décumates par les Suèves ainsi que les Boïens expulsés de Pannonie supérieure par Burebista puis de Norique par les Taurisques… La pénurie alimentaire résultant de cette concentration de populations est très vraisemblablement la cause de la tentative de migration des Helvètes, Tulinges, Rauraques, Boïens et Latobices vers l'ouest de la Gaule-transalpine cette même année -58. Pour éviter que cette migration permette l'installation des Germains au nord de la Narbonnaise, les troupes de César interviennent avec l'appui des Lingons et Éduens afin de contenir les populations déplacées sur le territoire des Ambarres. En dépit de cette intervention, les migrants pénètrent en territoire éduen où ils sont mis en déroute devant Bibracte, les rescapés se réfugiant en territoire lingon,. Excepté les Boïens établis aux confins des territoires éduen, arverne et biturige (actuel Bourbonnais), ces rescapés sont expulsés au-delà du massif du Jura sur le Plateau suisse où ils formeront l'Helvétie,,.
Le double succès diplomatico-militaire de César conforte son ambition politique ainsi que son alliance avec les Lingons, Éduens et Séquanes. Disposant d'une vaste zone sécurisée s'interposant entre les Germains et la Narbonnaise, il en fait une tête de pont pour lancer ses légions à l'assaut du reste des Gaules.

## «Civitas lingonum»
(-58 à 235)
- cadre chronologique : Chronologie de la Gaule romaine
- cadre historique : Gaule romaine

### Les Lingons «de la Guerre des Gaules à la fin du Haut-Empire romain»

#### Les Lingons «lors de la Guerre des Gaules et à la fin de la République romaine»
(-58 à -27)
- cadre historique : Fin de la République romaine
Intermédiaires commerciaux de longue date de Rome puis alliés de Jules César depuis ses interventions contre les Suèves et les Helvètes, les Lingons le demeurent lors de la Guerre des Gaules. Au cours de celle-ci, le territoire lingon héberge épisodiquement l'état-major de campagne de César et sert de base logistique à ses légions, particulièrement l'hiver -52/-51 avant que la cavalerie lingonne l'aide à réprimer le soulèvement des Bellovaques,.
En contrepartie de leur alliance avec Rome et forts d'une certaine puissance militaire les Lingons obtiennent, comme compensation de la perte de leur indépendance politique résultant de la victoire romaine en Gaule, le statut de peuple fédéré.

#### Les Lingons «sous la dynastie des Julio-Claudiens»
(-27 à 68)
Le fœdus associant les Lingons à l'Empire romain est notamment symbolisé par l'édification dès les années -20 de la « Porte augustéenne » de Langres, un des plus anciens arcs romains de Gaule chevelue; de même que l'architecture, la décoration et l'épigraphie du grand mausolée de Faverolles témoignent pour l'époque augustéenne de la richesse de certains aristocrates lingons et de leur capacité à adopter le vocabulaire formel romain.

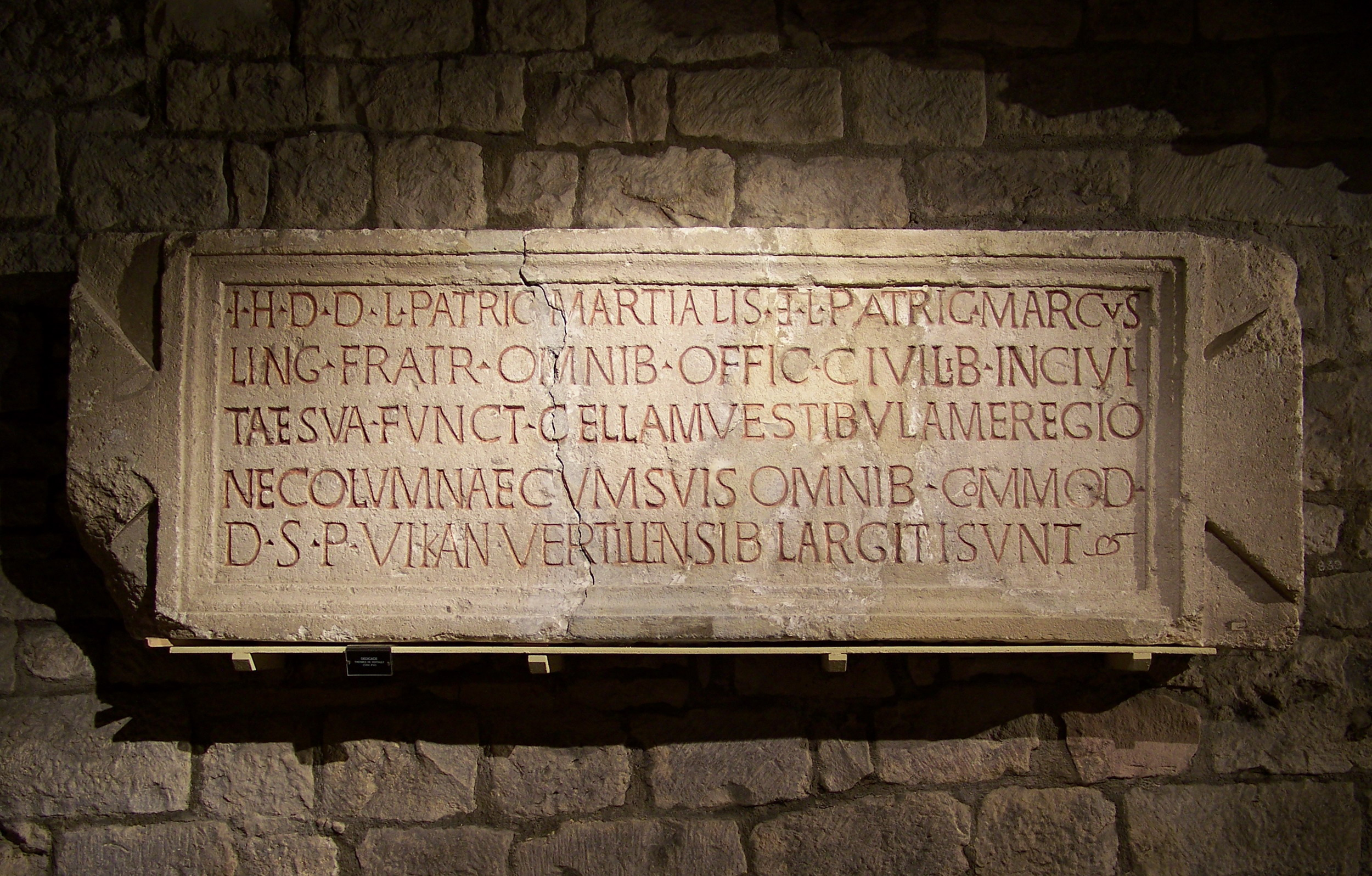
Épigraphe des thermes de Vertillum.

Consécutivement à la recomposition des provinces décidée par Auguste, Marcus Vipsanius Agrippa modifie les répartitions territoriales et les finages des civitates du quart nord-est de la Gaule transalpine. Celle des Lingons est intégrée vers -15 à la Gaule belgique (après avoir été brièvement rattachée à la Gaule lyonnaise) ainsi qu'augmentée du territoire des Mandubiens et amputée d'une petite partie de son quart nord-ouest (correspondant approximativement aux moitiés est de l'ancien arrondissement d'Arcis-sur-Aube et du territoire du Grand Troyes), cette portion de la Pertica des Lingons et celle soustraite de celle des Sénons formant désormais la Civitas des Tricasses.
L'allégeance des Lingons au pouvoir central de Rome s'affirme lors de la Révolte de Sacrovir en 21 sous Tibère et de la rébellion de Vindex contre Néron en 68, les Lingons prenant part avec les Trévires et Rèmes à la Bataille de Vesontio aux côtés des légions de Lucius Verginius Rufus.

#### Les Lingons lors de la «Révolte de 69-70»
(68 à 70)
La Guerre civile met un terme au légitimisme des Lingons qui ne reconnaissent pas le pouvoir de Galba après le suicide de Néron. Cette prise de position entraîne la rupture du fœdus par Galba, la Civitas devenant alors une colonie romaine. Après l'assassinat de ce dernier, Othon octroie la citoyenneté romaine aux Lingons pour s'assurer de leur soutien politique, lesquels prennent le parti de Vitellius en dépit de cette faveur. Les Lingons laissent alors la Ve légion, emmenée par Fabius Valens depuis la Germanie inférieure pour tenter de porter Vitellius au pouvoir à Rome, traverser librement leur territoire et s'adjoindre les huit cohortes Bataves y étant stationnées,.

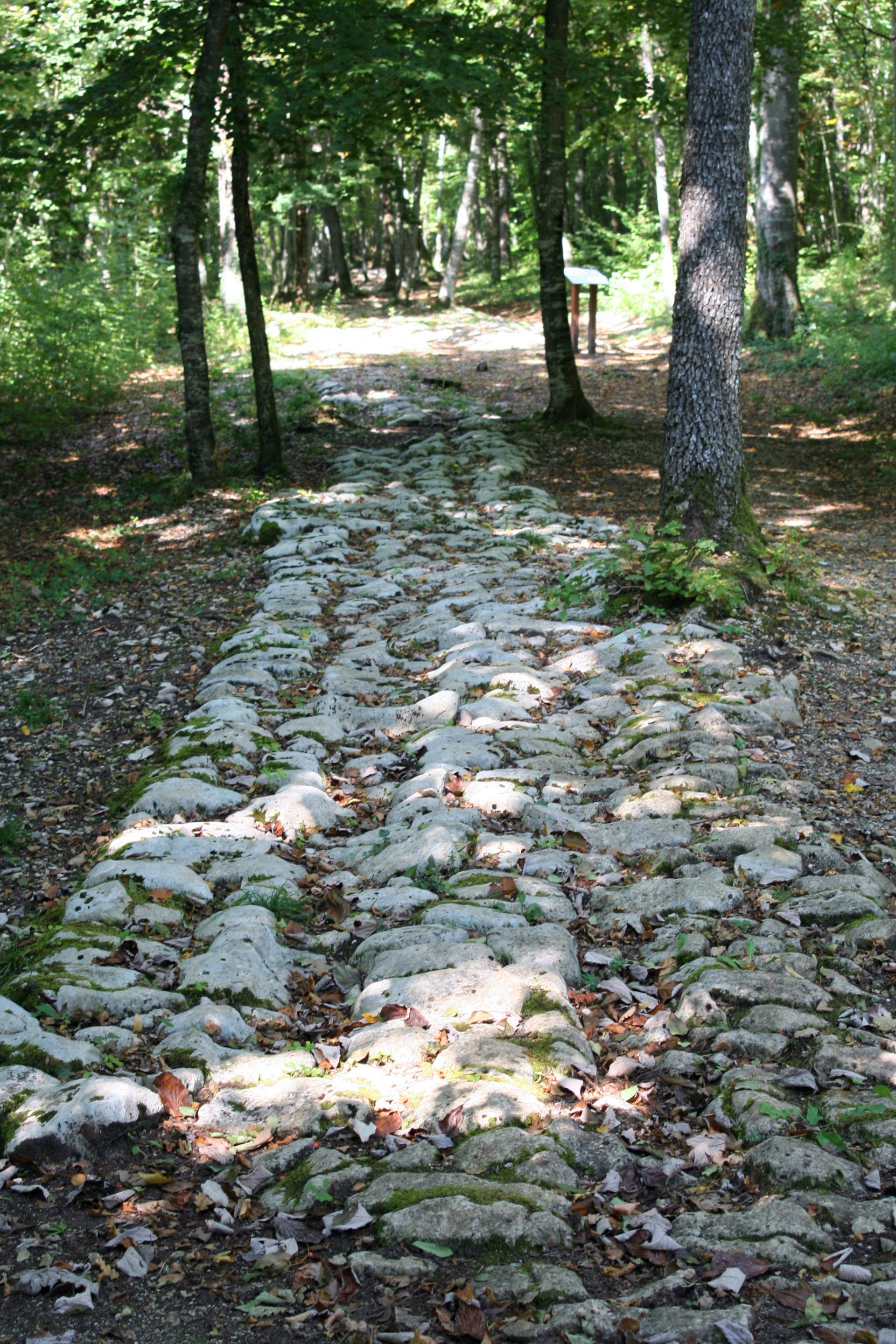
Voie romaine de Faverolles.

La désorganisation politique à la tête de l'Empire conduit les Lingons menés par Julius Sabinus à se joindre au Soulèvement des Bataves fomenté par Caius Julius Civilis en 69. La coalition formée par Civilis et Sabinus ainsi que les trévires Julius Tutor et Julius Classicus remporte plusieurs victoires avant que cette révolte soit réprimée par Petilius Cerialis. Sabinus, qui se dit descendre de Jules César en personne, s’autoproclame « César » quand sa tentative de créer un Imperium Galliarum tourne court.
Après la défaite des Lingons de Sabinus devant les Séquanes et les légions d'Appius Annius Gallus (Legio I Germanica, Legio VIII Augusta et Legio XI Claudia), Vespasien retire la citoyenneté romaine aux Lingons dont la Civitas passe du statut de Colonie romaine à celui de Colonie latine. Ces derniers doivent en outre livrer 70 000 guerriers à Frontin qui les place sous la surveillance directe de la VIIIe-légion Augustacantonnée à Mirebellum (qu'elle quittera pour Argentoratum vers 90),,.

#### Les Lingons «sous les dynasties des Flaviens et des Sévères»
(70 à 235)
La Révolte de 69-70 a pour conséquences militaires une réorganisation et un redéploiement des troupes auxiliaires de l'Armée romaine en Gaule, Germanie et Bretagne. Cinq cohortes d'élite (ailes milliaires) sont levées chez les Lingons qui contribuent ainsi à l'expansion puis à la défense de l'Empire romain: quatre cohortes de cavalerie lingonnes participent aux opérations militaires dans l'Île de Bretagne où elles se fixent; la « Cinquième cohorte de Lingons » trouvant avec Trajan sa garnison définitive en Dacie, après avoir servi aussi dans l'île de Bretagne,. Il est à noter que l'engagement militaire des Lingons au service de l'Empire semble s'être prolongé jusqu'au règne de Constance II, d'après les Annales de Jean Zonaras relatant leur fait d'armes dans la défense d'Amida (assiégée par les Perses sassanides de Shapur II en 359).
Dans le cadre de la réorganisation de la Germanie romaine par Domitien vers 90, la Civitas lingonenses est détachée de la Gaule belgique et intégrée à la Germanie supérieure. Concomitamment, l'étendue de sa pertica est diminuée :
- extrême est, correspondant approximativement à la partie occidentale de l'arrondissement de Vesoul située à l'ouest de la Saône, annexé à la civitas des Séquanes[201]
- extrême nord-est, correspondant approximativement au sud-ouest du département de la Meuse et à une partie du tiers occidental de l'arrondissement de Neufchâteau, peut-être annexé à la civitas des Leuques[223]
- ancien territoire des Mandubiens vraisemblablement annexé à la civitas des Éduens[224].

Entre la fin de leur rebellion en 70 et la fin de la dynastie des Sévères en 235, les Lingons bénéficient de la « Paix romaine », malgré la recrudescence de la pression germanique sur le Limes à partir de 167 et la « Deuxième année des quatre empereurs » en 193.

### Infrastructures et réalisations architecturales de la «Cité des Lingons»

#### Infrastructures routières de la «Cité des Lingons»
La Pax-romana confirme la position de carrefour routier majeur occupée par la Civitas-lingonum à l'intersection des axes Lyon-Trèves, et Rome-Boulogne du réseau Agripa, comme l'indiquent la Table de Peutinger et l'Itinéraire d'Antonin. Les importants vestiges du relais routier d'Andilly-en-Bassigny, entre les voies Langres-Metz et Auxerre-Strasbourg, et les nombreux restes de voies tels que ceux de Faverolles (« voie de la Blaise » sur l'axe Langres-Reims) ainsi qu'un bon nombre de bornes milliaires, et leugaires témoignent de cette importance routière,.

#### Réalisations architecturales de la «Cité des Lingons»
Outre les restes de voies ainsi que de nombreux artéfacts et une abondante épigraphie,, de très nombreux vestiges architecturaux témoignent du développement urbain de la civitas,,, particulièrement les suivants :

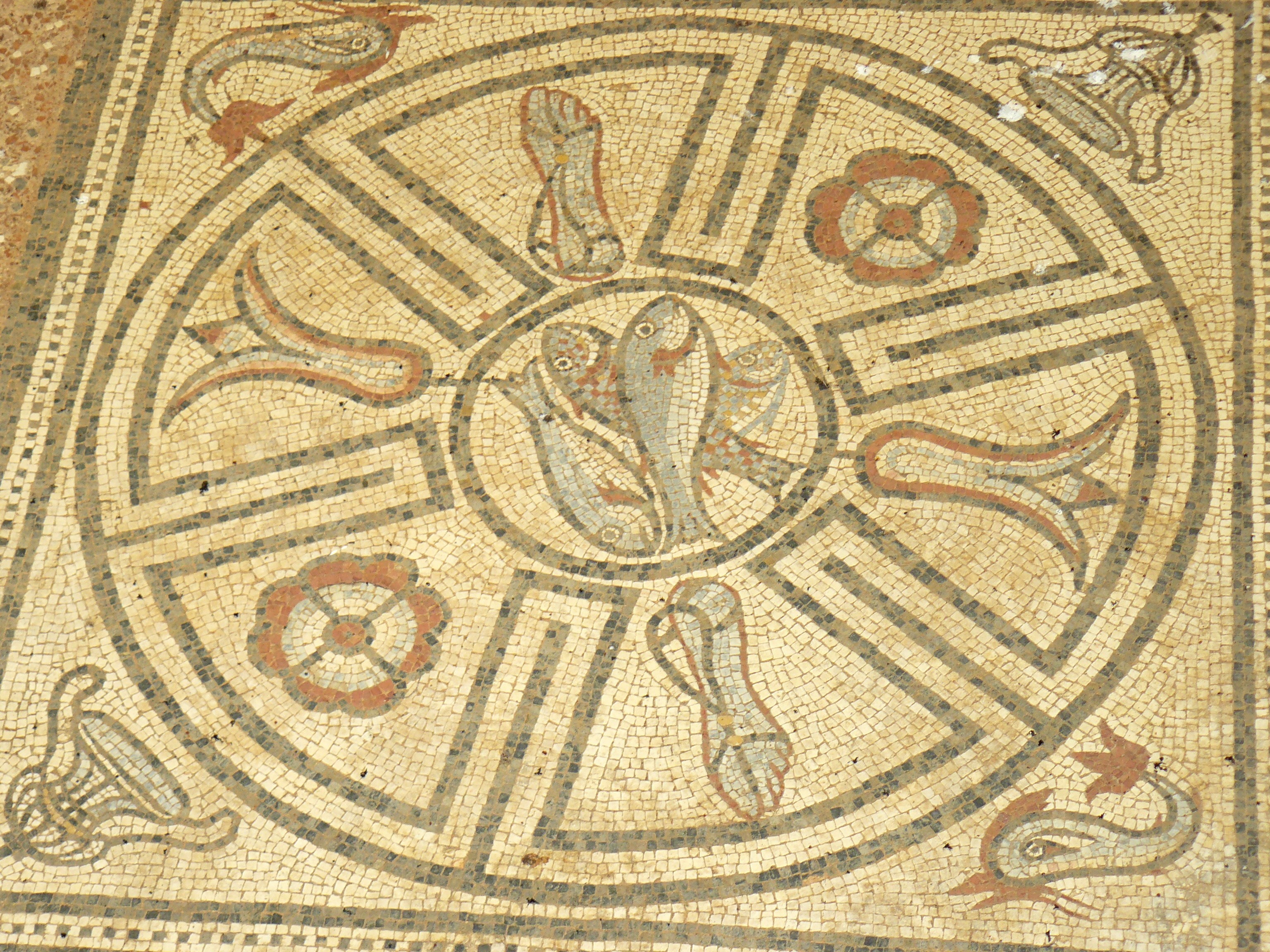
Mosaïque de la villa rustica de Jonvelle.

- Langres antique[note 96],[note 97], dont la grande porte augustéenne (« Longeporte ») construite dans les années -20[157],[note 98],[note 99],[note 100], la très belle « mosaïque de Bacchus »[236],[note 101],[note 102] et les villæ urbanæ[note 103]
- « Castrum Divaniense »[237](dont Aurélien fit élever les murailles[238]) et pyramidions[239] des nécropoles[240] de Dijon, mausolée de Longvic[note 104]
- grand mausolée de Faverolles[note 105],[241],[note 106](dont la décoration témoigne pour l'époque augustéenne de la richesse de certains aristocrates lingons et de leur capacité à adopter le vocabulaire formel romain[195]), monuments funéraires de la nécropole de Nod-sur-Seine[242],[243](dont le « Tombeau du Lingon »[244]),[note 107], « Monument du Marchand de vin » du Clos-Lieutet de Til-Châtel (détenu par le musée archéologique de Dijon)[168],[note 108], nécropole de Monthureux-sur-Saône, monument funéraire d'Isômes…
- thermes[245] et nécropole de Massinchamp[246] à Bourbonne-les-Bains[note 109]
- fana du Tremblois à Villiers-le-Duc[247],[note 110] et de la Cave à Essarois[248],[note 111]

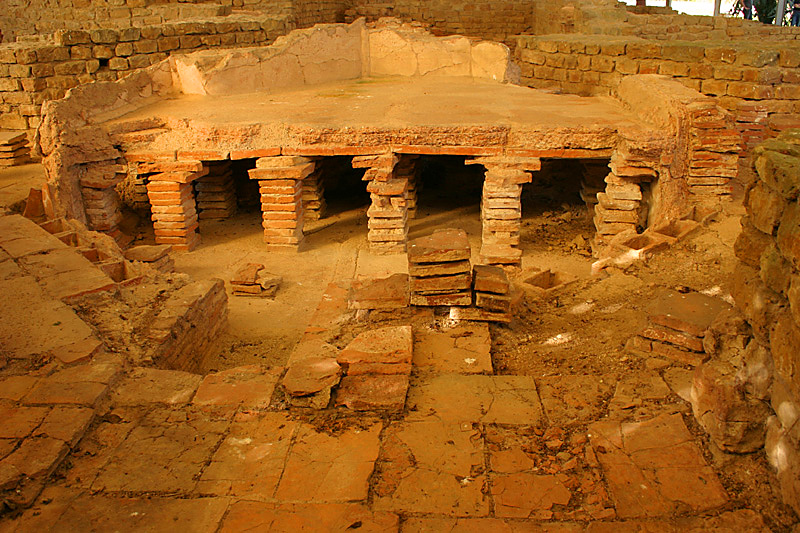
Hypocauste du Mansio d'Andilly-en-Bassigny.

- Mansio d'Andilly-en-Bassigny, entre les axes routiers Lyon-Trèves et Auxerre-Strasbourg (avec thermes à caldarium sur hypocauste)[249],[note 112],[note 113],[note 114]
- entrepôts commerciaux de Champigny-lès-Langres, à l'intersection des axes routiers Lyon-Trèves et Langres-Naix[250]
- Outre les très nombreuses substructions gallo-romaines en zones rurales apparaissant à la photographie aérienne[144], les villas rurales les plus significatives sont répertoriées sur les communes suivantes : Palaiseul[251], Rolampont[note 115], Colmier-le-Bas (villa des Cloisets avec peintures murales[252]), Jonvelle (villa avec des thermes comportant une très belle mosaïque), Châtillon-sur-Seine (La-Pépinière[253]), Nicey (La-Poterne), Griselles (Ferme de Lornay), Beaulieu, Verdonnet, Massingy[254], Damblain[note 116], Saint-Dizier (Les-Crassées[note 117]), Chevigny-Saint-Sauveur, Bretenière (Ferme de Saint-Phal)[255]…
- villas vinicoles de Rouvres-en-Plaine[256], de La-Rente-de-Mars à Brognon[165] et des Tuillières à Selongey (dont les fouilles ont notamment mis au jour les vestiges d'un pressoir à vin[163] ainsi qu'une très belle verrerie[257]).
- agglomérations secondaires de « La-Boussière » (Mediolanum)[258],[note 118], Segessera[note 119], Beneuvre[259], Gursunum (avec notamment un fanum, des thermes, des ateliers de forgerons et un aqueduc), Vertillum (avec notamment un murus gallicus, des thermes et des échoppes artisanales[133],[260] ainsi qu'un fanum[note 120] et une nécropole d'animaux[261])[33], Lucofao (dont la villa urbana de La-Goulotte comportant notamment un triclinium avec des fresques et une très belle mosaïque[note 121])[262] et des Bolards à Nuits-Saint-Georges (en limite du territoire des Éduens)[263]: fanum, mithraeum[note 122], entrepôts commerciaux, échoppes artisanales, nécropole[264],[note 123]…
- habitats de Blessey-Salmaise (avec forges)[note 124], de Veuxhaulles-sur-Aube, de Dampierre[note 125], de Dampierre-et-Flée / Fontenelle (avec un fanum à pronaos[265]), de Lux, de Variesum et Casnedum, du Champ-de-la-Tuile à Agey[266](dont un fanum dans les vestiges duquel une statuette à l'effigie de Vénus Victrix a été mise au jour[note 126])[33], de L'Échenot à Bourg[267], de Peute-combe à Plombières-lès-Dijon / Talant[note 127], d'Ainvelle (en limite du territoire des Leuques)[note 128], de Brivodunum[268]…

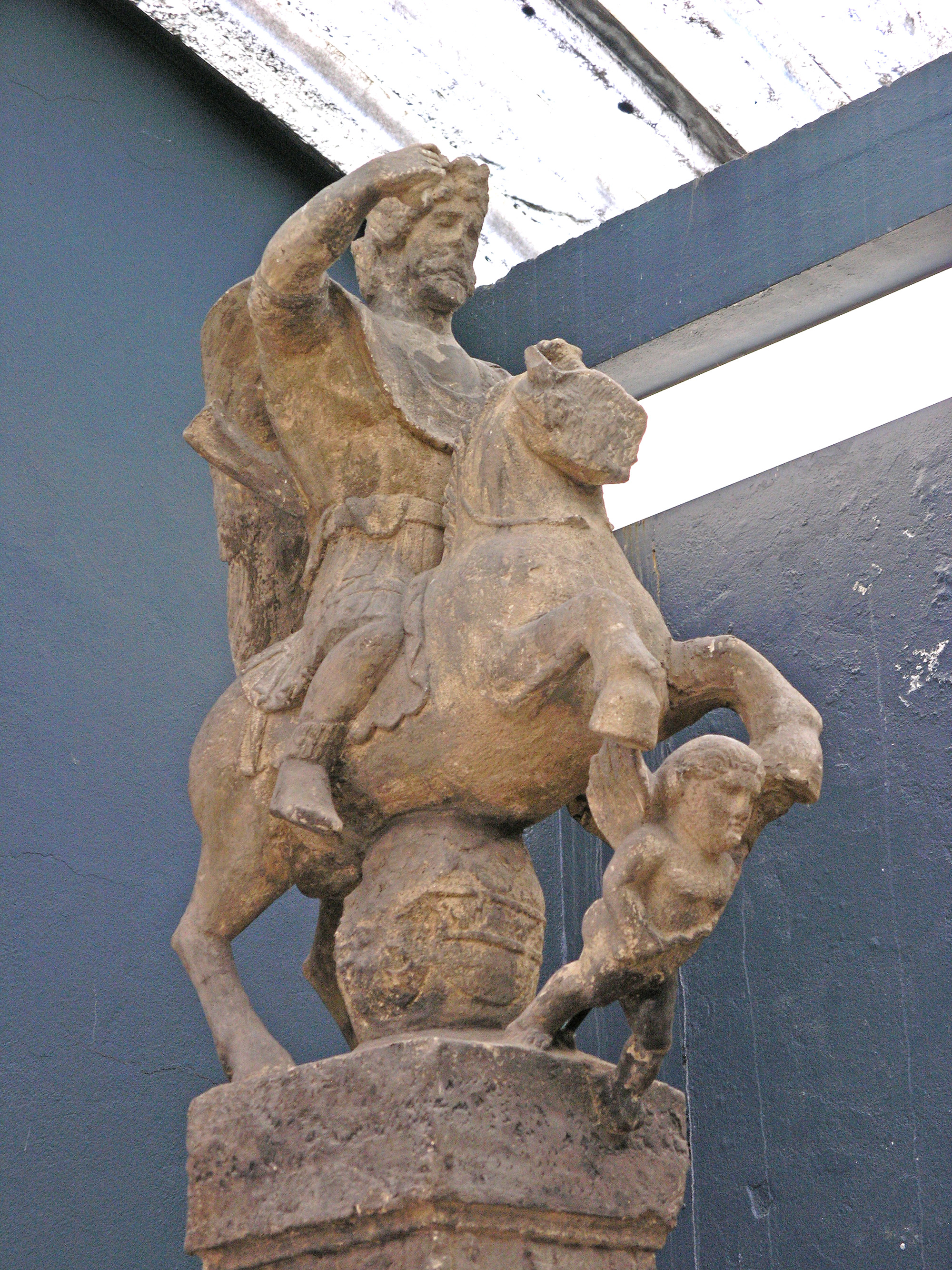
Statue équestre de Grand.

- sanctuaire et castrum de Mirebeau-sur-Bèze :
  - fanum et « temples romains » (ayant succédé à un enclos religieux remontant à la Tène moyenne)[139],[note 61],[note 129]
  - castrum de la VIIIe légion, un des deux plus vastes camps permanents de la Légion romaine sur l'actuel territoire français[269],[note 130] avec celui de Strasbourg qui hébergea cette même unité de Légion[note 131]
- substructions de Chenôve où la Légion romaine a peut-être eu un cantonnement[note 132]
- édifices gallo-romains d'Andesina[270](aux confins des civitates des Lingons et des Leuques[271]) :
  - sanctuaire, dont la plus grande mosaïque antique d'Europe[note 133](avec environ 14 m de côté)[272]
  - un des plus vastes amphithéâtres du Monde-romain (avec un grand axe d'environ 150 m)[273]
- établissement piscicole gallo-romain de Molesme (à proximité d'un enclos rituel de la Tène finale)[274],[275]

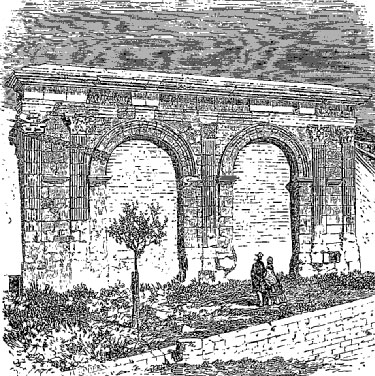
Porte Augustéenne de Langres (dite « Porte romaine », construite dans les années -20).

- fontaine de Braux-le-Châtel

### Divinités, lieux de culte et rites funéraires des «Lingons transalpins»

#### Divinités et sanctuaires des «Lingons transalpins»
Avec ses deux nécropoles et le culte voué à Videtillus, Dijon était un site religieux lingon notable, tout comme Bourbonne-les-Bains. Cette station thermale a livré une importante épigraphie votive dédiée à Borvo et sa parèdre Damona, La diversité d'origines des dédicants, attestée tant par l'épigraphie que par l'importance du trésor monétaire votif et la variété de ses monnaies, fait de ce site un haut-lieu du thermalisme religieux gallo-romain. Outre Bourbonne-les-Bains, le culte de Damona est identifié en territoire lingon à Balesmes-sur-Marne et Châtillon-sur-Seine. En marge de ce territoire, Grand était un important sanctuaire consacré à Grannos.
Outre ces lieux de culte, les vestiges des fana (dont la plupart ont été édifiés à l'emplacement d'anciens nemetons) du Tremblois à Villiers-le-Duc, de Dampierre, de Dampierre-et-Flée / Fontenelle, de Lux, de La-Cave à Essarois,, du Champ-de-la-Tuile à Agey, de Vertault, de Gourzon et de Mirebeau-sur-Bèze ainsi que les artéfacts des sanctuaires de source tels que ceux de la Seine(notamment les bois sculptés),, de la Marne à Balesmes-sur-Marne, du Corgebin à Semoutiers-Montsaon, de la Coquille à Étalante et de la Douix (dont les dépôts votifs sont attestés depuis le Hallstatt moyen) témoignent de la spiritualité lingonne.

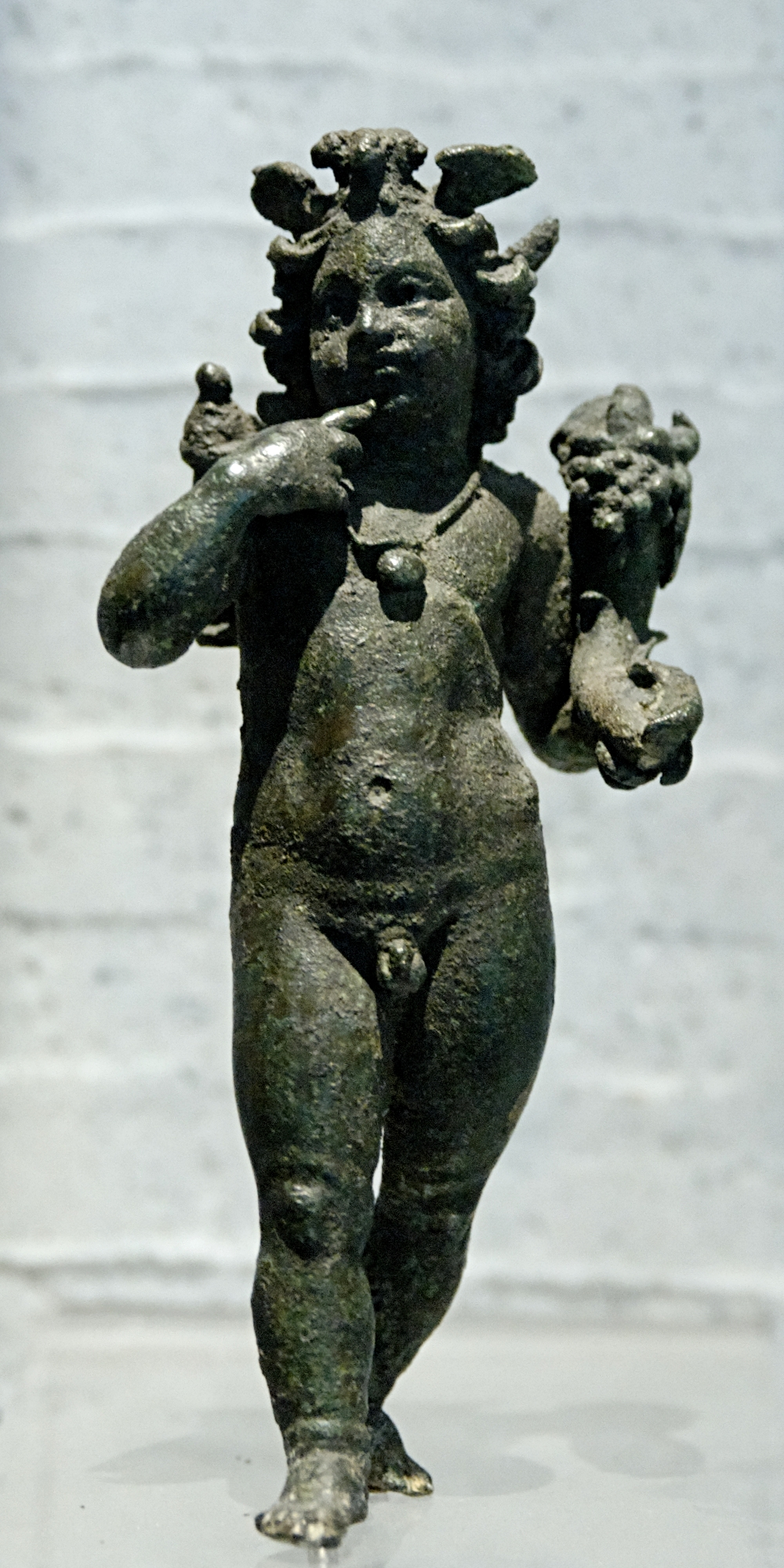
Harpocrate, bronze du IIe siècle ou des environs de Dijon (Musée du Louvre, Coll. Gréau).

La statuette découverte sur la Côte d'Alun, dite « Dieu d'Euffigneix », est très vraisemblablement une effigie de Lug. Son interpretatio romana, Mercure, est identifié localement sous le théonyme de Moccus (en). « Lug-Moccus » est notamment reconnu par des sculptures à Langres et au sanctuaire de Dampierre ainsi que par des dédicaces à celui de Lux. La toponymie le mentionne par ailleurs au « Mont-Mercure » de Barjon et à celui d'Andilly-en-Bassigny (« Mont-Moque » ou « Mont-Mercœur »). Outre la parèdre de ce dernier, Rosmerta, d'autres divinités étaient vénérées par les Lingons : la grande déesse gauloise Epona, Belisama, Sukellos et sa parèdre Nantosuelta (dont une stèle à son effigie a été notamment mise au jour dans les vestiges de la villa urbana de La-Goulotte à Liffol-le-Grand), Vindonnus (à Essarois,), Rigani ainsi que ses époux Taranis et Ésus-Cernunnos (les vestiges du sanctuaire de Mirebellum révélant le culte lingon de ce dernier)…
À l'instar d'Atesmerta au sanctuaire du Corgebin, de Sirona à Mâlain et de Ianuaria au fanum du Tremblois, les divinités topiques des Lingons les plus représentatives sont les nymphes hydronymiquesSequana et Matteronna (respectivement tutélaires de la Seine, et de la Marne) ainsi que Divona(tutélaire de la Douix et vraisemblablement de la Fosse Dionne à Tonnerre).
La vitalité du panthéon gaulois en Lingonie transalpine laisse peu de place au syncrétisme gallo-romain durant la Pax Romana, comme l'attestent les très nombreux ex-voto de cette période inventoriés sur son territoire ainsi que l'onomastique et la toponymie locales. Cette vitalité demeure au Bas-Empire malgré l'influence des cultes orientaux, notamment de Mithra et d'Isis ainsi que dans une moindre mesure d'Harpocrate et de Sol Invictus, le Christianisme tardant à supplanter les cultes indigènes des Lingons dans les zones rurales en dépit de l'Édit de Thessalonique en 380.

#### Rituel funéraire gallo-romain des «Lingons transalpins»
Les rites funéraires des Lingons gallo-romains, sont rapportés par l'abondante épigraphie des stèles et cippes des nécropoles de Langres,, Dijon, Bourbonne-les-Bains et Nod-sur-Seine. Celle de cette dernière a livré en particulier le « Testament du Lingon » énonçant les ultimes volontés d'un riche testamentaire concernant notamment les objets devant être incinérés avec lui, l'architecture de son monument funéraire et les repas rituels devant y être célébrés. Outre les monuments funéraires de la nécropole de Nod-sur-Seine, dont celui du « Lingon »,, et les pyramidions de celles de Dijon, l'architecture funéraire de la civitas est particulièrement bien représentée par les vestiges du mausolée de Faverolles et par le « Monument du Marchand de vin » du Clos-Lieutet à Til-Châtel,.

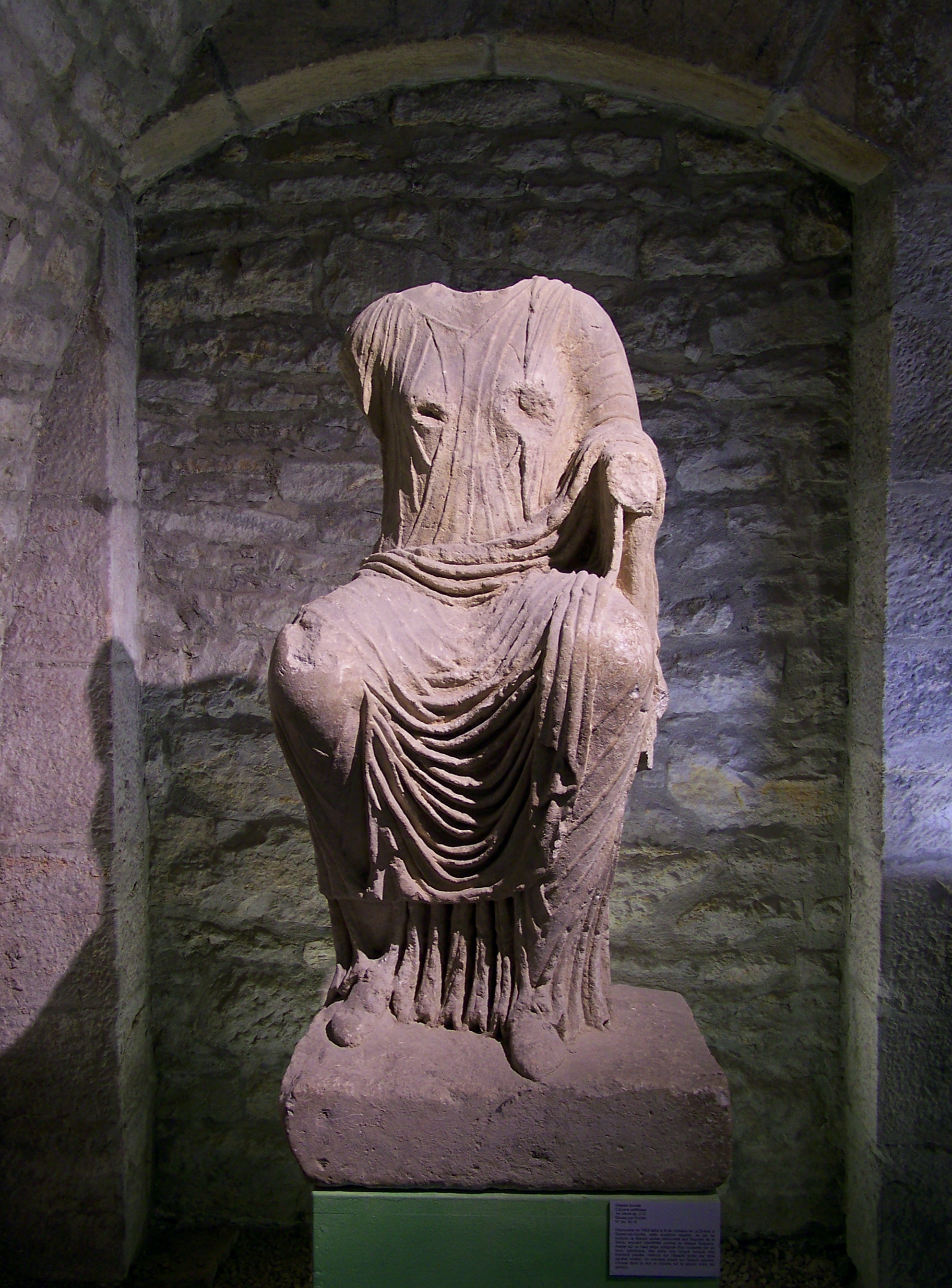
Statue gallo-romaine (à l'effigie d'une divinité fluviale ?) trouvée en 1953 dans le lit du ruisseau de la Sirène à Gissey-sur-Ouche (calcaire oolithique / / conservée au Musée archéologique de Dijon).

## Lingons et Lingonie dans la «Gaule de l'Antiquité tardive»
(235 à 587)
cadre historique : Antiquité tardive

### Les Lingons dans les «provinces gauloises du Bas-Empire romain»
(235 à 406)
- cadre chronologique : Chronologie de la Gaule romaine
- cadre historique : Bas-Empire romain
Profitant de l'affaiblissement du Limes de Germanie consécutivement à l'anarchie militaire dans l'Empire romain depuis la fin des Sévères en 235, les Alamans se relèvent de leur défaite devant Caracalla en 213 en le franchissant en 258 puis en se lançant dans des raids dévastateurs en Gaule, Italie et Hispanie. Selon Jacques Vignier et d'après les Analecta Bollandiana, les Alamans de Chrocus Ier auraient mis à sac Langres cette même année 258. Au terme d'un répit lors de l'Empire des Gaules et sous Aurélien qui fait notamment ériger le Castrum Divaniense de Divio (Dijon), la Civitas lingonensis subit d'autres incursions alamaniques après l'assassinat de ce dernier en 275, et ce jusqu'à la fin du IIIe siècle.

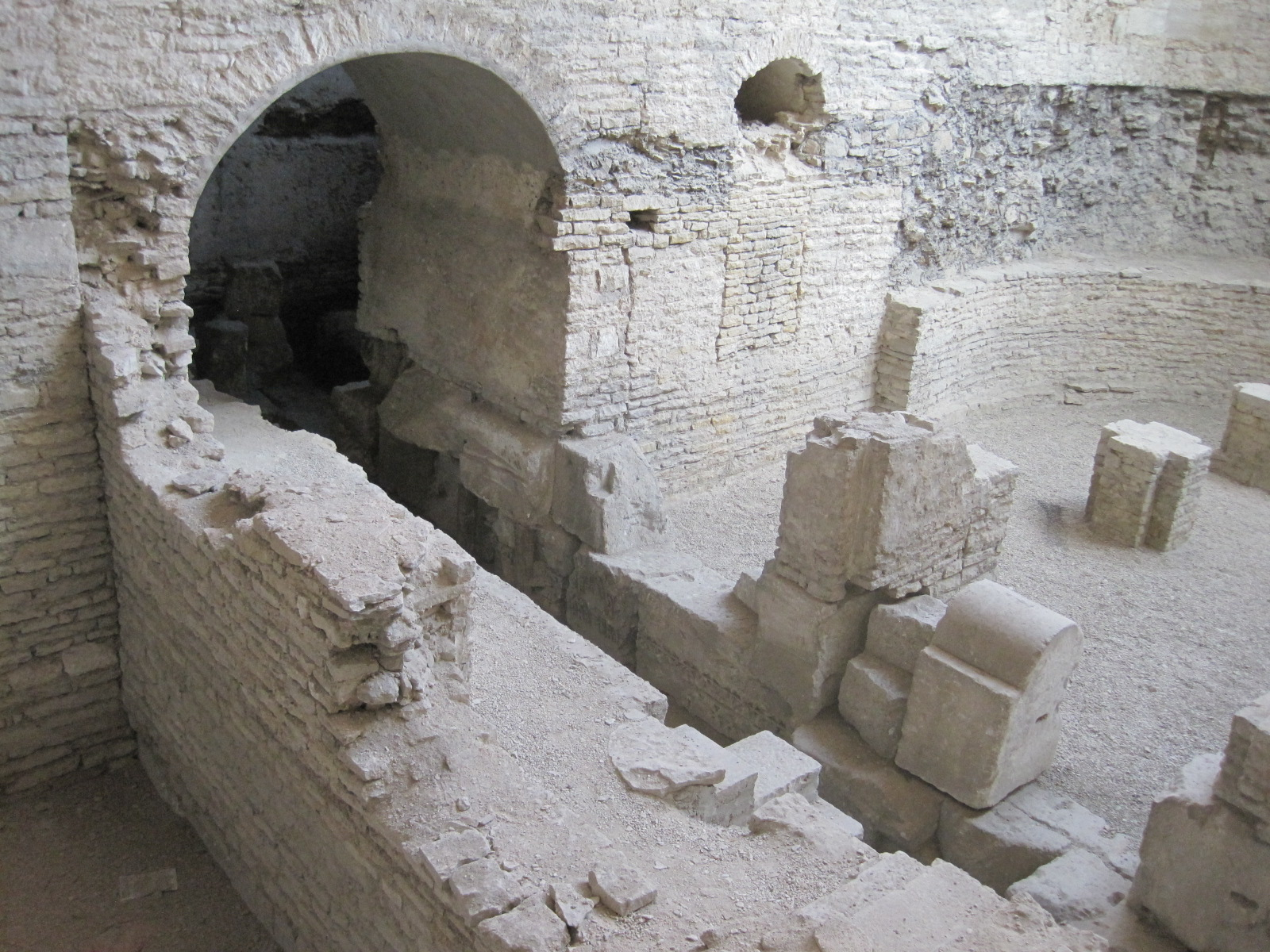
Vestige de la Porte Saint-Étienne du Castrum de Dijon (Musée Rude).

D'après Adrien Valois dans sa Notitia galliarum, la Lingonie transalpine est partitionnée lors de la division de l'Empire romain par Dioclétien en 293. Trois des provinces consulaires relevant du Diocèse des Gaules, dont l'administration prétorienne est à Trèves, se partagent ce territoire : le tiers nord entre les provinces de Belgique première et seconde, les deux tiers sud revenant à la Première-lyonnaise. La disparition concomitante de l'ordo municipal aboutit à une mise sous tutelle totale du territoire de la Civitas lingonensis, le Solum lingonum, dont l'un des principaux fonctionnaires, l’évêque, survivra à l'effondrement de l’Empire.
Au terme de sa campagne contre les Francs de 293-295, Constance Chlore installe des lètes hattuaires sur une partie du territoire lingon dépeuplée par les ravages alamaniques et une épidémie de peste,,. Établie sur la marge orientale du Plateau de Langres et ses vallées ainsi que dans la plaine de la Vingeanne et la partie lingonne de celle de la Saône, la colonie de peuplement hattuaire est à l'origine du Pagus Attoariensis, l'Attouar, qui deviendra l'Atuyer de la Bourgogne carolingienne. En 298, Constance Chlore défait les Alamans devant Langres; l'issue de cette bataille les conduisant à se replier an nord du Plateau suisse, où à la faveur d'une trêve d'un demi-siècle se constituera le noyau du futur Royaume alaman.

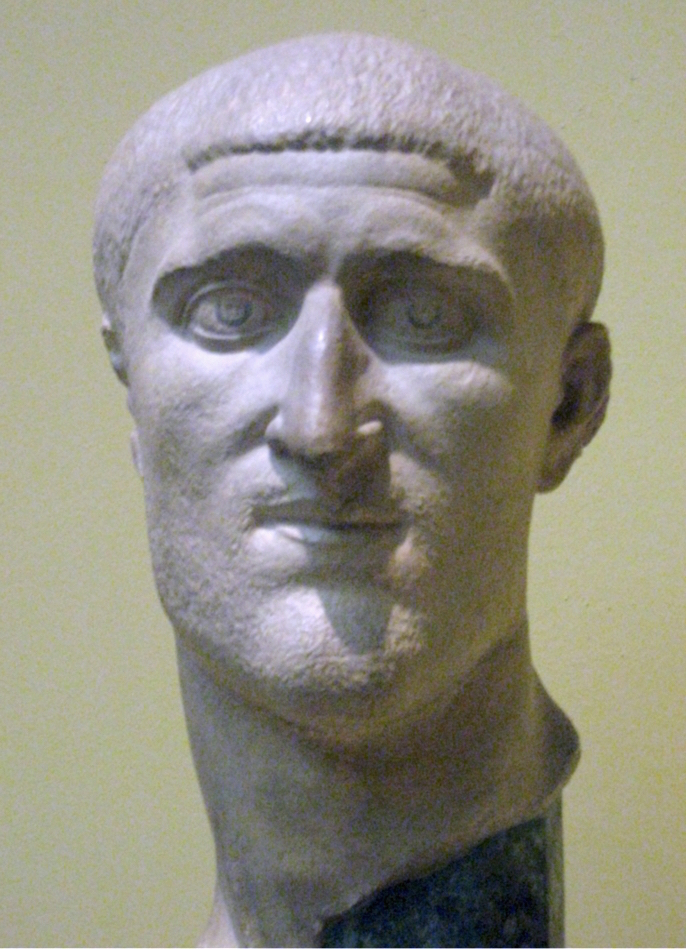
Constance Chlore, vainqueur des Alamans devant Langres (buste des collections du musée de Pergame).

En 352, Alamans et Francs coalisés ravagent l'ancienne Lingonie transalpine lors d'un raid les conduisant jusqu'en Val de Loire. En 356, les Alamans la traversent de nouveau avant d'assiéger Autun puis Sens dans laquelle le César des Gaules Julien s'est retranché. Après les avoir tenu en échec avec sa garnison dans Sens, ce dernier se met en campagne pour les repousser à partir du plateau de Langres et fait réaliser la voie Julienne destinée à acheminer ses troupes depuis Langres vers le sud du massif des Vosges. Pendant que la Lingonie transalpine subit la pression des Alamans, une unité militaire lingonne se distingue aux confins orientaux de l'Empire dans la défense d'Amida assiégée par les Perses sassanides de Shapur II en 359,. En dépit du dispositif défensif mis en place par Julien et de sa victoire contre les Alamans à la bataille d'Argentoratum en 357, les incursions germaniques se poursuivent épisodiquement durant la seconde moitié du IVe siècle,.
Selon la Notitia Dignitatum, la majeure partie de la portion du territoire de la Lingonie transalpine qui avait été intégré à la Première-lyonnaise sous la Tétrarchie est rattachée à la Maxima Sequanorum, après la réforme territoriale de Théodose Ier vers 380.

### Ancienne Lingonie transalpine dans «l'expansion germanique en Gaule romaine»
(406 à 486)
- cadre chronologique : Chronologie de la Gaule romaine
- cadre historique : Déclin de l'Empire romain d'Occident

Les Gaules à l'avènement de Clovis Ier en 481.

Lors du déclenchement des grandes migrations européennes en 406, l'ancienne Lingonie transalpine est traversée par des groupes de Suèves, Quades et Marcomans. Entre 407 et 411 elle est en partie ravagée par les Vandales, qui s'en prennent notamment au clergé de Langres en 411, dont l'évêque Dizier (Desiderius) et l'archidiacre Valère, et de nouveau assaillie par les Alamans. En contrepartie d'un second fœdus leur ayant été accordé par Aetius (en 438 ou 443), les Burgondes ont notamment pour mission de contenir la pression de ces derniers. Selon Jacques Vignier, Langres aurait été en partie détruite par l'armée coalisée hunno-germanique lors de l'expédition conduite par Attila en 451 (laquelle aurait contraint Loup, évêque de Troyes, à se réfugier sur le Mont Lassois). C'est vraisemblablement à la suite de cet évènement que les Lingons se seraient placés sous la tutelle des Burgondes en 457.
Pour contrer la rébellion d'Ægidius dans les Gaules en 461, le patrice Ricimer accorde des concessions territoriales au roi burgonde Gondioc avec lequel il a passé une alliance familiale. Eu égard à sa fidélité, Gondioc est fait Magister militum des forces romaines en Gaules par l'empereur romain d'Occident Libius Severus et voit ses possessions territoriales étendues. À la mort de Gondioc (vers 463 ou 473), son frère cadet Chilpéric Ier lui succède comme seul roi des Burgondes. De fait, la majeure partie sud de l'ancienne Lingonie transalpine est incluse dans le Royaume burgonde jusqu'au nord de Langres,, la partie septentrionale étant dans l'éphémère Domaine gallo-romain depuis la sécession d'Ægidius en 461. Comme l'avait fait son frère aîné Gondioc et comme le fera son neveu Gondebaud avec la Loi gombette, Chilpéric Ier s'emploie à renforcer la cohésion entre Burgondes et Gallo-romains. À sa mort vers 476, son fils cadet Godégisile hérite de la moitié nord du Royaume burgonde, dont la Lingonie burgonde. De confession arienne, il prend pour épouse une catholique en gage d'allégeance des Gallo-romains. Dès son début de règne, Godégisile doit contenir les Alamans qui menacent le Royaume burgonde et investissent la Lingonie. Comme en 258, Langres est prise par ces derniers en 484, l'évêque Apruncule devant se réfugier à Dijon,. Cette pression des Alamans perdurera jusqu'à leur défaite devant Clovis Ier à Tolbiac (en 496 ou 506).
La partie septentrionale de l'ancienne Lingonie transalpine, relevant du Domaine gallo-romain avant d'être occupée par les Alamans, entre dans le Domaine franc lors de la conquête du Domaine gallo-romain par le roi des Francs saliens Clovis Ier entre 481 et 486. Vers 485-486, un raid des Francs Ripuaires atteint Langres. En 486, la chute du royaume de Syagrius devant les Francs saliens au terme de la bataille de Soissons marque la fin de la Gaule romaine. En revanche, elle ne signifie pas la fin de la « Cité gallo-romaine ». Le centre de pouvoir local gallo-romain qu'est le diocèse, héritier du pouvoir patricien de la Civitas, conserve en effet son autonomie politique et administrative longtemps après cet évènement, en particulier pour celui de Langres.

### Ancienne Lingonie transalpine dans la «formation de la Gaule mérovingienne»
(486 à 587)

Partition du royaume des Francs à la mort de Clovis Ier en 511.

Godégisile, duquel dépend la Lingonie burgonde, s'allie en 499 avec Clovis Ier pour s'emparer du territoire de son frère Gondebaud. En 500 ou 501, ce dernier est défait par Clovis Ier et Godégisile à la bataille de Dijon. Contraint d'abandonner son royaume et de s'exiler en Avignon, Gondebaud parvient à le reconquérir avec l'appui des Wisigoths. En 501, il prend Vienne dans laquelle son frère s'est retranché et le fait exécuter.
Devenu souverain du Royaume burgonde, Gondebaud est à l'origine de la Loi gombette. Cette loi, associant Droit romain et Droit germanique, sera complétée par ses successeurs Sigismond et Godomar III. Outre le fait qu'elle préfigure le Droit romano-germanique, en entérinant la politique de renforcement des liens entre Burgondes et Gallo-romains conduite par leurs prédécesseurs, elle prépare la fusion des deux communautés, creuset de la future Bourgogne. Aux Gallo-romains, dont ceux de la Lingonie franque, Clovis Ier fait appliquer le Bréviaire d'Alaric.
Vers 506-507 l'évêque Grégoire de Langres, futur arrière-grand-père de Grégoire de Tours, fonde l'Abbaye Saint-Bénigne de Dijon. Il participera au concile d'Épaone en 517 et à celui de Clermont en 535. En 538, il se fera représenter au IIIe concile d'Orléans,

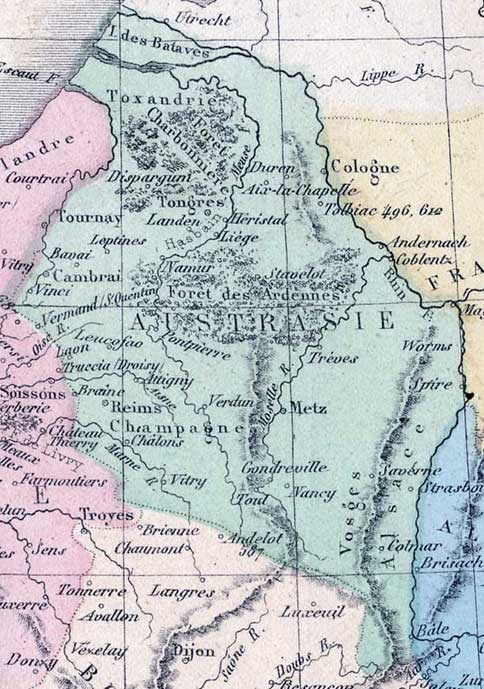
Limite territoriale entre Austrasie et Burgondie fixée par le traité d'Andelot en 587, correspondant à la limite septentrionale de l'ancien diocèse de Langres.

Les Alamans s'étant définitivement sédentarisés en Alémanie à la suite de leur défaite devant Clovis Ier à Tolbiac (en 496 ou 506), ce dernier s'empare de la majeure partie des territoires du royaume Wisigoth en Gaule à l'issue de la bataille de Vouillé en 507. À la mort de Clovis Ier en 511, ses fils Thierry Ier, Clodomir, Childebert Ier et Clotaire Ier se partagent un Regnum francorum couvrant désormais la majeure partie de la Gaule. Thierry Ier hérite d'un domaine comprenant un grand quart sud-ouest de cette dernière et un territoire correspondant approximativement à la future Austrasie dans lequel est notamment incluse la Lingonie franque. En 523, Clodomir, Childebert Ier et Clotaire Ier s'attaquent au royaume burgonde de Sigismond, Thierry Ier renonçant à combattre son beau-père. Lorsque Thierry Ier meurt en 534, son fils Thibert Ier hérite du royaume de Reims qui devient celui de Metz. Cette même année 534, ce dernier s'engage dans la guerre de Burgondie aux côtés de Clotaire Ier et Childebert Ier avec lesquels il défait Godomar III.
À l'issue de la guerre de Burgondie, les trois vainqueurs se répartissent le territoire du royaume burgonde, Thibert Ier adjoignant son tiers nord au royaume de Metz (future Austrasie). L'ancien territoire de la Civitas des Lingons recouvre alors pour une ultime fois son unité territoriale, jusqu'au partage en 561 du Regnum francorum réunifié par Clotaire Ier en 558. Dans le cadre de ce partage, les territoires du royaume d'Orléans et de l'ancien royaume burgonde sont attribués à Gontran, celui de l'ancien royaume de Metz étant attribué à Sigebert Ier. La limite définie entre ces deux derniers étant approximativement la même qu'avant la guerre de Burgondie, la majeure partie sud de l'ancien territoire des Lingons se voit réintégrée dans la Burgondie,.
En 587 le fils de Sigebert Ier, Childebert II, et sa mère Brunehilde rencontrent Gontran pour tenter d'établir une paix durable entre leurs royaumes respectifs. Cette rencontre a lieu à Andelot en Bolènois, au nord de l'ancien territoire lingon, entre l'Austrasie et la Burgondie. Au terme des négociations, le traité d'Andelot fixe notamment les possessions territoriales des parties, la limite entre Burgondie et Austrasie telle qu'avant le traité étant entérinée. Cette limite territoriale correspond à la limite septentrionale du diocèse de Langres qui demeurera inchangée jusqu'à la fin de l'Ancien Régime. De la fin de la Gaule romaine au traité d'Andelot, les évêques de Langres ont pris sporadiquement résidence en l'abbaye Saint-Étienne de Dijon, au gré des évènements ayant affecté leur épiscopat.

## Diocèse de Langres, «héritier de la Cité des Lingons»

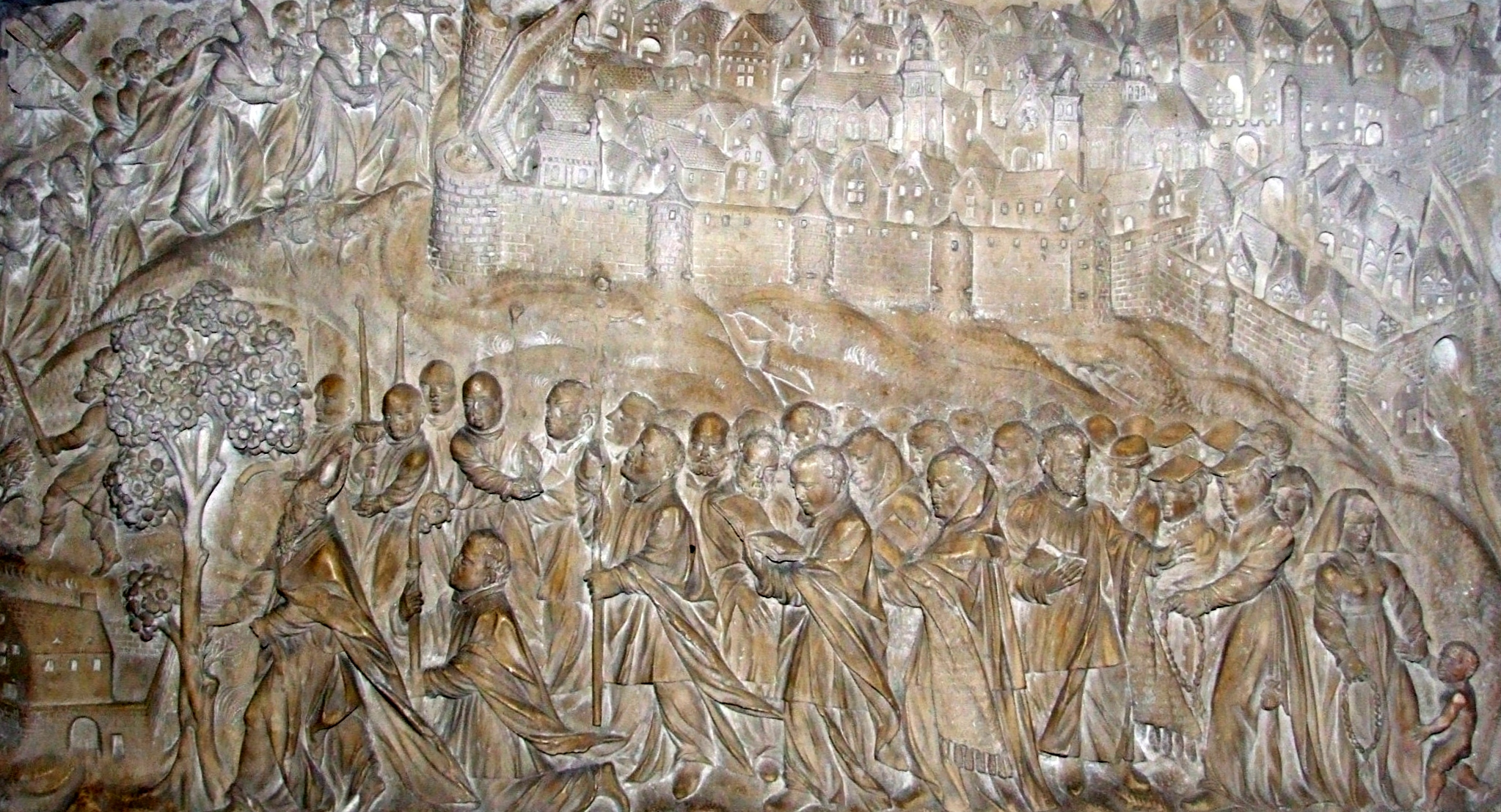
L'Évêque et les clercs de Langres lors d'une cérémonie processionnelle devant les murs de la cité.

(587 à 1245)

### Formation du diocèse de Langres
(587 à 752)
- cadre chronologique : Chronologie du Haut Moyen Âge
À partir de l'Édit de Thessalonique en 380, les évêques reprennent progressivement à l'échelon du diocèse les pouvoirs administratifs, financiers et politiques des magistrats laïcs. Durant la formation de la Gaule mérovingienne, une aristocratie ecclésiastique locale issue très majoritairement de la Nobilitas gallo-romaine se constitue. Particulièrement à Langres, cette aristocratie s'instaure en oligarchie municipale prenant le relais de l'ancien Municipe, à l'instar de l'épiscopat de Grégoire de Langres à partir de 506, lequel serait à l'origine de l'abbaye Saint-Bénigne de Dijon. En outre, la théocratie lingonne accueille très favorablement le Christianisme celtique apporté par Colomban de Luxeuil à partir de 585, renouant en cela avec certaines des pratiques religieuses locales antérieures à la romanisation… Dans le prolongement de l'essor des écoles chrétiennes sous Gondebaud, la prééminence intellectuelle et l'influence politique de la Nobilitas sont confortées par Brunehilde lors de sa seconde régence entre 596 et 613, date à laquelle elle est exécutée sur l'ancien territoire lingon à Renève, la Burgondie étant concomitamment annexée à la Neustrie par Clotaire II.
Après un plein exercice du pouvoir par Dagobert Ier, ses successeurs ne sont plus que des « rois fainéants », les maires du Palais se disputant le pouvoir palatin. Les prélats vont alors asseoir l'autorité de l'Église et reprendre à leur compte le pouvoir politique laissé vacant. Profitant de l'affaiblissement des Francs, les Sarrasins remontent la vallée du Rhône puis celle de la Saône. En 725 ou 731, ils pillent notamment Langres. Devant la passivité de la noblesse de Burgondie face aux razzias sarrasines, Charles Martel la destitue au profit de celle de Neustrie. Les évêchés ne sont pas épargnés, celui de Langres étant alors placé par ce dernier sous la coupe d'un de ses fils, Rémi, demi-frère du futur premier roi de la dynastie des Carolingiens, Pépin le Bref. Bénéficiant notamment de l'usufruit de l'abbaye de Bèze. Rémi dispose de ses revenus pour mener une vie dissolue, provoquant ainsi le départ de la plupart des moines de celle-ci pour le monastère de Luxeuil. En 752, il transmet les revenus de l'abbaye de Bèze à sa maîtresse, une femme mariée dénommée Angla…

### Diocèse de Langres dans la «Renaissance carolingienne»
(752 à 938)

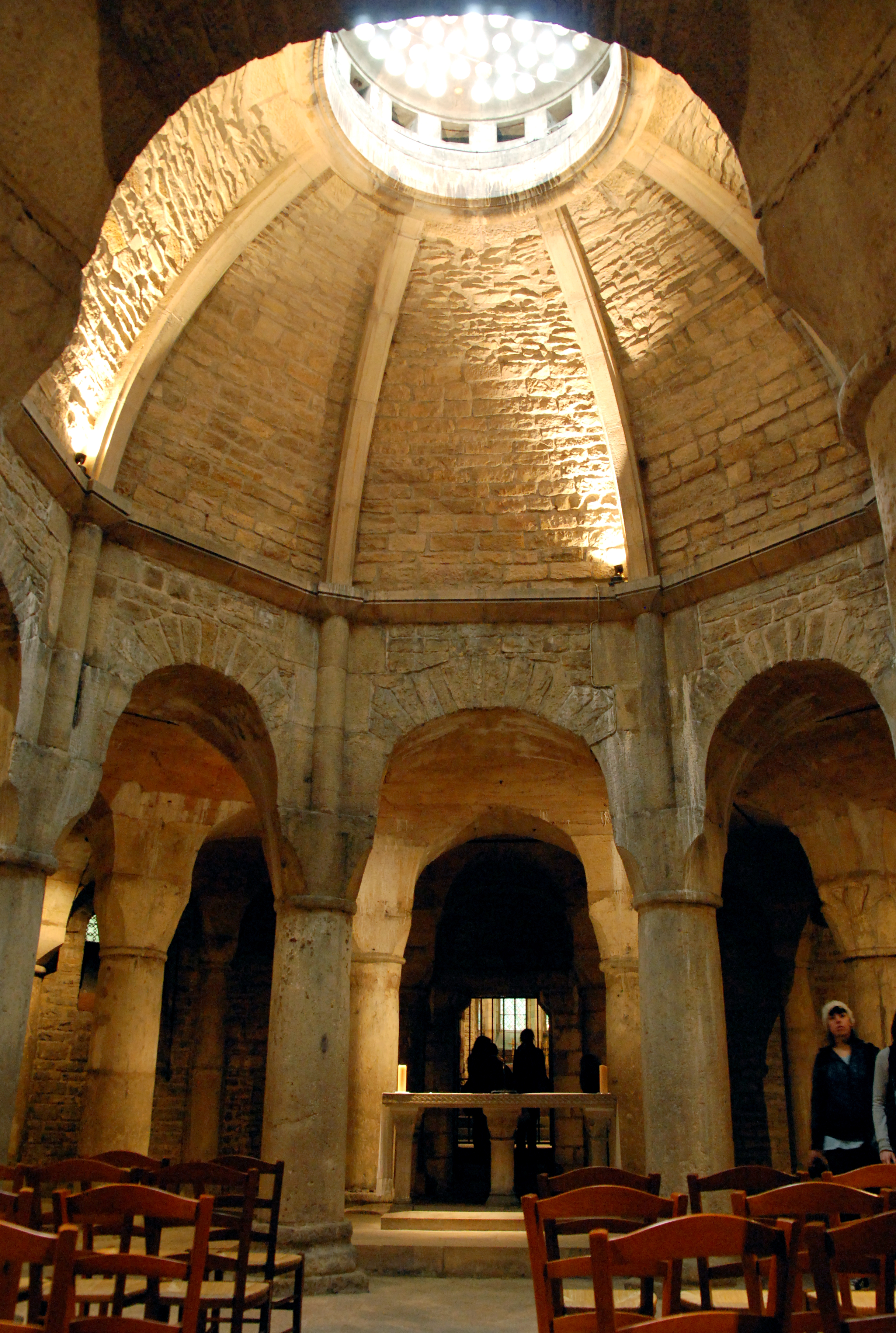
Crypte de l'ancienne basilique Saint-Bénigne de Dijon.

La perte provisoire de son autonomie politique n'enraye pas le développement culturel et économique du diocèse de Langres, placé sous le saint-patronage de Mammès de Césarée. Revitalisée par l'Admonitio generalis, la « Romanité » se régénère dans les communautés ecclésiastiques, qu'elles soient épiscopale à Saint-Mammès de Langres ou monachistes comme à l'École monastique de Bèze ainsi qu'à celles de Saint-Jean-de-Réome et de Saint-Seine. De 774 à 780, cette dernière accueille l'un des principaux acteurs de la Renaissance carolingienne : Benoît d'Aniane. La règle de saint Benoît est instituée par l'évêque de Langres, Albéric, à l'abbaye Saint-Pierre de Bèze en 826.
Lors d'un concile provincial à Langres en 830 Louis le Pieux confirme à ce dernier, en présence du futur Lothaire Ier, les libéralités accordées à son prédécesseur Belto. Les possessions territoriales et bénéfices ecclésiastiques de l'Évêché de Langres sont dûment inventoriés par polyptyque et pouillé. Entre 857 et 874 ces prérogatives sont étendues, les évêques adjoignant notamment à leur ministère la charge de Missi dominici. En 863, Girart de Roussillon fonde l'abbaye bénédictine de Pothières. Par une charte de 871, l'évêque de Langres Isaac redynamise celle de Saint-Bénigne à Dijon en la plaçant sous la direction du chorévêque Bertilon et en y faisant restaurer la basilique. En 874, Charles II le Chauve accorde aux clercs de Saint-Mammès de Langres le droit d'émettre leur propre monnaie. Avec le capitulaire de Quierzy en 877, l'autonomie politique et la puissance économique du diocèse de Langres se renforcent, certains de ses évêques cumulant leur fonction ecclésiastique avec le titre héréditaire de comte. En 879, lors de sa tentative de restauration du royaume de Burgondie, Boson de Provence nomme un abbé de confiance, Gilon de Tournus, comme évêque de Langres, cette charge épiscopale étant confirmée par Carloman II en 880. En 887, Charles III le Gros rétablit officiellement l'épiscopat de Langres dans son autorité politique.
La production écrite des évêques langrois au IXe siècle nous renseigne sur leur pouvoir. Ils interviennent majoritairement entre Langres et Dijon, qui semble constituer le cœur de leur pouvoir. Fin IXe siècle, les évêques ont acquis l'essentiel de leur pouvoir politique en plus de leur autorité spirituelle, notamment par des diplômes royaux confirmant leurs droits dans la région. Il s'agit par exemple des droits comtaux. De fait, ils ne font plus appel aux rois au cours du Xe siècle, signe de leur autonomie. Cette autonomie s'est accompagnée de la mise en place d'une chancellerie chargée de la production écrite des prélats : les actes épiscopaux mentionnent toujours un rédacteur, possède une forme particulière (dans l'ordonnancement de l'écriture et dans le contenu), ainsi que des souscriptions autographes des personnes impliquées dans l'acte.
En dépit des raids dévastateurs des Normands de 888 à 894, l'évêché de Langres accroît sa prospérité par des acquisitions domaniales successives, son territoire comptant six archidiaconés en 903. En 924, l'évêque de Langres Gosselin II de Bassigny participe à une expédition punitive qui défait le chef normand Ragenold de Nantes. À partir de 927, les évêques de Langres nomment les gouverneurs militaires de la place.
Hugues le Noir retranché dans Langres doit capituler devant le roi de Francie occidentale Louis IV de France et Hugues le Grand en 936. Le Traité de Langres en 938 entérine le partage du duché de Bourgogne entre Hugues le Grand, Gilbert de Chalon et Hugues le Noir qui conservent tous trois le titre de Duc de Bourgogne, ce dernier devant prêter serment de fidélité à Louis IV de France.

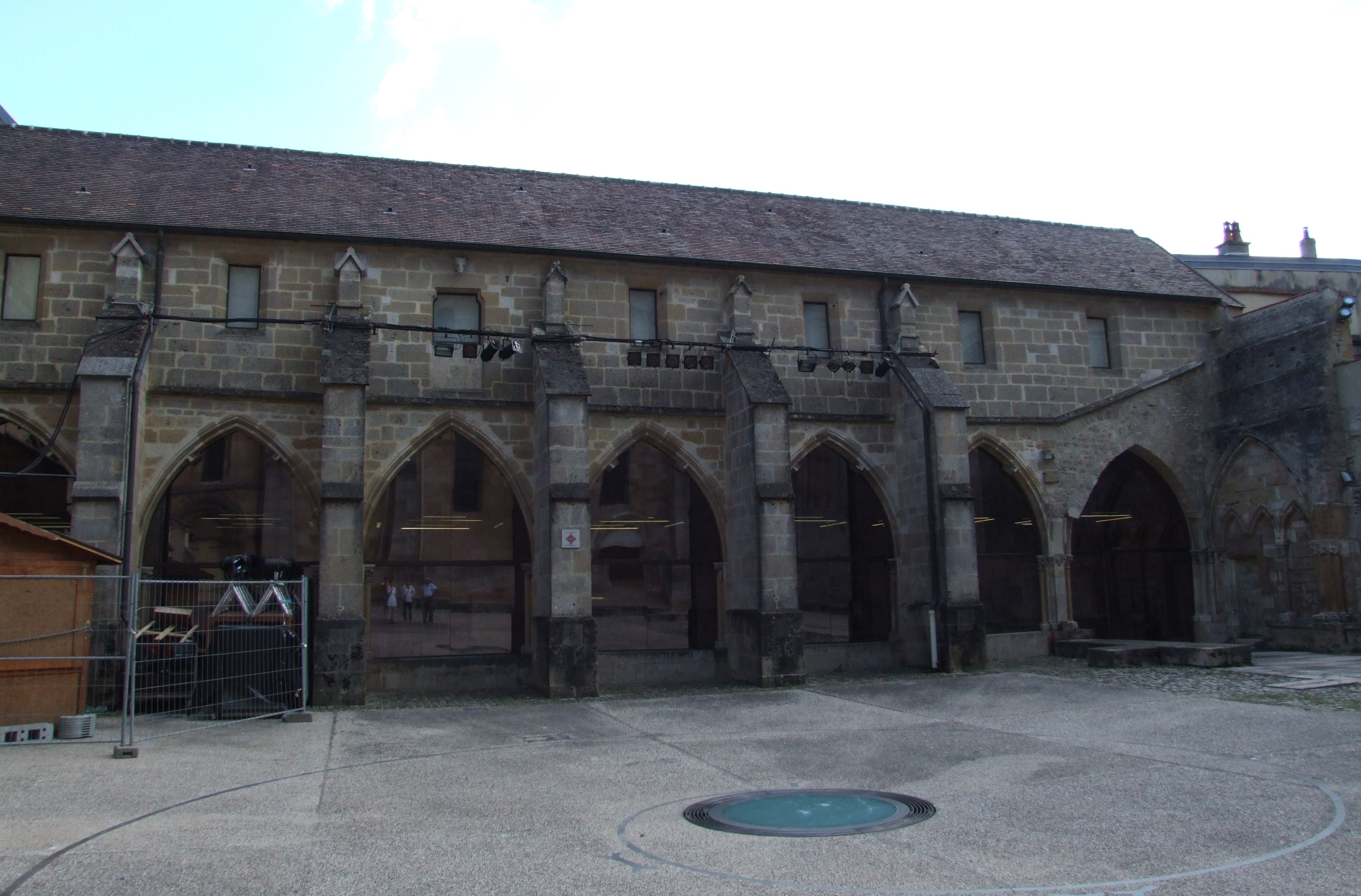
Cloitre de Saint-Mammès à Langres.

### Diocèse de Langres dans la «Renaissance ottonienne»
(938 à 1035)
Succédant à la Renaissance carolingienne, la Renaissance ottonienne insuffle un renouveau culturel dont les réseaux intellectuels monachistes puis épiscopaux sont les vecteurs. L'évêque de Langres Brunon de Roucy établit en 989 l'ordre de Cluny à l'Abbaye Saint-Bénigne de Dijon, laquelle se donne pour abbé Guillaume de Volpiano. Vers l'An mil, Brunon de Roucy fonde la collégiale Saint-Vorles de Châtillon-sur-Seine, dont l'école canoniale formera Bernard de Clairvaux. Lui-même ancien élève de Gerbert d'Aurillac, Brunon de Roucy institue en outre l'École cathédrale de Langres, qui forme notamment deux futurs archevêques de Lyon : Halinard qui sera auparavant abbé de Saint-Bénigne de Dijon et de Saint-Pierre de Bèze, et Odolric qui sera auparavant Archidiacre de Saint-Mammès de Langres. En 1020, l'évêque de Langres Lambert de Bassigny consacre l'Église Saint-Michel de Dijon. De 997 à 1035, les abbayes de Saint-Léger-de-Champeaux, Saint-Jean-de-Réome, Saint-Bénigne de Dijon et Bèze accueillent successivement l'un des principaux chroniqueurs de l'an mil : Raoul Glaber.

### Apogée du diocèse de Langres
(1035 à 1245)
- cadre historique : Moyen Âge classique

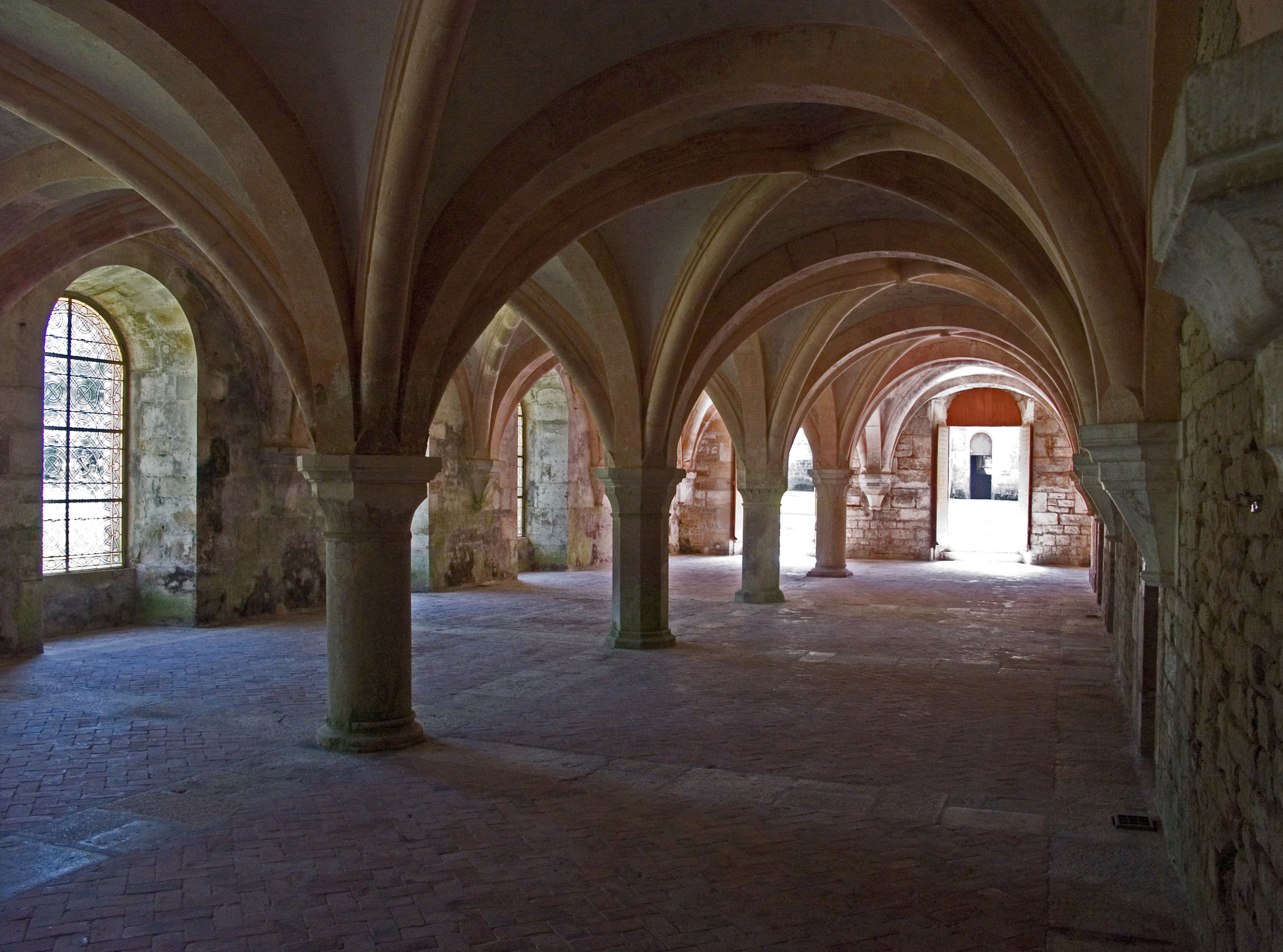
Scriptorium de l'abbaye de Fontenay (fondée en 1119 par Bernard de Clairvaux).

L'influence politique grandissante malgré la Réforme grégorienne, le développement économique et le rayonnement culturel de l'évêché de Langres à la faveur des renaissances médiévales successives, parallèlement à celle de la Féodalité, font de Langres une puissante Cité du Moyen Âge classique, héritière de la Civitas des Lingons.
Bénéficiant pleinement de la Renaissance du XIIe siècle, le diocèse de Langres devient un duché pairie, ses évêques étant à la fois ducs et pairs de la Couronne de France: en 1179, Hugues III de Bourgogne octroie le titre de Comte de Langres à son oncle l'évêque Gauthier, Louis VII de France y ajoutant la pairie et Philippe-Auguste accordant en 1200 le titre de duc aux évêques en confirmant cette dernière.

#### Essor du monachisme civil en Diocèse de Langres

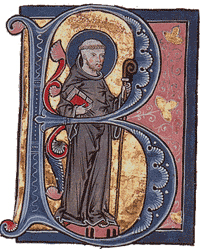
Lettrine du XIIe siècle à l'effigie de Bernard de Clairvaux.

Outre son important essor épiscopal, le diocèse contribue très largement à celui du monachisme cistercien. Terre natale de Bernard de Clairvaux, qui y reçoit sa formation à l'école canoniale de la collégiale Saint-Vorles à Châtillon-sur-Seine, il est le foyer de l'Ordre cistercien avec l'Abbaye Notre-Dame de Molesme ainsi que celle de Citeaux fondées par Robert de Molesme respectivement en 1075 et 1098. Il voit aussi s'y ériger la plupart des premières « filles » de cette dernière avec notamment les abbayes de Pontigny, Clairvaux, Morimond, Fontenay, Tart et La-Bussière. Très vite, la majeure partie de ces dernières établit son ordre dans d'autres abbayes ou fonde ses propres établissements dans le Diocèse de Langres : Belmont, La-Crête, Auberive, Beaulieu, Boulancourt, Longuay, Lieu-Dieu, Quincy, La-Charité-les-Lézinnes, Theuley… À partir de 1110, une communauté de moniales cisterciennes succède aux bénédictines en l'abbaye Saint-Pierre de Poulangy.
Les Prémontrés fondent en 1125 l'Abbaye Saint-Nicolas de Septfontaines. En 1136 le neveu de Bernard de Clairvaux, Robert de Châtillon, fonde l'Abbaye de Noirlac,. Sous l'impulsion de Bernard de Clairvaux est fondée la même année l'abbaye Notre-Dame de Châtillon, pour y accueillir une communauté de chanoines réguliers de Saint-Augustin. L'ordre cistercien est en outre établi en 1147 à l'Abbaye Saint-Pierre de Poulangy lors de l'abbatiat d'Adeline, nièce de Bernard de Clairvaux, avec le soutien de l'Évêque de Langres et ancien prieur de l'abbaye de Clairvaux : Geoffroy de La Roche-Vanneau. Concomitamment, ce dernier donne l'abbaye de Vaux-la-Douce aux moines cisterciens de l'abbaye de Clairefontaine et fait entreprendre la reconstruction de la cathédrale Saint-Mammès de Langres, laquelle reçoit en 1209 une relique de Mammès de Césarée. Par ailleurs, la toute première abbaye de l'ordre des Écoliers du Christ est fondée en 1212 à Verbiesles; Guillaume de Joinville, évêque de Langres, approuvant en 1215 cet ordre dont la règle sera ratifiée par le pape Grégoire X en 1219.

#### Essor de l'ordre du Temple en diocèse de Langres
Le diocèse de Langres est aussi l'un des bastions de l'ordre du Temple,,,, dont la création est particulièrement soutenue par Bernard de Clairvaux avec son Éloge de la Nouvelle milice. À la suite du concile de Troyes auquel il participe en 1129, Bernard de Clairvaux contribue en outre largement à la rédaction de la règle de la Milice des pauvres chevaliers du Christ. Cofondateur de l'ordre du Temple et oncle de ce dernier, André de Montbard en devient le cinquième Maître en 1154. En outre, le futur dernier maître de l'ordre du Temple, Jacques de Molay, voit le jour sur le territoire du Diocèse de Langres vers 1244/1245.
Par ailleurs, le territoire du diocèse verra s'y ériger un bon nombre de commanderies et maisons du Temple,: Langres, Dijon, Genrupt, Mormant, Ruetz, Voulaines, Bure, Châtillon-sur-Seine, Fontenotte, Fauverney, Saint-Philibert, Ruffey-lès-Echirey, Magny-Lambert, Montmorot, Valeure, Talant, Vele-sous-Gevrey, Curtil-Saint-Seine, Saint-Marc, Thors, Marsoif, Épailly, Is-sur-Tille, de La Romagne, Le-Corgebin, Le-Perchoy, Autrey-lès-Gray, Avalleur,…

#### Privilèges royaux des évêques de Langres

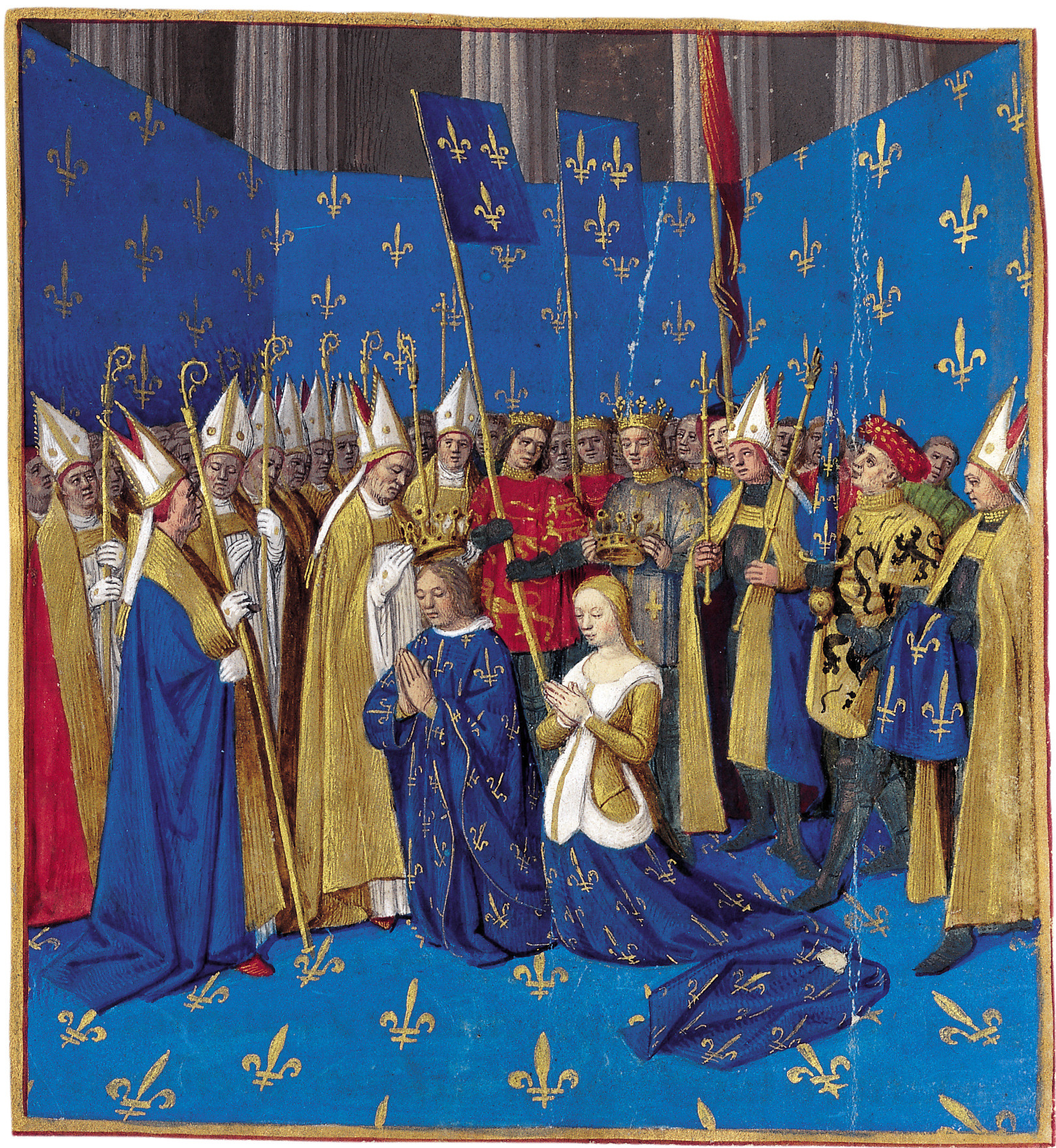
Couronnement de Louis VIII de France par l'ancien duc-évêque de Langres, Guillaume de Joinville, le 6 août 1223 en la cathédrale Notre-Dame de Reims (Grandes Chroniques de France de Charles VII enluminées par Jean Fouquet / 1455-1460 / BNF / Ms.Fr.6465).

En qualité de troisième duc et pair ecclésiastique, l'évêque de Langres détient le sceptre royal durant le sacre du roi de France (avec préséance sur son métropolitain, le primat des Gaules). Au cours de cette cérémonie, il présente aussi la couronne royale avec les onze autres grands pairs de France au-dessus du chef royal avant que l'archevêque de Reims l'y dépose. Issu d'une illustre famille originaire du Vallage au nord de l'ancien territoire des Lingons (et futur oncle du biographe de Louis IX de France : Jean de Joinville), Guillaume de Joinville devient évêque de Langres en 1210. Nommé Archevêque de Reims en 1219, il a le privilège de coiffer de la couronne royale Louis VIII le Lion en la cathédrale Notre-Dame de Reims le 6 août 1223. À la fois grands vassaux et grands pairs de France, les ducs-évêques de Langres sont partie prenante dans les affaires générales du royaume de France en tant que membres du Parlement du roi et nombre de grands seigneurs leur doivent l'hommage féodal.

### Démembrement en 1731 du diocèse de Langres pour créer celui de Dijon
Sous l'épiscopat de Pierre de Pardaillan de Gondrin, dit Mgr d'Antin, les bourgeois de Dijon obtiennent en 1731, grâce au crédit du prince de Condé, la réalisation d'un projet qu'ils soutenaient depuis deux siècles: l'érection de leur ville en siège épiscopal.
Le diocèse de Langres était alors composé de six archidiaconés : 1° celui de Langres (doyenné de Langres et du Moge) ; 2° l'archidiaconé de Tonnerre (doyennés de Tonnerre, de Molème, de Réomé, et de Saint-Vinnemer ; 3° l'archidiaconé du Barrois (doyennés de Bar-sur-Aube et de Chaumont) ; 4° archidiaconé de l'Auxois (doyennés de Bar-sur-Seine et de Châtillon) ; 5° l'archidiaconé du Bassigny (doyennés d'Is-en-Bassigny et de Pierrefaite) et 6° celui de Dijon (comprenant les doyennés de Dijon, de Bèze, de Saint-Seine, de Grancey et de Fouvent).
Le nouveau diocèse de Dijon comprenait l'archidiaconé de Dijon, à l'exception du doyennés de Grancey (rattaché à l'archidiaconé de Langres) et d'une partie de celui de Fouvent (rattaché à l'archidiaconé de Bassigny), soit cent trente paroisses, deux cent vingt-sept succursales, et sept abbayes dont deux à Dijon.
Alors l'évéché de Langres cessa de représenter le territoire des anciens Lingons.

### Démembrement en 1801 au profit de Troyes et Dijon, puis rétablissement en 1822
À la suite du concordat de 1801, par la bulle Qui Christi Domini du 29 novembre 1801, le pape Pie VII supprime le diocèse de Langres et partage son territoire entre celui de Dijon et celui de Troyes. À la suite de la signature du concordat de 1817, Pie VII prévoit de rétablir le diocèse de Langres. Mais le concordat n'est pas ratifié. Ce n'est que par la bulle Paternae charitatis du 6 octobre 1822 que Pie VII rétablit le diocèse.

### Sources historiographiques mentionnant les Lingons ou leurs territoires
Les Lingons ou leurs territoires sont notamment mentionnés par les historiographes ou mémorialistes anciens suivants :
- Posidonios, connu par ses abréviateurs et successeurs : Diodore de Sicile, Athénée et Strabon (Géographie / La Gaule, livre IV)
- Polybe (Histoire, II-17)
- Tacite (Histoire, I-78 & IV-55)
- Pline l'Ancien (Histoire naturelle, IV-31)
- Tite-Live (Ab urbe condita, vol.35)
- Ptolémée
- Claudien
- Lucain (Pharsale-I)
- Frontin (Stratagamenta, IV-3)

- Jules César (Commentaires sur la Guerre des Gaules : I-26, 27, 28 & 40 / IV-10 / VI-44 / VII-9, 63 & 66 / VIII-11)
- Suétone (Vie des douze Césars)